# Royan
Cet article possède un paronyme, voir Royat.
Vous lisez un « article de qualité » labellisé en 2009.
Pour les articles homonymes, voir Royan (homonymie).
Pour l’article ayant un titre homophone, voir Royant.
Royan /ʁwa.jɑ̃/ est une commune du Sud-Ouest de la France, située dans le département de la Charente-Maritime (région Nouvelle-Aquitaine). Ses habitants sont appelés les Royannais et les Royannaises.
Principale ville de la Côte de Beauté et du Royannais avec 19 322 habitants en 2022, au cœur d'une agglomération de 40 409 habitants et d'une aire d'attraction de 74 288 habitants la même année, Royan est avant tout une des principales stations balnéaires de la côte atlantique française, dotée de cinq plages de sable fin, d'un port de plaisance pouvant recevoir plus de 1 000 bateaux ainsi que d'un port de pêche actif. Elle offre une des plus fortes attractivités touristiques parmi les villes françaises de moins de 20 000 habitants selon une étude.
Centre économique rayonnant sur le quart sud-ouest du département (activités tertiaires : centres commerciaux, artisanat, banques et mutuelles, établissements d'enseignement) la ville vit également au rythme du pôle universitaire du Carel, spécialisé dans l'enseignement des langues.
Située sur la presqu'île d'Arvert, en rive droite de l'embouchure de la Gironde, plus vaste estuaire d'Europe, Royan a été de tout temps un site stratégique très convoité lui coûtant plusieurs sièges et destructions. Après les invasions germaniques (Wisigoths notamment), et quelques incursions des Vikings, Royan, alors petit port de pêche, est le siège de plusieurs prieurés pendant le Moyen Âge. Sous domination anglaise pendant la guerre de Cent Ans, la cité devient, pendant les guerres de Religion une place forte protestante qui sera assiégée et détruite par Louis XIII.
C'est pendant la Restauration que Royan se développe vraiment grâce à ses bains de mer et acquiert une grande renommée au milieu du XIXe siècle, notamment à partir du Second Empire. Elle accueille de nombreux artistes pendant les années folles.
Détruite par des bombardements alliés lors des combats de la Libération (siège de Royan, 12 septembre 1944-15 avril 1945), la « ville martyre » est déclarée par la suite Laboratoire de recherche sur l'urbanisme et possède depuis un patrimoine architectural représentatif des années 1950 (architecture moderniste), ce qui lui vaut d'être classée ville d'art et d'histoire en 2010.
Depuis, Royan affirme plus que jamais sa vocation balnéaire. Elle est un pôle touristique et culturel accueillant annuellement 90 000 habitants à chaque saison estivale.

## Géographie

### Situation

Position de Royan en Charente-Maritime.

Principale ville du Royannais et de la presqu'île d'Arvert, la commune occupe la rive droite de l'embouchure de l'estuaire de la Gironde, à proximité immédiate de l'océan Atlantique, dans l'ancienne province historique de la Saintonge. Appartenant au midi de la France - et plus précisément de « midi atlantique »-, elle peut être rattachée à deux grands ensembles géographiques, le Grand Ouest français et le Grand Sud-Ouest français.
La ville est située au cœur de l'arc atlantique, au sud-ouest du département de la Charente-Maritime, à 60 kilomètres
au sud de La Rochelle et à 94 kilomètres au nord de Bordeaux.
Sur le littoral, alternent falaises calcaires et plages, localement appelées conches. Ces dernières sont au nombre de cinq, de tailles variables. La plus petite, la conche du Pigeonnier, ne mesure que quelques centaines de mètres et la plus vaste, la Grande-Conche, se déploie sur près de 2 600 mètres entre le port de plaisance et la pointe de Vallières, dans la commune voisine de Saint-Georges-de-Didonne. Toutes sont tapissées de sable extrêmement fin, de l'ordre de 180 µm. Leur formation semble être intervenue il y a environ 10 000 ans.
Capitale de la Côte de Beauté, Royan se situe en face du Verdon, sur l'autre rive de la Gironde (8,2 km à vol d'oiseau), et est mitoyenne de Vaux-sur-Mer, en aval sur la même rive, et de Saint-Georges-de-Didonne, en amont. Saint-Sulpice-de-Royan est quant à elle à 3,9 km sur la route de Rochefort et Médis à 5,5 km sur la route de Saintes.
| Vaux-sur-Mer                             | Saint-Sulpice-de-Royan |                          |
|                                          | Royan                  | Médis                    |
| Océan Atlantique, estuaire de la Gironde |                        | Saint-Georges-de-Didonne |

### Géologie et relief

Royan et ses espaces naturels.

Le point culminant de la commune de Royan se situe au lieu-dit la Brandelle, au nord-est de l'agglomération. Il s'agit d'une colline de taille modeste s'élevant à 33 mètres d'altitude.
Royan est entouré de collines mesurant en moyenne entre 20 et 30 mètres, dont celle de Peu Blanc (colline-blanche) qui domine le marais de Pousseau de sa silhouette caractéristique, celle de l’Anglade, ou encore celle de Belmont, où se dresse le château d'eau du même nom. Ces régions vallonnées contrastent avec les dépressions formées par les marais de Pousseau, de Belmont ou de Pontaillac, dont l'altitude ne dépasse guère les 2 à 3 mètres.

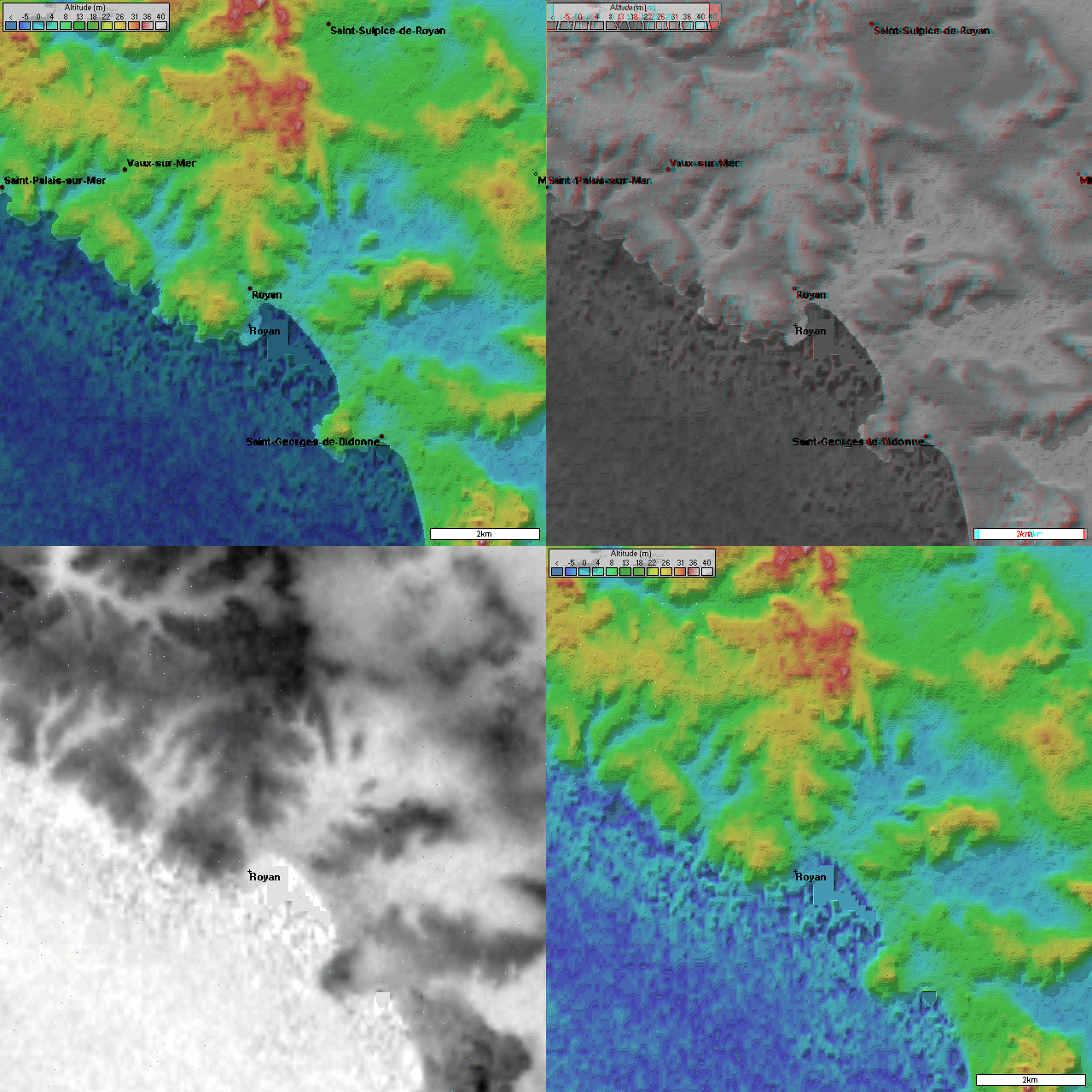
Topographie de Royan.

La ville de Royan est bâtie sur un plateau de roches calcaires faisant partie géomorphologiquement de la presqu'île d'Arvert. Sa formation est intervenue en fin du Crétacé, durant les périodes géologiques du Campanien supérieur et du Maastrichtien (environ 70 millions d'années).
Le début de la surrection des chaînes montagneuses des Alpes et des Pyrénées se produit dès la période du Maastrichtien, il y a 65 millions d'années, avant de se poursuivre durant une partie de l'ère tertiaire. Ce phénomène cause un froissement progressif des couches calcaires et la formation de synclinaux et de leurs pendants, les anticlinaux.
Ainsi se forment le synclinal girondin, dans lequel vont s'engouffrer les eaux de la Dordogne et de la Garonne, conduisant à la formation progressive de l'estuaire de la Gironde, des falaises et des conches, ainsi que l’anticlinal saintongeais, dont l'axe est le marais de Brouage.
Le plateau, entaillé sur un axe nord-ouest/sud-est par le lit de la rivière du « Font de Cherves », est limité au nord-est par le marais de Pousseau, à l'est par le marais de Belmont et à l'ouest par le marais de Pontaillac.
La période du Quaternaire (environ 2 millions d'années) voit le début d'une succession de glaciations.
Entre -60000 et -10000, la glaciation de Würm s'accompagne d'une importante régression marine au cours de laquelle le niveau de l'océan baisse d'une centaine de mètres, transformant l'estuaire de la Gironde en canyon. Ce phénomène cause l'accumulation de dépôts sableux d'origine fluviatiles, lesquels vont se déposer au creux des conches au cours de la période de transgression marine qui succède : cette période de déglaciation post-Würmienne, intervenant entre -10000 et -1000 est nommée transgression flandrienne. Parallèlement, des cordons dunaires isolent les marais du littoral.
Un risque sismique léger concerne la commune qui est située non loin de la faille d'Oléron. Le 7 septembre 1972, le séisme d'Oléron d'une magnitude de 5,7 sur l'échelle de Richter a produit quelques dégâts dans la région et a pu être ressenti jusqu'en région parisienne. Le dernier séisme ressenti en date, toujours sur cette faille, d'une magnitude de 4,7, a eu lieu le 18 avril 2005.

### Hydrographie
La commune est entourée par les marais de Pontaillac, Pousseau et Belmont.

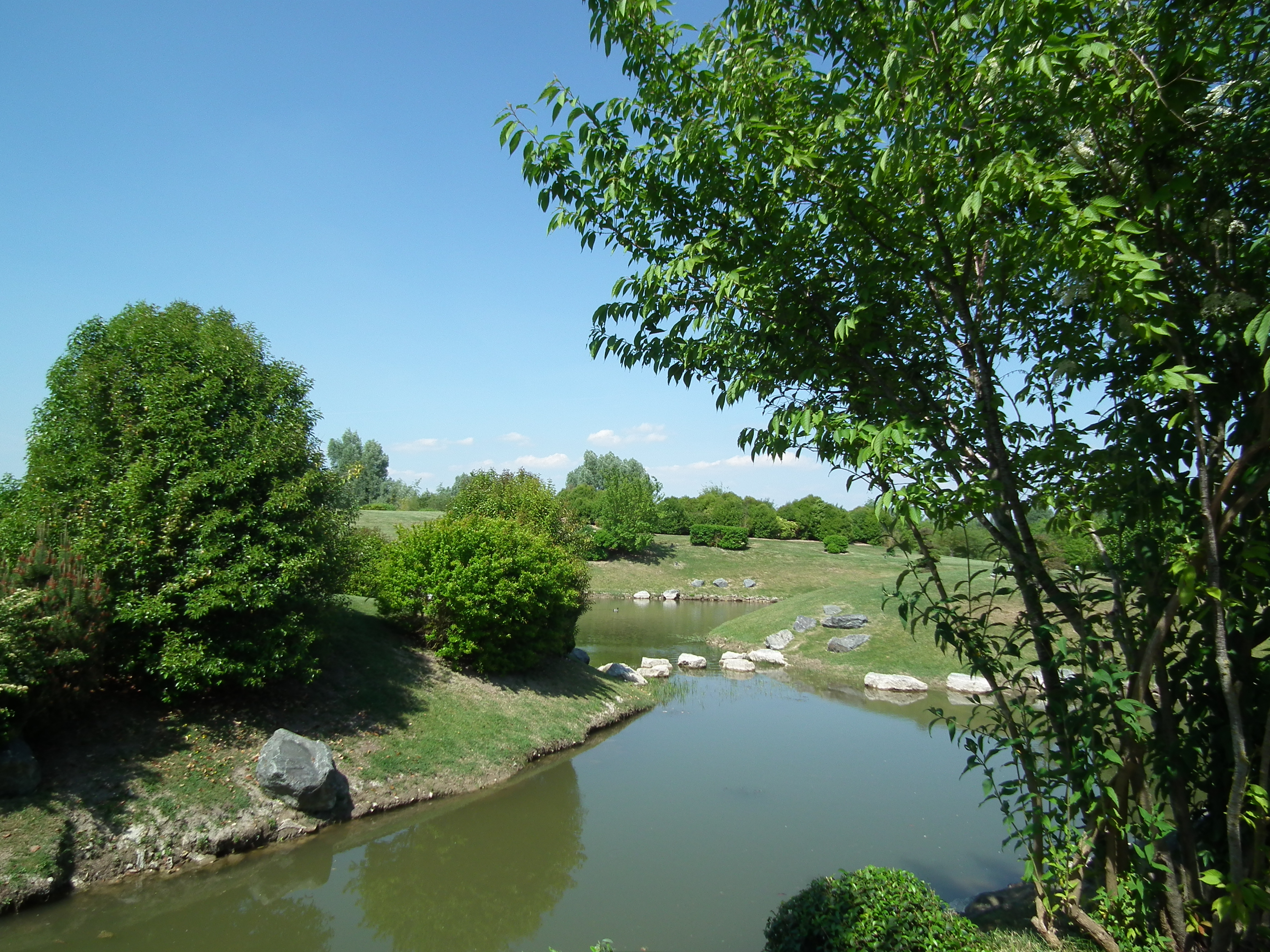
Le marais de Pousseau.

Trois ruisseaux traversent le territoire communal pour se jeter dans la Gironde. D'amont en aval, le Riveau, prenant sa source dans les marais de Boube, à l'est de la commune, traverse notamment le quartier du Parc où un petit sentier a été aménagé sur ses rives. Il se jette dans l'estuaire de la Gironde au niveau de la Grande-Conche et marque la séparation entre les communes de Royan et de Saint-Georges-de-Didonne.
La Font-de-Cherves (nom signifiant « fontaine, ou source, au chanvre ») traversait jadis le centre-ville, au niveau de l'actuel marché central. Aujourd'hui canalisée, son cours se situe sous le boulevard Aristide-Briand et la place Charles-de-Gaulle. Le Grand Riveau, qui servait d'exutoire au marais de Pousseau, a également été canalisé. Enfin, le Rivaud Saint-Nicolas, prenant sa source dans les marais de Pontaillac (au lieu-dit la Source, non loin de la rocade) et qui sépare les communes de Royan et de Vaux-sur-Mer.

### Climat
Le climat est de type océanique : la pluviométrie est relativement élevée en automne et en hiver et les hivers sont doux. L'été reste tempéré grâce à la brise marine. Deux vents venant de l'océan, le noroît et le suroît, soufflent sur les côtes du département. L'ensoleillement de la côte charentaise est le meilleur du littoral atlantique : avec 2 250 heures par an, il est comparable à celui que connaît une partie de la côte méditerranéenne.

#### Données générales
La station météorologique de Météo-France installée sur la commune et mise en service en 1991 permet de connaître en continu l'évolution des indicateurs météorologiques. Le tableau détaillé pour la période 1981-2010 est présenté ci-après.
| Mois                                  | jan.            | fév.          | mars          | avril         | mai             | juin          | jui.           | août          | sep.          | oct.            | nov.          | déc.            | année     |
| ------------------------------------- | --------------- | ------------- | ------------- | ------------- | --------------- | ------------- | -------------- | ------------- | ------------- | --------------- | ------------- | --------------- | --------- |
| Température minimale moyenne (°C)     | 3,5             | 3,4           | 5,2           | 7,2           | 10,8            | 13,6          | 15,1           | 15,2          | 12,2          | 10,3            | 6,3           | 3,7             | 8,9       |
| Température moyenne (°C)              | 6,5             | 7,2           | 9,7           | 11,8          | 15,7            | 18,7          | 20,2           | 20,4          | 17,4          | 14,4            | 9,7           | 6,8             | 13,2      |
| Température maximale moyenne (°C)     | 9,6             | 11,1          | 14,2          | 16,4          | 20,5            | 23,7          | 25,2           | 25,6          | 22,7          | 18,5            | 13,1          | 9,8             | 17,6      |
| Record de froid (°C) date du record   | −9,3 02.01.1997 | −9,2 09.02.12 | −9,1 01.03.05 | −2 04.04.1996 | 1,3 14.05.1995  | 5,5 01.06.06  | 7,8 13.07.1993 | 8 30.08.1993  | 4,6 27.09.08  | −2,5 30.10.1997 | −7 21.11.1993 | −8,9 29.12.1996 | −9,3 1997 |
| Record de chaleur (°C) date du record | 17,6 13.01.1993 | 22,9 27.02.19 | 26 30.03.21   | 29 14.04.15   | 32,7 16.05.1992 | 37,7 30.06.15 | 38,3 30.07.20  | 39,9 04.08.03 | 35,2 03.09.05 | 30 02.10.11     | 23,5 08.11.15 | 19,3 07.12.00   | 39,9 2003 |
| Précipitations (mm)                   | 82,9            | 59,7          | 60,2          | 71,4          | 64,4            | 46,7          | 44,2           | 50,5          | 77,8          | 96,7            | 112,1         | 101,8           | 868,4     |

| Ville             | Ensoleillement · (h/an) | Pluie · (mm/an) | Neige · (j/an) | Orage · (j/an) | Brouillard · (j/an) |
| ----------------- | ----------------------- | --------------- | -------------- | -------------- | ------------------- |
| Médiane nationale | 1 852                   | 835             | 16             | 25             | 50                  |
| Royan             | 2 250                   | 755             | 4              | 13             | 26                  |
| Paris             | 1 717                   | 634             | 13             | 20             | 26                  |
| Nice              | 2 760                   | 791             | 1              | 28             | 2                   |
| Strasbourg        | 1 747                   | 636             | 26             | 28             | 69                  |
| Brest             | 1 555                   | 1 230           | 6              | 12             | 78                  |
| Bordeaux          | 2 070                   | 987             | 3              | 32             | 78                  |

#### Événements climatiques notables
Plusieurs événements météorologiques extrêmes ont marqué l'histoire de la commune. Ainsi, la tempête survenue dans la nuit du 11 novembre 1916 emporte le sommet du clocher de l'église Notre-Dame, qui reste tronqué jusqu'en 1928.
Dans la nuit du 8 au 9 janvier 1924, une nouvelle tempête provoque un raz-de-marée qui inonde une partie des rues du centre-ville. Par la violence des éléments, le parapet est emporté et des bateaux arrachés à leurs amarres. Cinq bateaux de pêche, échoués face au grand casino, sont immortalisés sur carte postale.
Le 27 décembre 1999, la commune est frappée de plein fouet par la tempête Martin. La Charente-Maritime est le département français le plus durement touché par des bourrasques atteignant 198 km/h sur l'île d'Oléron et 194 km/h à Royan. Les bâtiments, les bois et les infrastructures portuaires et de communication sur la commune subissent de lourds dégâts.
Le 14 septembre 2006, des pluies diluviennes s'abattent sur la région de Royan vers 21 h 30, causant de très importantes inondations. Les principales artères du centre-ville (boulevard de la République, boulevard Albert-Ier, boulevard Aristide-Briand) sont partiellement immergées. Les maisons entourant le marché central sont particulièrement touchées, du fait de la présence du cours d'eau canalisé du font de Cherve à proximité. Le toit de l'espace squash s'effondre. La cause de ces importantes inondations est la conjonction de fortes pluies avec un coefficient de marée très élevé.
Dans la nuit du 23 au 24 janvier 2009, la ville est frappée par la tempête Klaus. Malgré des rafales de vent dépassant les 120 km/h, les dégâts relevés dans la commune demeurent relativement minimes au regard de la situation dans le Médoc tout proche.
Les côtes charentaises et vendéennes sont durement éprouvées par la tempête Xynthia qui traverse la région dans la nuit du 28 février au 1er mars 2010. Des bourrasques jusqu'à 137 km/h touchent la ville de Royan, qui essuie de nombreux dégâts matériels (toitures endommagées, arbres déracinés, mobilier urbain arraché) sans qu'aucune victime ne soit cependant à déplorer.
Au total, vingt arrêtés de reconnaissance de catastrophe naturelle concernent la commune entre 1982 et 2021 : dix pour des inondations ou actions de l'océan et dix pour des situations de sécheresse.

### Voies de communication et transports

#### Infrastructures routières

Principaux accès à Royan.

Les infrastructures routières existantes permettent une bonne desserte de l'agglomération royannaise, qui se situe à environ 65 kilomètres de la préfecture départementale, La Rochelle via notamment la D733 et la RN137, 98 kilomètres de Bordeaux, via la D 730 et l'autoroute A10, et 507 kilomètres de Paris.
La RN 150 permet quant à elle de relier en un peu moins d'une demi-heure Royan à la ville de Saintes, capitale historique de la Saintonge et importante ville d'art et d'histoire, distante de 34 kilomètres, tandis que la D 733 relie Royan à la ville de Rochefort, célèbre elle aussi pour son patrimoine historique, et située à environ 37 kilomètres au nord de la ville. Enfin, les D 14 et D 26 permettent d'accéder à l'île d'Oléron, située à 25 kilomètres de l'agglomération.
Tous ces axes routiers convergent vers la rocade de Royan contournant la ville et plusieurs communes périphériques. Elle est souvent saturée l'été, et une réflexion a été engagée par les pouvoirs publics afin d'améliorer la fluidité du trafic. La question de sa mise à 2 × 2 voies avec création d'un nouvel embranchement de la N 150 au niveau du marais de Pousseau est l'une des pistes envisagées.
L'atlas départemental de la DDE recense sur la commune 20 kilomètres de voies terrestres potentiellement gênants en termes de pollution sonore produite par le trafic. La zone de nuisance sonore ainsi mesurée s'étend sur 1,5 km2 soit 8 % de la surface communale.

#### Infrastructures ferroviaires

Liaisons SNCF de Royan et de Poitou-Charentes.

La gare SNCF de Royan est le terminus d'une ligne reliant la ville à Saintes, Angoulême et Niort (correspondances TGV pour Bordeaux et Paris). Elle accueille des trains du réseau TER Nouvelle-Aquitaine depuis la suppression des trains estivaux Intercités en 2014.
La question de l'arrivée du TGV en gare de Royan, régulièrement soulevée depuis plusieurs années, était toujours en suspens en 2008, se heurtant au coût important que nécessiterait l'électrification depuis Angoulême (avec raccordement à la nouvelle ligne à grande vitesse de Tours à Bordeaux) ou Niort (via Saintes), soit au moins 180 millions d'euros.
Depuis la fermeture de l'ancienne gare routière en 1998, la gare SNCF est couramment désignée sous le nom de « gare multimodale » : de fait, elle accueille également les cars du réseau régional et les navettes du réseau de transports urbains Cara'Bus.
| Ligne | Caractéristiques            | Caractéristiques            | Caractéristiques            | Caractéristiques                  | Caractéristiques            | Caractéristiques              | Caractéristiques            | Caractéristiques            | Caractéristiques            |
| ----- | --------------------------- | --------------------------- | --------------------------- | --------------------------------- | --------------------------- | ----------------------------- | --------------------------- | --------------------------- | --------------------------- |
| L16   | Angoulême ↔ Saintes ↔ Royan | Angoulême ↔ Saintes ↔ Royan | Angoulême ↔ Saintes ↔ Royan | Angoulême ↔ Saintes ↔ Royan       | Angoulême ↔ Saintes ↔ Royan | Angoulême ↔ Saintes ↔ Royan   | Angoulême ↔ Saintes ↔ Royan | Angoulême ↔ Saintes ↔ Royan | Angoulême ↔ Saintes ↔ Royan |
|       | Longueur 114,4 km           | Durée 1 h 35                | Nb. arrêts 8                | Soirée / Dimanche - Férié · /     | Horaires 5 h 50 - 21 h 42   | Réseau TER Nouvelle-Aquitaine |                             |                             |                             |
| L17   | Niort ↔ Saintes ↔ Royan     | Niort ↔ Saintes ↔ Royan     | Niort ↔ Saintes ↔ Royan     | Niort ↔ Saintes ↔ Royan           | Niort ↔ Saintes ↔ Royan     | Niort ↔ Saintes ↔ Royan       | Niort ↔ Saintes ↔ Royan     | Niort ↔ Saintes ↔ Royan     | Niort ↔ Saintes ↔ Royan     |
| D17   | Niort ↔ Saintes ↔ Royan     | Niort ↔ Saintes ↔ Royan     | Niort ↔ Saintes ↔ Royan     | Niort ↔ Saintes ↔ Royan           | Niort ↔ Saintes ↔ Royan     | Niort ↔ Saintes ↔ Royan       | Niort ↔ Saintes ↔ Royan     | Niort ↔ Saintes ↔ Royan     | Niort ↔ Saintes ↔ Royan     |
|       | Longueur 111,12 km          | Durée 2 h 05                | Nb. arrêts 12               | Soirée / Dimanche - Férié · Non / | Horaires 5 h 55 - 19 h 26   | Réseau TER Nouvelle-Aquitaine |                             |                             |                             |

#### Infrastructures aéroportuaires
Si l'agglomération de Royan ne possède pas d'aéroport, elle se situe à une trentaine de kilomètres de l'aéroport de Rochefort-Saint-Agnant qui propose des vols vers plusieurs destinations européennes (îles Britanniques notamment), et à environ 70 km de l'aéroport de La Rochelle - île de Ré. À une centaine de kilomètres au sud, l'aéroport de Bordeaux - Mérignac permet de relier la région à de nombreuses villes du monde.
La commune est cependant pourvue d'un aérodrome, lequel est situé sur la commune mitoyenne de Médis. Exploité par la ville de Royan, il est équipé d'une piste en herbe de 1 000 m et une piste bitumée d'une longueur de 1 200 m environ. À la fin des années 1980, la compagnie Air Atlantique proposa, avec un succès mitigé, une liaison hebdomadaire avec Orly (vol en provenance de Paris le vendredi soir, vol vers Paris le dimanche).
Un local attenant abrite le club de parachutisme de la ville, équipé de plusieurs appareils de type Pilatus PC-6 et Cessna.

#### Infrastructures maritimes

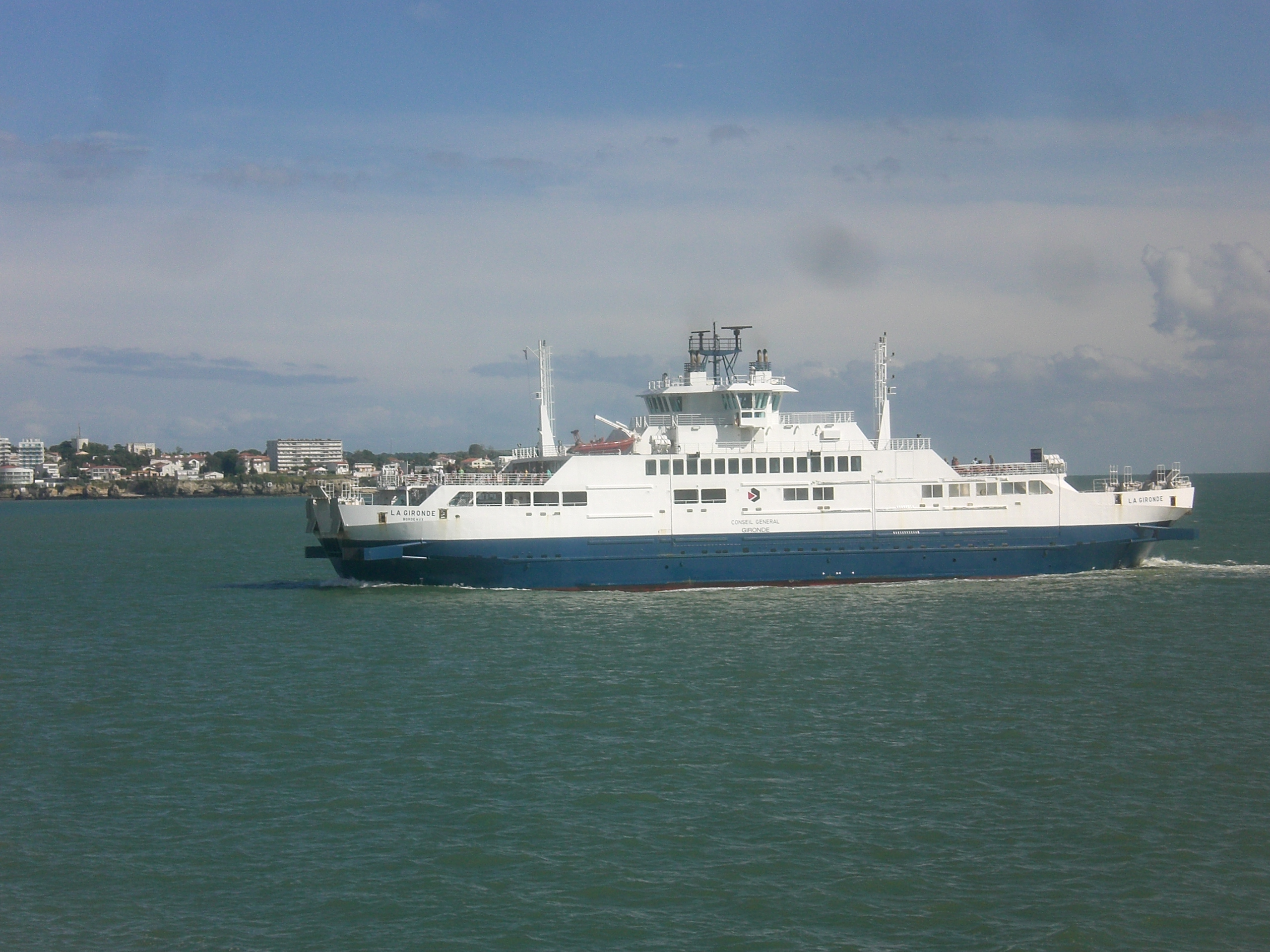
Le bac Royan/Le Verdon à l'entrée de la gare maritime de Royan.

Un bac permet de relier le port de Royan à la pointe de Grave, au Verdon-sur-Mer, de l'autre côté de l'estuaire, en Gironde. Cette traversée offre un itinéraire alternatif pour rejoindre Bordeaux par la rive gauche, à 93 km par la D 1215 via Soulac (12 km) et Lesparre-Médoc (34 km).
Son trafic atteint presque le million de passagers par an : 907 000 passagers en 2010, contre 810 000 (et 260 000 véhicules) en 2008 et 689 800 en 2002, principalement grâce à la modernisation des navires.
En effet, depuis le 20 avril 2002, le bac La Gironde permet aux voitures de rentrer d'un côté et de ressortir de l'autre, évitant ainsi des manœuvres de demi-tour du navire et raccourcissant ainsi la durée de la traversée à 15 minutes au lieu de 35 auparavant. Ce navire d'une longueur de 78 mètres a une capacité de 138 véhicules et 600 passagers et peut atteindre une vitesse de pointe de 13,6 nœuds. Ce dernier remplace les navires Le Médocain et La Gironde (première du nom) mis en service respectivement en 1968 et 1964. Le premier sera démoli en 2007 et le second en 2008 dans le bassin à flot no 1 de Bordeaux.
Un nouveau bac baptisé l'Estuaire, long de 75 mètres, d'une capacité de 146 véhicules et 600 passagers, atteint la vitesse de 13,7 nœuds. Il a été mis en service en octobre 2009 et remplace définitivement l'ancien navire, Le Verdon, qui était en place depuis 1978.

## Urbanisme

### Typologie
Au 1er janvier 2024, Royan est catégorisée centre urbain intermédiaire, selon la nouvelle grille communale de densité à 7 niveaux définie par l'Insee en 2022.
Elle appartient à l'unité urbaine de Royan, une agglomération intra-départementale dont elle est ville-centre,. Par ailleurs la commune fait partie de l'aire d'attraction de Royan, dont elle est la commune-centre,. Cette aire, qui regroupe 26 communes, est catégorisée dans les aires de 50 000 à moins de 200 000 habitants,.
La commune, bordée par l'océan Atlantique, est également une commune littorale au sens de la loi du 3 janvier 1986, dite loi littoral. Des dispositions spécifiques d’urbanisme s’y appliquent dès lors afin de préserver les espaces naturels, les sites, les paysages et l’équilibre écologique du littoral, tel le principe d'inconstructibilité, en dehors des espaces urbanisés, sur la bande littorale des 100 mètres, ou plus si le plan local d’urbanisme le prévoit.

### Occupation des sols
L'occupation des sols de la commune, telle qu'elle ressort de la base de données européenne d’occupation biophysique des sols Corine Land Cover (CLC), est marquée par l'importance des territoires artificialisés (53,6 % en 2018), en augmentation par rapport à 1990 (44,7 %). La répartition détaillée en 2018 est la suivante : 
zones urbanisées (45,3 %), prairies (15,9 %), terres arables (13,5 %), zones agricoles hétérogènes (10 %), zones industrielles ou commerciales et réseaux de communication (6,4 %), forêts (6,1 %), espaces verts artificialisés, non agricoles (1,9 %), espaces ouverts, sans ou avec peu de végétation (0,5 %), eaux maritimes (0,4 %). L'évolution de l’occupation des sols de la commune et de ses infrastructures peut être observée sur les différentes représentations cartographiques du territoire : la carte de Cassini (XVIIIe siècle), la carte d'état-major (1820-1866) et les cartes ou photos aériennes de l'IGN pour la période actuelle (1950 à aujourd'hui).

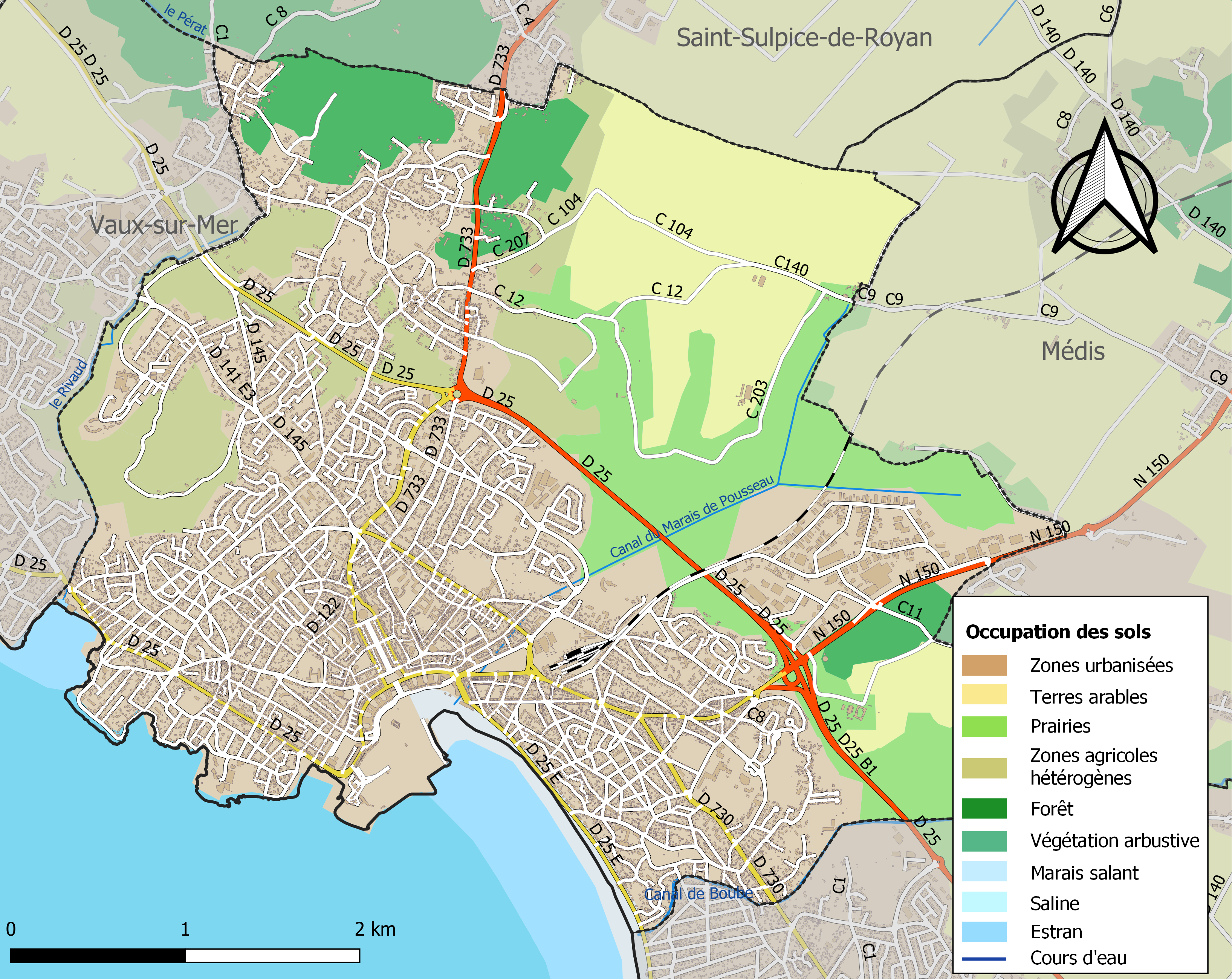
Carte des infrastructures et de l'occupation des sols de la commune en 2018 (CLC).

### Quartiers et lieux-dits

Principaux quartiers de Royan.

La ville est divisée en quartiers à l'architecture et aux fonctionnalités différentes.
Les deux quartiers historiques de la ville sont le quartier Saint-Pierre et le quartier de Foncillon, qui formaient originellement deux noyaux urbains distincts.
Saint-Pierre, ancienne paroisse rurale située en retrait du littoral, accueillait autrefois une population de cultivateurs. Aujourd'hui totalement intégré au tissu urbain, le quartier est traversé par le boulevard Clemenceau. Le quartier Saint-Pierre conserve deux monuments emblématiques de l'histoire de la ville : l'église Saint-Pierre, plus vieil édifice de Royan, et le château de Mons. Témoignage de l'architecture moderniste, le château d'eau de Saint-Pierre s'élève un peu en retrait.
Le quartier de Foncillon se situe quant à lui en bord de mer, sur le plateau du même nom. Autrefois, c'était l'un des quartiers aisés de la ville par la présence d'un important casino, et il eut à souffrir de nombreuses destructions pendant la guerre. Témoin de la reconstruction d'après-guerre, le palais des congrès s'élève de nos jours en surplomb de la plage de Foncillon.
Le quartier du Chay s'élève sur une corniche entre Foncillon et Pontaillac et abrite les conches du Chay et du Pigeonnier.
Les quartiers du Parc et de Pontaillac, quant à eux, sont excentrés et bâtis le long de plages de la Grande-Conche pour le premier, de la conche de Pontaillac pour le second. Ils sont constitués de grandes villas balnéaires du début du XXe siècle, et sont essentiellement résidentiels.
Le quartier de Marne-Yeuse, établi après la guerre, est constitué en majorité d'immeubles de logements sociaux. Il abrite également des maisonnettes en béton construites pour loger les personnes ayant perdu leurs logements après les bombardements.
La commune possède également de nombreux lieux-dits qui, pour la plupart, ont tendance à être intégrés en quartiers de la ville à la suite de l'urbanisation rapide de la côte. Plusieurs d'entre eux succèdent à des domaines agricoles établis dès le haut Moyen Âge, ce qui explique le nombre important de lieux-dits formant leur nom en « Maine ». En effet, à cette époque, le maine désigne un lopin de terre concédé par un seigneur ou un prieur à des colons, en échange de corvées et de droits seigneuriaux. Ainsi, on peut retrouver la trace de cette pratique dans le nom de nombreux lieux-dits au nord et à l'ouest de la commune : Maine-Geoffroy, Maine-Arnaud, Maine-Coudert, Maine-Bouyer, Maine-Baguet. De même, des lieux-dits tels que le Clouzit ou l'Enclouse désignent des pâturages en vieux français.
On peut également trouver dans cette partie de la commune des toponymes d'origine gallo-romaine, comme Fontaillac (non loin de la rocade) ou de très nombreux toponymes issus de mots ou d'expressions tirées de la langue saintongeaise (Roujassier), voire d'origine occitane, tel Peu blanc, ou, de façon moins évidente, Châtelard (anciennement nommé Castellars ou Chastelar). À l'est, on peut retrouver dans Maisonfort, ancien village situé sur une légère éminence au-dessus des marais, le souvenir d'un château ou d'une demeure fortifiée qui a disparu depuis.
Enfin, le lieu-dit Saint-Nicolas, où s'élève depuis 2002 le nouveau collège Henri-Dunant, abritait jadis l'un des deux prieurés de la ville (avec celui de Saint-Pierre).

### Environnement
Occupation des sols

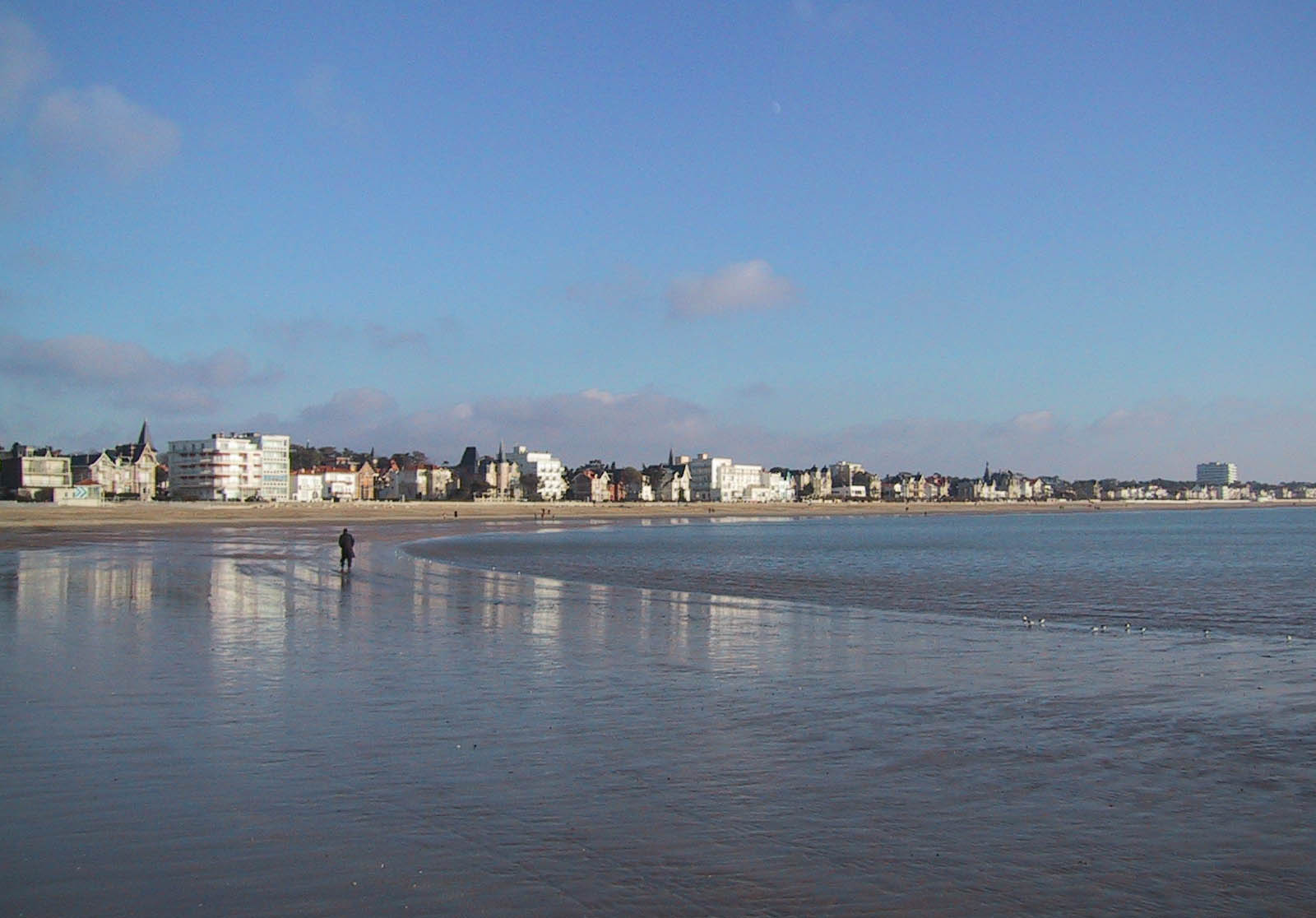
La plage de la Grande-Conche, espace naturel remarquable.

La commune de Royan est constituée à 49 % de territoires urbanisés, à 43 % de territoires agricoles et à 7 % de forêts et milieux semi-naturels.
Loi littoral
La commune de Royan est soumise aux dispositions de la loi littoral. Des espaces naturels remarquables ont ainsi été recensés : les conches de Royan (Grande-Conche, Foncillon, le Chay, le Pigeonnier et Pontaillac), la côte rocheuse avec ses falaises pouvant atteindre 17 mètres de hauteur (pointe du Chay), les bois en arrière de la frange littorale (bois de Belmont et de la Roche), la ripisylve le long du ruisseau du Riveau dans le quartier de Malakoff, les marais de Belmont, de Pousseau et la zone humide du Riveau.
Natura 2000
Les marais de Pousseau et de Belmont, lieux de reproduction, d'hivernage ou étape migratoire de nombreuses espèces d'oiseaux, sont des zones de protection spéciale (ZPS) du réseau Natura 2000. 31 espèces protégées ont été recensées, 20 menacées au niveau national et 18 au niveau de la région Poitou-Charentes. On y trouve par exemple des butors étoilés, des cigognes noires, des spatules blanches, des bondrées apivores, des milans noirs, des marouettes ponctuées, des grues cendrées, des busards et même cinq couples de cigognes blanches.
Sur ces mêmes sites peuvent se rencontrer la loutre, le vison et huit espèces de chauves-souris.
L'estuaire de la Gironde est quant à lui un site fondamental pour certains poissons migrateurs, notamment l'esturgeon, la grande alose et l'alose feinte.
Le projet abandonné de terminal méthanier
Le projet d'implantation d'un terminal méthanier sur la rive opposée de l'estuaire de la Gironde suscite de fortes inquiétudes en pays royannais, où élus et professionnels du tourisme craignent l'impact négatif d'une telle structure face aux plages de la ville. Le projet, mené par la société néerlandaise 4 Gas, prévoit notamment la construction de plusieurs cuves d'une hauteur de 47 mètres sur 85 mètres de largeur, qui viendraient se greffer aux installations industrielles déjà existantes dans le port du Verdon.
Outre la crainte d'un impact sur le tourisme, les inquiétudes des riverains portent sur les risques environnementaux que suppose une installation qui serait classée Seveso 2. Une série de débats publics a été menée des deux côtés de l'estuaire et la question non tranchée en 2008, n'a reçu de réponse définitive qu'en juillet 2009 par une décision d'abandon.
Développement durable
En 2006, les services techniques de la ville de Royan ont testé une méthode alternative au désherbage chimique en utilisant l'eau de mer de la piscine de Foncillon (préalablement filtrée et donc plus facile à pomper) pour le désherbage de la voirie. Cette méthode devrait permettre d'éviter l’achat de plus d’une tonne par an de produits phytosanitaires, et devrait permettre également une réduction des coûts de filtration et d'épuration.
Parc naturel marin
Royan s'inscrit depuis 2015 dans le périmètre du parc naturel marin de l'estuaire de la Gironde et de la mer des Pertuis, le plus vaste de France métropolitaine.

### La ville nouvelle des années 1950

L'église Notre-Dame, œuvre majeure de la reconstruction de Royan.

La place Charles-de-Gaulle, également surnommée « place Rouge » par les Royannais, fut conçue comme le carrefour de la ville nouvelle.

Avec les villes de Dunkerque, Toulon, Le Havre, Saint-Dié et Calais, Royan fait partie des villes classées « laboratoire d'urbanisme et d'architecture moderne » en 1949. Cette décision gouvernementale visait à reconstruire rapidement ces villes détruites à plus de 80 % pendant la Seconde Guerre mondiale, en utilisant les techniques les plus innovantes en matière d'architecture. De fait, Royan compte de nombreux édifices datant des années 1950 portant la marque, ou du moins ayant subi l'influence, des grands architectes de l'époque : Oscar Niemeyer, Claude Ferret, Louis Simon, Guillaume Gillet, pour ne citer que les principaux.
Le plan d'urbanisme de la ville, qui se voulait cité idéale, a été conçu pour s'intégrer au paysage, en tenant compte du relief et des éléments naturels. Dans l'esprit de ses concepteurs, à commencer par l'architecte chargé de superviser le projet, le Bordelais Claude Ferret, il était impensable de laisser la ville se développer de manière anarchique, selon le bon vouloir des promoteurs immobiliers.
La ville fut donc totalement repensée et « découpée » de manière à regrouper les trois composantes fondamentales de la société : d'une part, les « nourritures terrestres » (le marché central, relié au centre-ville et à la place Charles-de-Gaulle par le boulevard Aristide-Briand, et comportant un dégagement vers les boulevards extérieurs), les « nourritures culturelles », avec le casino-rotonde (détruit aujourd'hui), la salle de spectacle, l'auditorium et, enfin, les « nourritures spirituelles » constituées par l'église Notre-Dame, dominant la ville, et le temple protestant, un peu en retrait.
À la différence des autres villes reconstruites, Royan a développé une architecture caractéristique, mélange de style Art déco, architecture moderne et influence brésilienne, et apport du régionalisme saintongeais, style propre et unique qu'on a qualifié d'« École de Royan ».
De nombreux éléments architecturaux voulus par les architectes du projet ont disparu au terme de vingt ans d'existence : le casino-rotonde, l'une des œuvres majeures de Claude Ferret, en 1985, ou encore le portique qui reliait les deux ailes des galeries marchandes du front de mer, formant une séparation entre la ville elle-même et les infrastructures balnéaires, démoli un an plus tard.
Royan est considéré comme un témoignage architectural important marqué par les idées de progrès et de confort. Station balnéaire fréquentée, son statut explique que la ville compte aujourd'hui 7 000 résidences secondaires pour 8 000 principales, constituant un record en nombre sur la côte charentaise.

### Projets d'aménagements
Un « conseil économique et social » a imaginé, fin 2008, plusieurs axes de transformation de l'urbanisme commercial à Royan. Le projet, soumis à questionnaire de la population, envisage la transformation du boulevard Aristide-Briand en axe piétonnier depuis le marché central jusqu'au front de mer, s'inspirant en cela des célèbres « Ramblas » de Barcelone. Un réaménagement de la place Charles-de-Gaulle et la création de larges terrasses pour cafés et commerces pourraient compléter l'ensemble.

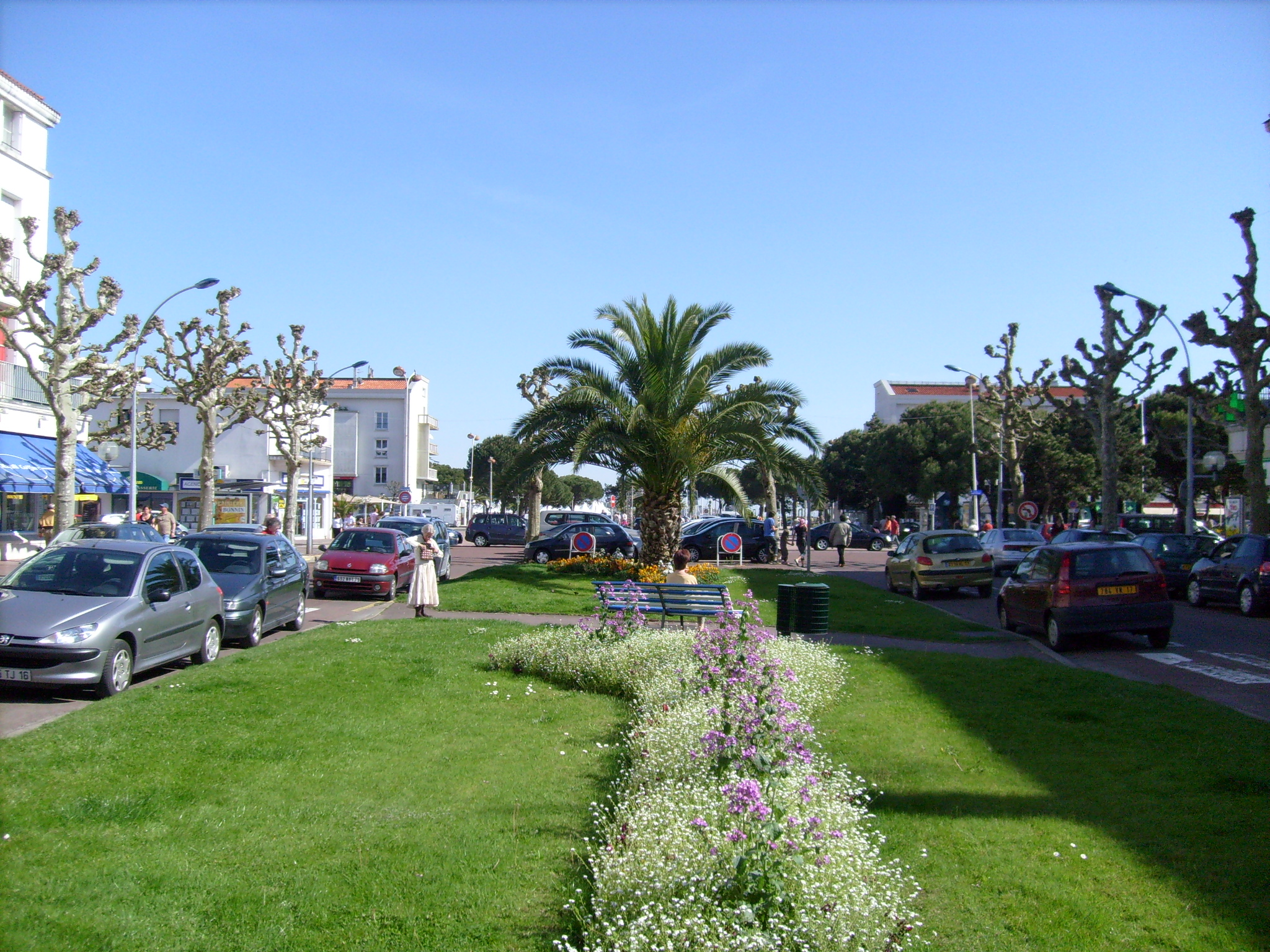
Le boulevard Aristide-Briand dans sa configuration de 2008.

Ce même conseil a également préconisé la construction d'un nouveau bâtiment où devraient être centralisés les bureaux de l'office de tourisme et du syndicat d'initiative. Baptisé « Maison du Tourisme et de la Communication », ce complexe devrait être établi à proximité du square de la Tache Verte, à l'intersection des principales voies d'accès au centre-ville. Une fois réalisé, il devrait intégrer un hall d'accueil, un centre de consultation multimédia, un espace consacré à la culture et au patrimoine ainsi qu'une boutique.
La commission « Culture et communication » envisage quant à elle, entre autres projets, la réfection de l'auditorium ainsi que la création d'un hôtel, d'un cinéma multiplexe, d'un bowling et d'une cafétéria à proximité du parc des Jardins du Monde.
D'autres projets sont également envisagés par la municipalité à partir de 2012 : création d'un ensemble immobilier sur le site de l'ancien lycée Curie (logements sociaux et résidence pour personnes âgées), réhabilitation de la piscine de Foncillon, reconversion du parc des Jardins du Monde, achèvement du skate-park de Touvent et du parcours-santé de Foncillon (pose de nouveaux agrès, d'appareils de musculation et de remise en forme) et aménagement du quai des Sablières en promenade.

### Réseaux techniques

#### Eau potable

Le château d'eau de Saint-Pierre, conçu par l'architecte Claude Bonnefoy.

La ville de Royan a confié la gestion de son service d'eau potable en 1989 pour 20 ans à la compagnie des eaux de Royan, filiale de la SAUR. Cette compagnie, cotée à la Bourse de Paris, assure l'alimentation de 33 communes de Charente-Maritime représentant plus de 70 000 abonnés. Le contrat d'affermage arrive à échéance le 31 décembre 2008 et a été prolongé d'une année. Pour l'avenir, le mode de gestion par affermage est pour l'instant préféré à celui d'une régie municipale pour un nouveau contrat de douze années attribué à Veolia.
Les ouvrages de production d'eau potable sont situés à la Bourgeoisie (commune de Saujon), Chauvignac (commune de Chenac-Saint-Seurin-d'Uzet), Arces, Pompierre (commune du Chay), Saint-Pierre et le Marché de Gros, sur la commune de Royan.
Il a été prévu des travaux de réfection des réservoirs de Saint-Pierre et de Belmont, une reconstruction de ce dernier étant une des solutions envisagées. Enfin, le transfert des compétences de la commune pour l'eau potable vers la communauté d'agglomération est également à l'étude.
En 2008, le service eau potable de Royan doit fournir au plus 23 000 m3 d'eau potable par jour pour les usagers royannais.

#### Assainissement
La gestion de l'assainissement de la commune est transférée à la communauté d'agglomération. Les eaux usées sont traitées par la station d'épuration de Saint-Palais-sur-Mer qui a une capacité largement suffisante de 64 000 équivalent habitants.

#### Collecte des ordures ménagères
La ville possède un système de collecte sélective depuis 2001. En 2015, la qualité du tri est moyenne avec un taux de refus de 17,6 %. Des colonnes de recyclage du verre sont disponibles en plusieurs points de la commune. Par ailleurs, une déchèterie est à disposition des Royannais dans la zone industrielle.
Les ordures sont acheminées par camion vers le centre de transfert de Médis, puis, de là, des camions gros porteurs les acheminent vers le centre d'enfouissement de Clérac.
En 2008, Dominique Bussereau a évoqué la possibilité pour l'agglomération Royan Atlantique, de remplacer les transports routiers générateurs de pollution par un transport par le rail des déchets ménagers du Pays royannais jusqu'à la déchèterie de Clérac.

#### Internet haut débit
L'ADSL est disponible depuis 2001 à Royan. La télévision par ADSL est arrivée en 2007. En 2008, trois répartiteurs téléphoniques sont implantés sur la commune : République, Perche et Belmont, tous dégroupés par au moins un opérateur alternatif. Royan disposait également de huit points Wi-Fi en 2008.
Le déploiement de l'internet à très haut débit par fibre optique a également débuté en 2016 avec le raccordement des premiers logements dans le quartier du Chay dès la fin 2016.

### Risques majeurs
Le territoire de la commune de Royan est vulnérable à différents aléas naturels : météorologiques (tempête, orage, neige, grand froid, canicule ou sécheresse), inondations, feux de forêts, mouvements de terrains et séisme (sismicité faible). Il est également exposé à un risque technologique, le transport de matières dangereuses. Un site publié par le BRGM permet d'évaluer simplement et rapidement les risques d'un bien localisé soit par son adresse soit par le numéro de sa parcelle.

#### Risques naturels
La commune fait partie du territoire à risques importants d'inondation (TRI) du littoral charentais-maritime, regroupant 40 communes concernées par un risque de submersion marine de la zone côtière, un des 21 TRI qui ont été arrêtés fin 2012 sur le bassin Adour-Garonne et confirmé en 2018 lors du second cycle de la Directive inondation, mais annulé en 2020. Les submersions marines les plus marquantes des XXe et XXIe siècles antérieures à 2019 sont celles liées à la tempête du 9 février 1924, à la tempête du 15 février 1957, aux tempêtes Lothar et Martin des 26 et 27 décembre 1999 et à la tempête Xynthia des 27 et 28 février 2010. D’une violence exceptionnelle, la tempête Xynthia a fortement endommagé le littoral de la Charente Maritime : douze personnes ont perdu la vie (essentiellement par noyade), des centaines de familles ont dû être relogées, et, sur un linéaire de l’ordre de 400 km de côte et de 225 km de défenses contre la mer, environ la moitié de ces ouvrages a subi des dommages plus ou moins importants. C’est environ 5 000 à 6 000 bâtiments qui ont été submergés et 40 000 ha de terres agricoles. La commune a été reconnue en état de catastrophe naturelle au titre des dommages causés par les inondations et coulées de boue survenues en 1982, 1993, 1994, 1999, 2006 et 2010,.
Royan est exposée au risque de feu de forêt du fait de la présence sur son territoire du massif de la presqu’île d’Arvert, un massif classé à risque dans le plan départemental de protection des forêts contre les incendies (PDPFCI), élaboré pour la période 2017-2026 et qui fait suite à un plan 2007-2016. Les mesures individuelles de prévention contre les incendies sont précisées par divers arrêtés préfectoraux et s’appliquent dans les zones exposées aux incendies de forêt et à moins de 200 mètres de celles-ci. L’article L.131-1 du code forestier et l’arrêté du 2 décembre 2020 règlementent l'emploi du feu en interdisant notamment d’apporter du feu, de fumer et de jeter des mégots de cigarette dans les espaces sensibles et sur les voies qui les traversent sous peine de sanctions. Un autre arrêté du 2 décembre 2020 rend le débroussaillement obligatoire, incombant au propriétaire ou ayant droit,,,.

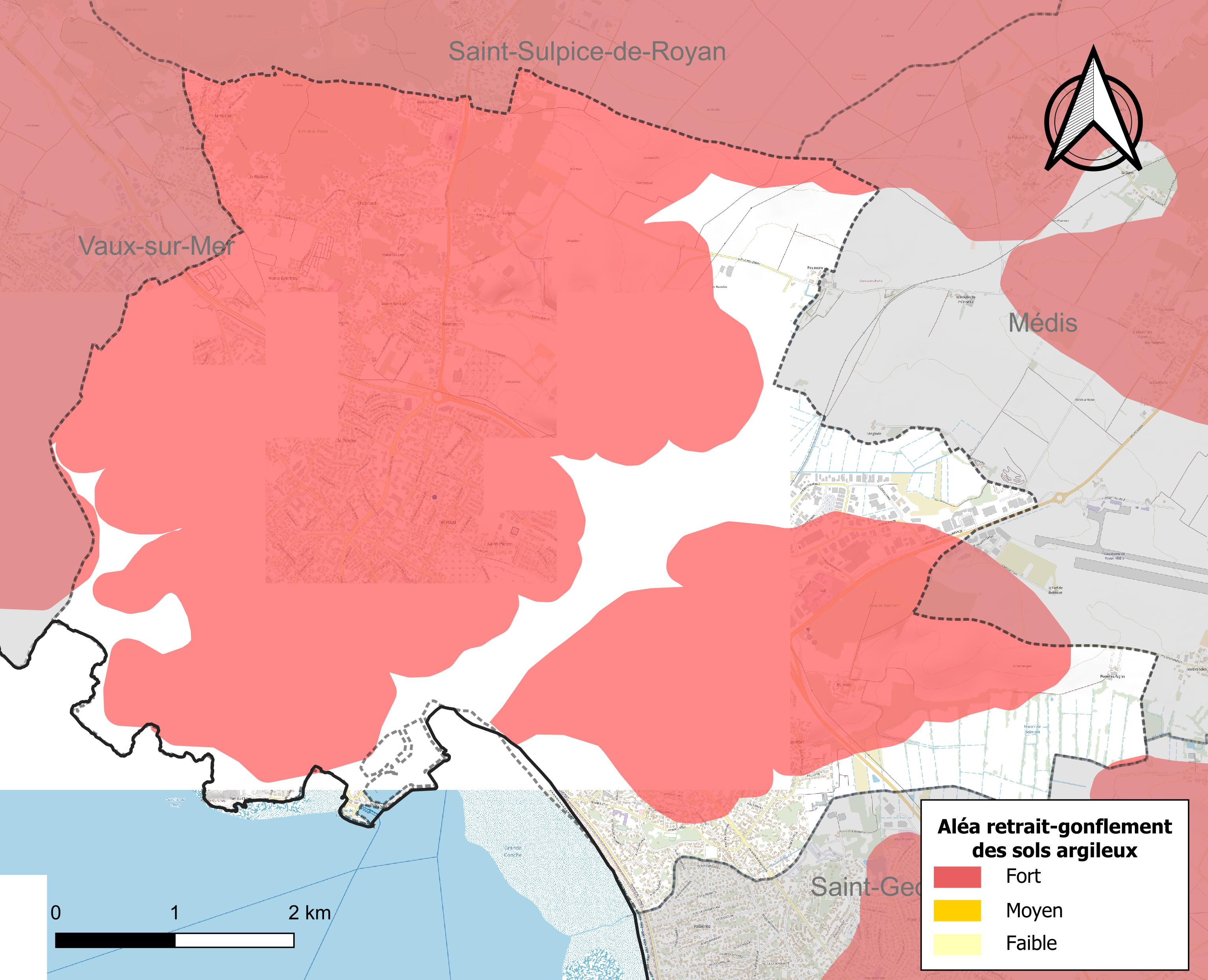
Carte des zones d'aléa retrait-gonflement des sols argileux de Royan.

Les mouvements de terrains susceptibles de se produire sur la commune sont des affaissements et effondrements liés aux cavités souterraines (hors mines) et des tassements différentiels. Par ailleurs, afin de mieux appréhender le risque d’affaissement de terrain, l'inventaire national des cavités souterraines permet de localiser celles situées sur la commune.
Le retrait-gonflement des sols argileux est susceptible d'engendrer des dommages importants aux bâtiments en cas d'alternance de périodes de sécheresse et de pluie. 75,3 % de la superficie communale est en aléa moyen ou fort (54,2 % au niveau départemental et 48,5 % au niveau national). Sur les 9 723 bâtiments dénombrés sur la commune en 2019, 8 422 sont en aléa moyen ou fort, soit 87 %, à comparer aux 57 % au niveau départemental et 54 % au niveau national. Une cartographie de l'exposition du territoire national au retrait gonflement des sols argileux est disponible sur le site du BRGM,.
Par ailleurs, afin de mieux appréhender le risque d’affaissement de terrain, l'inventaire national des cavités souterraines permet de localiser celles situées sur la commune.
Concernant les mouvements de terrains, la commune a été reconnue en état de catastrophe naturelle au titre des dommages causés par la sécheresse en 1989, 1993, 2003, 2005, 2011 et 2018 et par des mouvements de terrain en 1999 et 2010.

#### Risques technologiques
Le risque de transport de matières dangereuses sur la commune est lié à sa traversée par une ou des infrastructures routières ou ferroviaires importantes ou la présence d'une canalisation de transport d'hydrocarbures. Un accident se produisant sur de telles infrastructures est susceptible d’avoir des effets graves sur les biens, les personnes ou l'environnement, selon la nature du matériau transporté. Des dispositions d’urbanisme peuvent être préconisées en conséquence.

## Toponymie
Au cours de son histoire, Royan est mentionnée sous différentes formes latinisées : Roiannum ou Roianum au XIe siècle ; Roiano ; Rugianum ou Rugiano dans certaines chartes, ce qui est attesté, en particulier, par l'acte de fondation du prieuré Saint-Nicolas. Au XVe siècle, la ville est citée sous la forme de Royanum dans les textes officiels, pour ne plus apparaître que sous sa forme romane jusqu'à aujourd'hui.
Royan serait donc issu d'un type toponymique *ROIANU, désignant à l'origine une villa gallo-romaine appartenant à un nommé Roius, nom d'homme latin porté par un autochtone.
Cette hypothèse repose sur les formes anciennes et sur leur analogie avec celles de Roujan (Hérault, de Royano 10*/ 59, Rogianum 1172), composé avec le même suffixe latin marquant la propriété -anum, qui explique les terminaisons en -an du sud de la France.
Par contre, Royon (Pas-de-Calais, Royan 1375, Roion 1474) pourrait contenir le même anthroponyme, mais avec un suffixe -onem et enfin Rouy (Nièvre, Royacum 1287) avec le suffixe -acum.
La ville a souvent été confondue avec la cité romaine de Novioregum, deuxième plus grande agglomération de la région à l'époque romaine et dont les vestiges se situeraient sur la commune de Barzan, à une vingtaine de kilomètres au sud-est du Royan moderne, d'autant plus que Regum a été considérée comme la racine de Royan par les érudits du passé, avec comme seul argument l'*/ étymologie du mot roi en latin, alors que ça ne correspond manifestement pas aux formes anciennes mentionnées ci-dessus,. En effet, elles seraient du type *Regum, *Reum, *Reo, en supposant une disparition de l'élément Novio-.

## Histoire
Royan est fondée durant l'Antiquité tardive, sans doute vers le Ve siècle. Dès cette époque se développent deux noyaux urbains distincts : Saint-Pierre, village d'agriculteurs perché sur un plateau dominant l'estuaire de la Gironde, et le village de Roianum, campé sur le plateau de Foncillon, un cap stratégique bordé par les eaux de l'estuaire.[réf. nécessaire]

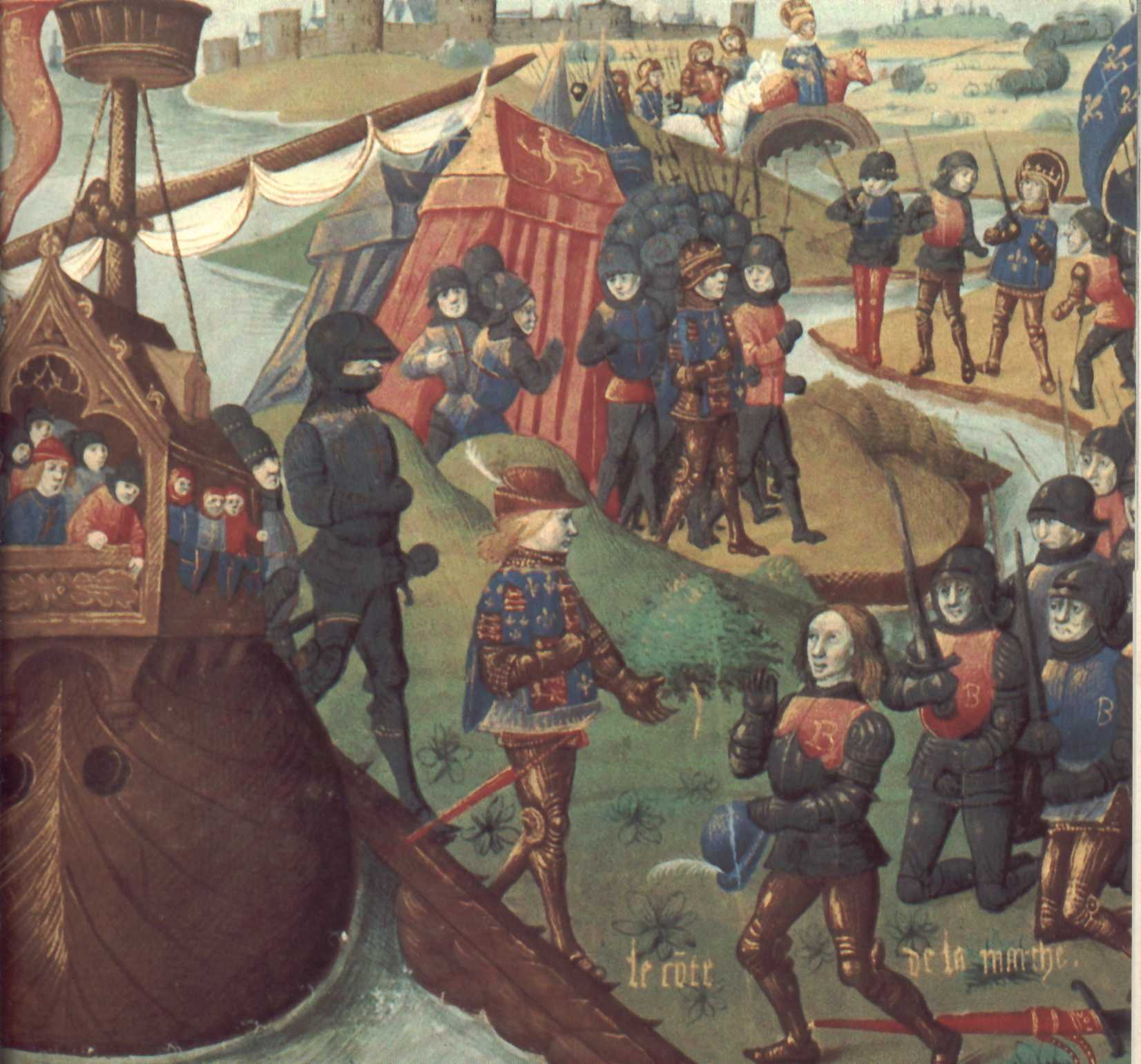
Henri III, roi d'Angleterre et duc d'Aquitaine, débarquant à Royan le 20 mai 1242.

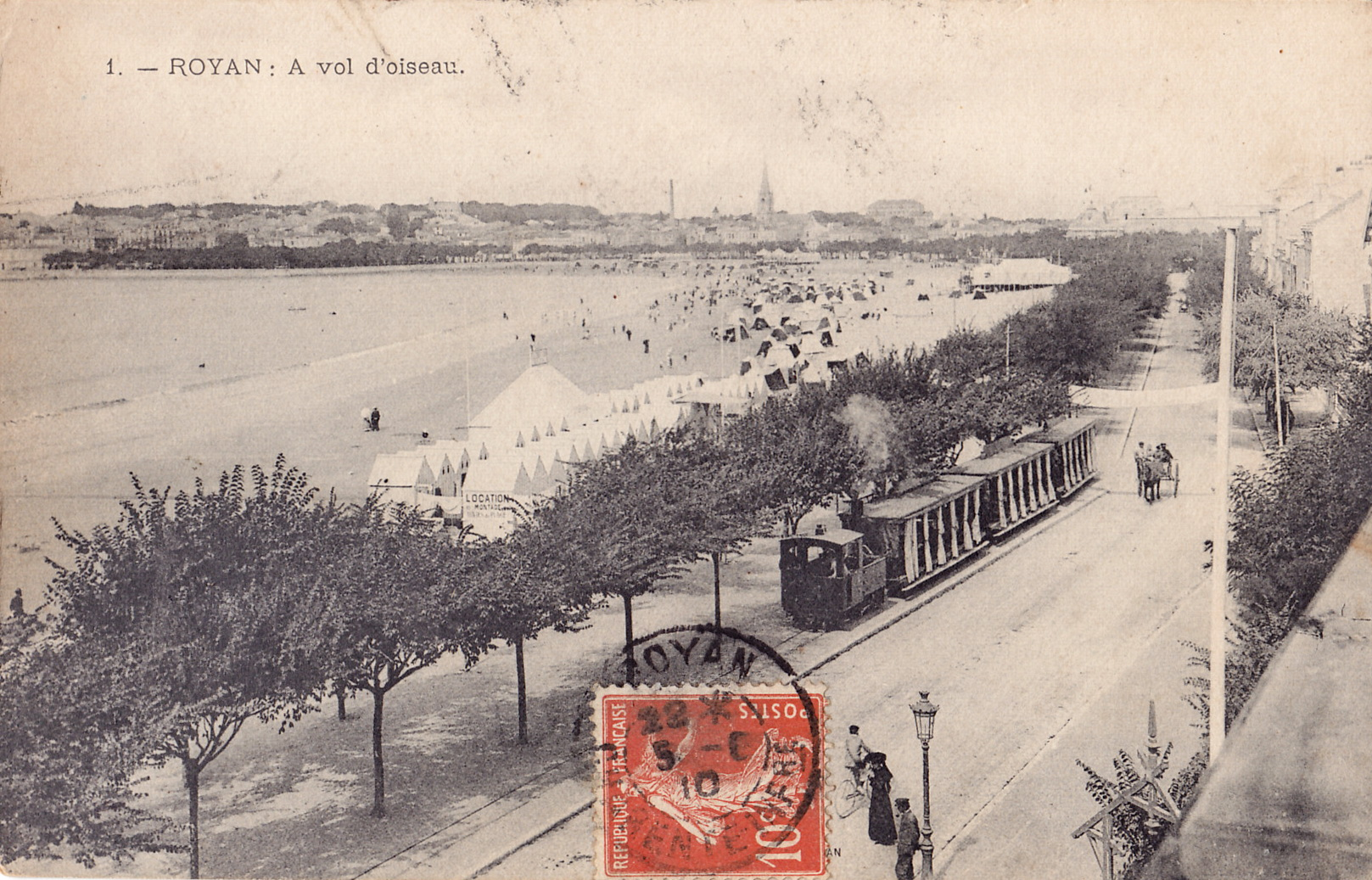
Royan vers 1910.

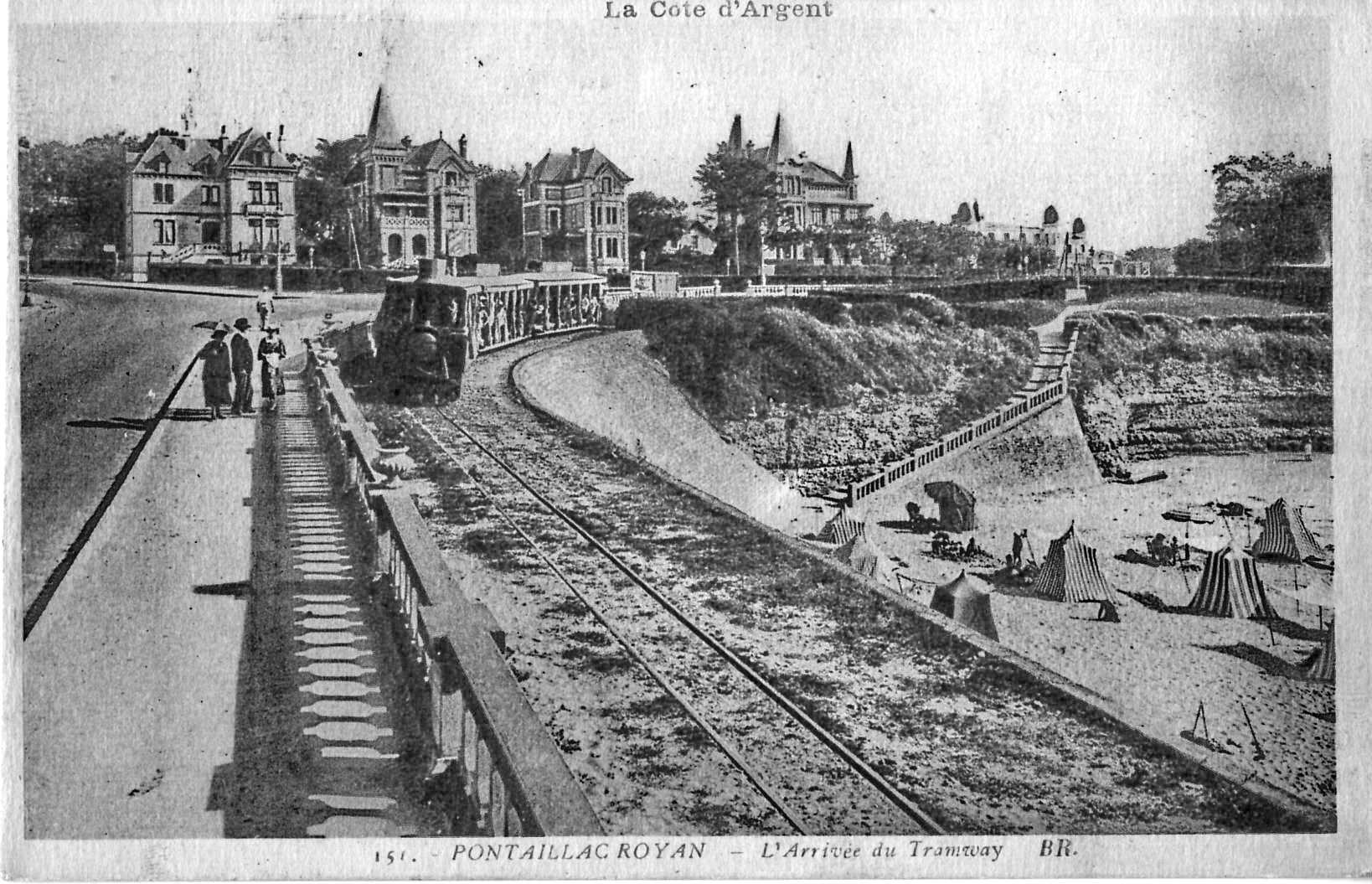
L'ancien tramway de Royan à Pontaillac.

À partir du XIe siècle, Royan est fortifiée par les seigneurs de Didonne. Elle devient une place forte anglaise pendant la guerre de Cent Ans, et le Prince Noir accorde ses premiers privilèges à la cité, désormais gouvernée par un collège de douze échevins et de douze conseillers. La ville redevient française en 1451, quelques années avant la fin effective des hostilités (1453).
Durant les guerres de Religion, catholiques et protestants se disputent la cité : combattent sous ses murs, le prince Henri de Navarre (le futur roi Henri IV) et le sire de Brantôme. En 1592, Royan est érigée en marquisat. La promulgation de l'édit de Nantes en 1598 fait de la ville une place de sûreté protestante.
En 1622, la population se soulève contre le roi Louis XIII, qui mène personnellement le siège de la ville. Celle-ci se soumet et obtient le pardon du souverain. La ville fortifiée est rasée en 1631 sur ordre de Richelieu, la citadelle démantelée, les fossés comblés.
La renaissance de la ville n'intervient qu'avec la mode des bains de mer, importée d'Angleterre au début du XIXe siècle. Alors seulement, la ville recommence à se développer. Au début de la « Belle Époque », Royan est devenue une ville moderne, fréquentée par d'éminentes personnalités du monde de la culture, ainsi que par la haute bourgeoisie bordelaise d'abord, parisienne ensuite.
Sous l'impulsion du maire Frédéric Garnier, la ville se modernise, accueillant le chemin de fer (1875), inaugurant son réseau de tramways (1890) et édifiant plusieurs casinos : le casino municipal (1895) est ainsi jusqu'à sa destruction le plus grand de France. Au début de la Seconde Guerre mondiale, Royan est une station balnéaire internationalement connue, fréquentée par Picasso, Sacha Guitry, Jacques-Henri Lartigue.
Durant l'Occupation, Royan est une forteresse allemande. Alors que la fin du conflit se précise, elle devient l'une des dernières poches de résistance du IIIe Reich en France. De ce fait, elle est sévèrement bombardée le 5 janvier 1945 : en l'espace de quelques heures, Royan est réduite à des ruines fumantes : 427 habitants et 47 soldats allemands sont tués, 200 personnes sont blessées,. De nouveaux raids sont menés les 14 et 15 avril, au cours desquels sont utilisés près de 725 000 litres de napalm. Le 17 avril, le commandant allemand de Royan capitule.
Royan est détruite à plus de 85 % : elle devient un laboratoire de recherche sur l'urbanisme. La ville est reconstruite suivant les techniques modernistes alors mises à la mode par les grands architectes du temps : Le Corbusier, Niemeyer. Elle devient de ce fait une ville originale, marquée par l'esprit des années 1950, et ne tarde pas à renaître à la vie balnéaire.

## Politique et administration
Le siège de l'administration communale est aménagé depuis 1947 dans une ancienne villa du quartier de Pontaillac, dans la partie occidentale de la commune.

### Municipalité
| Maire                  | Mandat       | Mandat       | Commentaires                                                                           |
| Maire                  | Début        | Fin          | Commentaires                                                                           |
| ---------------------- | ------------ | ------------ | -------------------------------------------------------------------------------------- |
| Charles Regazzoni      | 1945         | 1953         |                                                                                        |
| Max Brusset            | 1953         | 1958         | RPF. Député de Charente-Maritime (1946-1958).                                          |
| Amiral Hubert Meyer    | 1959         | 1965         |                                                                                        |
| Jean-Noël de Lipkowski | 1965         | 1977         | UNR. Secrétaire d'État aux Affaires étrangères.                                        |
| Guy Tétard             | 1977         | 1979         | UDF. Géomètre.                                                                         |
| Pierre Lis             | 1979         | 1983         | Résistant, haut fonctionnaire, secrétaire de l'office régional des anciens combattants |
| Jean-Noël de Lipkowski | 1983         | 1989         | RPR. Député de Charente-Maritime (1978-1997).                                          |
| Philippe Most          | 1989         | 2006         | UMP. Vice-président du conseil régional Poitou-Charentes.                              |
| Henri Le Gueut         | 2006         | 2008         | UMP. Vice-président de l’agglomération Royan Atlantique.                               |
| Didier Quentin         | 2008         | juillet 2017 | UMP-LR. Député, neveu de l'amiral Meyer.                                               |
| Patrick Marengo        | juillet 2017 | en cours     | LR. Général de corps d'armée à la retraite.                                            |

### Région
À la suite de la réforme administrative de 2014 ramenant le nombre de régions de France métropolitaine de 22 à 13, la commune appartient depuis le 1er janvier 2016 à la région Nouvelle-Aquitaine, dont la capitale est Bordeaux. De 1972 au 31 décembre 2015, elle a appartenu à la région Poitou-Charentes, dont le chef-lieu était Poitiers.

### Cantons
De 1973 à 2015, La ville est divisée en deux cantons dont elle est le chef-lieu : Royan-Est et Royan-Ouest, regroupant au total huit communes : Breuillet, L'Éguille, Mornac-sur-Seudre, Royan, Saint-Georges-de-Didonne, Saint-Palais-sur-Mer, Saint-Sulpice-de-Royan et Vaux-sur-Mer.
Pour les élections départementales de mars 2015, le nombre de cantons du département diminue, passant de 51 à 27. Les deux cantons de Royan disparaissent et la commune fait alors partie du canton de Royan dont elle est le bureau centralisateur, regroupant trois communes : Royan, Saint-Georges-de-Didonne et Vaux-sur-Mer.
| Période élective | Période élective | Mandat | Mandat   | Identité             | Nuance | Nuance | Qualité                                                                                             |
| ---------------- | ---------------- | ------ | -------- | -------------------- | ------ | ------ | --------------------------------------------------------------------------------------------------- |
| 2015             | 2021             | 2015   | en cours | Dominique Bussereau  |        | LR     | Député, président du conseil général sortant                                                        |
| 2015             | 2021             | 2015   | en cours | Marie-Pierre Quentin |        | LR     | Attachée parlementaire du député Didier Quentin Ancienne conseillère municipale de Port-des-Barques |

### Intercommunalité
Le SIVOM de la presqu'île d'Arvert et de la Côte de Beauté est créé le 28 octobre 1968. Réunissant alors 21 communes de l'agglomération royannaise, son premier président est Jean-Noël de Lipkowski.
Ses compétences sont élargies en 1995 par la création de la communauté de communes du Pays royannais, qui deviendra communauté d'agglomération par arrêté du 12 novembre 2001. Les communes de Médis et Saujon la rejoignent le 28 décembre de la même année.
Royan fait partie de la communauté d'agglomération Royan Atlantique (en abrégé CARA), nommée ainsi en 2006. Celle-ci regroupe 33 communes de la région royannaise.

### Budget et fiscalité
Le budget municipal principal 2007 totalisait 21 866 000 € d'investissement et 32 072 000 € de fonctionnement.
L'édition du mois de janvier 2007 du bulletin municipal révélait le détail des dépenses prévues, réparties comme suit :
- la salle de théâtre pour 11 500 000 € (palais des Congrès) ;
- la voirie pour 6 251 000 € ;
- les gymnases pour 4 754 000 € (essentiellement pour la construction du gymnase de compétition à la place de l'ancien collège Dunant) ;
- le réseau des eaux pluviales pour 4 800 000 € (bassin de rétention du Pourteau de Mons en réponse aux inondations successives du centre-ville) ;
- le port pour 4 391 000 € (essentiellement pour la réfection des voûtes du port) ;
- les édifices culturels pour 700 000 € (essentiellement pour la réfection de la façade ouest de l'église Notre-Dame).

On peut citer également un engagement de 300 000 € pour la création d'une aire pour les gens du voyage.
En 2006, le taux de la taxe d'habitation prélevée par la commune était de 10,13 %, tandis que celui de la taxe foncière sur les propriétés bâties était de 27,91 %.
Le taux de la taxe professionnelle de 11,3 % prélevée sur le périmètre de la communauté d'agglomération en 2008 représentait le plus faible taux de France. La forte majoration décidée pour 2009 fait passer cette taxe à 12,3 % ce qui reste malgré tout faible puisque cela représente désormais le 5e taux le plus bas sur 171 communautés d'agglomérations.

### Tendances politiques et résultats

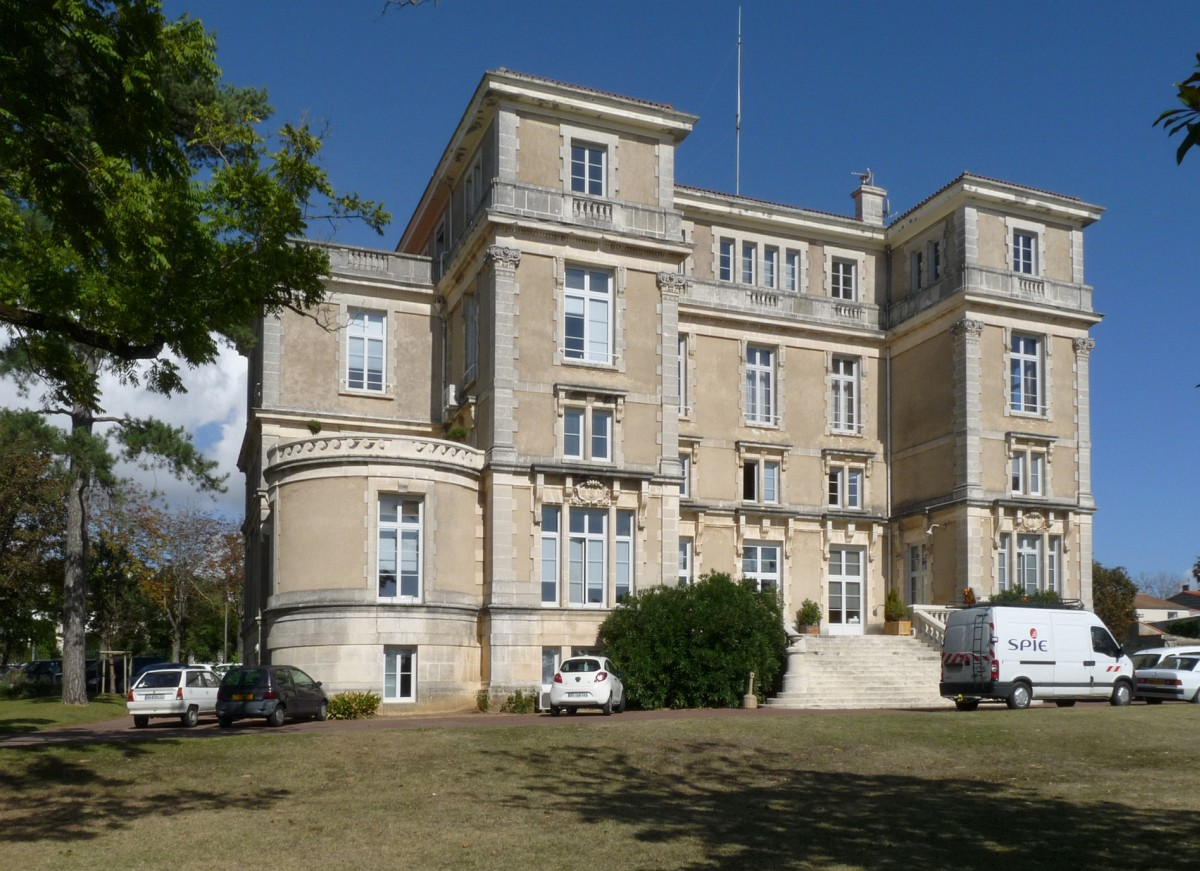
L'hôtel de ville de Royan.

Traditionnellement, l'électorat de la commune est plutôt ancré à droite, ce dont témoignent les résultats des scrutins locaux ou nationaux de ces 25 dernières années. Ainsi, depuis 1983, les élections municipales ont toutes été remportées par des candidats issus de mouvements gaullistes : RPR tout d'abord, UMP ensuite, et LR aujourd'hui.
De même, le résultat des deux dernières élections présidentielles illustre cette tendance : au premier tour de l'élection présidentielle de 2002, Jacques Chirac arrive largement en tête (29,01 %), loin devant ses adversaires frontiste Jean-Marie Le Pen (16,78 %) ou socialiste Lionel Jospin (13,84 %).
Le second tour atypique opposant Jacques Chirac à Jean-Marie Le Pen se traduit localement tant par une série de manifestations contre l'extrême-droite entre les deux tours que par un net recul de l'abstention le jour du scrutin (18,99 % contre 27,57 % au premier tour).
Le 5 mai 2002, Jacques Chirac totalise un score de 81,79 %, Jean-Marie Le Pen obtenant quant à lui 18,21 % des suffrages.
Cet ancrage à droite de l'électorat est également perceptible dans l'analyse du résultat du premier tour des élections présidentielles de 2007. Totalisant 42,40 % des suffrages, Nicolas Sarkozy se positionne devant sa concurrente socialiste Ségolène Royal, laquelle rassemble 21,41 % des électeurs. Ces chiffres sont à mettre en parallèle avec les résultats obtenus par le candidat de l'UMP au niveau départemental (30,09 %), régional (22,22 %) ou national (31,18 %). Le taux d'abstention enregistré dans la commune est relativement faible au regard du précédent scrutin, s'établissant à 16,66 %.
Lors du second tour des élections, Nicolas Sarkozy est élu président de la République avec 63,37 % des suffrages. Son opposante socialiste Ségolène Royal totalise quant à elle 36,63 % des voix. Lors de ce second tour de scrutin, l'abstention enregistrée dans la commune atteint 15,80 %.
Les élections municipales du 9 mars 2008 voient la victoire de la liste « Royan uni », conduite par Didier Quentin, représentant la majorité présidentielle. Avec 54,84 % de votants en sa faveur, celle-ci devient majoritaire au conseil municipal, où siègent 26 de ses membres.
En seconde position avec 22,94 % des suffrages exprimés vient la liste « Royan pour tous », liste de l'union de la gauche conduite par Michel Merle, celle-ci obtenant quatre sièges au conseil. Arrivée en troisième position, la liste « Royan Avenir », conduite par Jean-Bernard Prudencio (MoDem) totalise 15,59 % de votants en sa faveur, obtenant deux membres au conseil municipal. Enfin, arrivée en dernière position avec 6,64 % des suffrages, la liste « Royan rupture et avenir » de René-Luc Chabasse, divers droite, ne compte qu'un seul représentant au conseil.
Durant ce scrutin, le taux de participation est de 63,72 % sur un total de 15 013 inscrits.
| Élections présidentielles, résultats des deuxièmes tours.                                        | Élections présidentielles, résultats des deuxièmes tours. | Élections présidentielles, résultats des deuxièmes tours. | Élections présidentielles, résultats des deuxièmes tours. | Élections présidentielles, résultats des deuxièmes tours. | Élections présidentielles, résultats des deuxièmes tours. | Élections présidentielles, résultats des deuxièmes tours. | Élections présidentielles, résultats des deuxièmes tours. |
| Année                                                                                            | Élu                                                       | Élu                                                       | Élu                                                       | Battu                                                     | Battu                                                     | Battu                                                     | Participation                                             |
| ------------------------------------------------------------------------------------------------ | --------------------------------------------------------- | --------------------------------------------------------- | --------------------------------------------------------- | --------------------------------------------------------- | --------------------------------------------------------- | --------------------------------------------------------- | --------------------------------------------------------- |
| 2002                                                                                             | 81,79 %                                                   | Jacques Chirac                                            | RPR                                                       | 18,21 %                                                   | Jean-Marie Le Pen                                         | FN                                                        | 81,01 %                                                   |
| 2007                                                                                             | 63,37 %                                                   | Nicolas Sarkozy                                           | UMP                                                       | 36,63 %                                                   | Ségolène Royal                                            | PS                                                        | 83,34 %                                                   |
| 2012                                                                                             | 39,44 %                                                   | François Hollande                                         | PS                                                        | 60,56 %                                                   | Nicolas Sarkozy                                           | UMP                                                       | 81,41 %                                                   |
| 2017                                                                                             | 68,52 %                                                   | Emmanuel Macron                                           | EM                                                        | 31,48 %                                                   | Marine Le Pen                                             | FN                                                        | 76,80 %                                                   |
| 2022                                                                                             | %                                                         | Emmanuel Macron                                           | LREM                                                      | %                                                         | Marine Le Pen                                             | RN                                                        | %                                                         |
| Élections législatives, résultats des deux meilleurs scores du dernier tour de scrutin.          |                                                           |                                                           |                                                           |                                                           |                                                           |                                                           |                                                           |
| Année                                                                                            | Élu                                                       | Élu                                                       | Élu                                                       | Battu                                                     | Battu                                                     | Battu                                                     | Participation                                             |
| Royan est répartie sur plusieurs circonscriptions, cf. les résultats des .                       |                                                           |                                                           |                                                           |                                                           |                                                           |                                                           |                                                           |
| Avant 2010, Royan est répartie sur plusieurs circonscriptions, cf. les résultats des .           |                                                           |                                                           |                                                           |                                                           |                                                           |                                                           |                                                           |
| 2002                                                                                             | %                                                         |                                                           |                                                           | %                                                         |                                                           |                                                           | %                                                         |
| 2007                                                                                             | %                                                         |                                                           |                                                           | %                                                         |                                                           |                                                           | %                                                         |
| Après 2010, Royan est répartie sur plusieurs circonscriptions, cf. les résultats de .            |                                                           |                                                           |                                                           |                                                           |                                                           |                                                           |                                                           |
| 2012                                                                                             | %                                                         |                                                           |                                                           | %                                                         |                                                           |                                                           | %                                                         |
| 2017                                                                                             | %                                                         |                                                           |                                                           | %                                                         |                                                           |                                                           | %                                                         |
| 2022                                                                                             | %                                                         |                                                           |                                                           | %                                                         |                                                           |                                                           | %                                                         |
| 2024                                                                                             | %                                                         |                                                           |                                                           | %                                                         |                                                           |                                                           | %                                                         |
| Élections européennes, résultats des deux meilleurs scores.                                      |                                                           |                                                           |                                                           |                                                           |                                                           |                                                           |                                                           |
| Année                                                                                            | Liste 1re                                                 | Liste 1re                                                 | Liste 1re                                                 | Liste 2e                                                  | Liste 2e                                                  | Liste 2e                                                  | Participation                                             |
| 2004                                                                                             | %                                                         |                                                           |                                                           | %                                                         |                                                           |                                                           | %                                                         |
| 2009                                                                                             | %                                                         |                                                           |                                                           | %                                                         |                                                           |                                                           | %                                                         |
| 2014                                                                                             | %                                                         |                                                           |                                                           | %                                                         |                                                           |                                                           | %                                                         |
| 2019                                                                                             | %                                                         |                                                           |                                                           | %                                                         |                                                           |                                                           | %                                                         |
| 2024                                                                                             | %                                                         |                                                           |                                                           | %                                                         |                                                           |                                                           | %                                                         |
| Élections régionales, résultats des deux meilleurs scores.                                       |                                                           |                                                           |                                                           |                                                           |                                                           |                                                           |                                                           |
| Année                                                                                            | Liste 1re                                                 | Liste 1re                                                 | Liste 1re                                                 | Liste 2e                                                  | Liste 2e                                                  | Liste 2e                                                  | Participation                                             |
| 2004                                                                                             | %                                                         |                                                           |                                                           | %                                                         |                                                           |                                                           | %                                                         |
| 2010                                                                                             | %                                                         |                                                           |                                                           | %                                                         |                                                           |                                                           | %                                                         |
| 2015                                                                                             | %                                                         |                                                           |                                                           | %                                                         |                                                           |                                                           | %                                                         |
| 2021                                                                                             | %                                                         |                                                           |                                                           | %                                                         |                                                           |                                                           | %                                                         |
| Élections cantonales                                                                             |                                                           |                                                           |                                                           |                                                           |                                                           |                                                           |                                                           |
| Année                                                                                            | Élu                                                       | Élu                                                       | Élu                                                       | Battu                                                     | Battu                                                     | Battu                                                     | Participation                                             |
| Royan est répartie sur plusieurs cantons, cf. les résultats de ceux de Royan-Est et Royan-Ouest. |                                                           |                                                           |                                                           |                                                           |                                                           |                                                           |                                                           |
| 2001                                                                                             | %                                                         |                                                           |                                                           | %                                                         |                                                           |                                                           | %                                                         |
| 2004                                                                                             | %                                                         |                                                           |                                                           | %                                                         |                                                           |                                                           | %                                                         |
| 2008                                                                                             | %                                                         |                                                           |                                                           | %                                                         |                                                           |                                                           | %                                                         |
| 2011                                                                                             | %                                                         |                                                           |                                                           | %                                                         |                                                           |                                                           | %                                                         |
| Élections départementales, résultats des deux meilleurs scores du dernier tour de scrutin.       |                                                           |                                                           |                                                           |                                                           |                                                           |                                                           |                                                           |
| Année                                                                                            | Élus                                                      | Élus                                                      | Élus                                                      | Battus                                                    | Battus                                                    | Battus                                                    | Participation                                             |
| Royan est répartie sur plusieurs cantons, cf. les résultats de ceux de .                         |                                                           |                                                           |                                                           |                                                           |                                                           |                                                           |                                                           |
| 2015                                                                                             | %                                                         |                                                           |                                                           | %                                                         |                                                           |                                                           | %                                                         |
| 2021                                                                                             | %                                                         |                                                           |                                                           | %                                                         |                                                           |                                                           | %                                                         |
| Référendums.                                                                                     |                                                           |                                                           |                                                           |                                                           |                                                           |                                                           |                                                           |
| Année                                                                                            | Oui (national)                                            | Oui (national)                                            | Oui (national)                                            | Non (national)                                            | Non (national)                                            | Non (national)                                            | Participation                                             |
| 1992                                                                                             | % (51,04 %)                                               | % (51,04 %)                                               | % (51,04 %)                                               | % (48,96 %)                                               | % (48,96 %)                                               | % (48,96 %)                                               | %                                                         |
| 2000                                                                                             | % (73,21 %)                                               | % (73,21 %)                                               | % (73,21 %)                                               | % (26,79 %)                                               | % (26,79 %)                                               | % (26,79 %)                                               | %                                                         |
| 2005                                                                                             | % (45,33 %)                                               | % (45,33 %)                                               | % (45,33 %)                                               | % (54,67 %)                                               | % (54,67 %)                                               | % (54,67 %)                                               | %                                                         |

### Justice et sécurité

#### Juridictions
Royan dépend des tribunaux d'instance et de grande instance de Saintes, et de la cour d'appel de Poitiers. Elle dépend par ailleurs du tribunal pour enfants de Rochefort, du conseil de prud'hommes de Saintes, du tribunal administratif de Poitiers et de la cour administrative d'appel de Bordeaux.
La ville dispose par ailleurs de son propre tribunal d'instance, lequel est habilité à traiter les litiges mineurs. Il est situé à proximité immédiate de l'hôtel de ville, dans le quartier de Pontaillac.

#### Forces de l'ordre
La police nationale, compétente sur les zones urbaines où les problématiques de sécurité sont particulièrement délicates et prégnantes, dispose d'une implantation sur la commune de Royan. La Direction centrale de la Sécurité publique (DCSP) assure donc la gestion d'un commissariat. En 2006, le travail des policiers de la circonscription permet de disposer d'un taux d'efficacité supérieur à la moyenne nationale : 31,77 %.
Malgré un taux de criminalité de la commune plutôt faible (2 159 faits délictueux enregistrés en 2020), la qualité de station balnéaire de Royan oblige la police nationale à prévoir des moyens accrus de sécurité durant l'été, un tiers des faits délictueux annuels étant commis en juillet et août. Ainsi, l'effectif du commissariat de police augmente, passant de 75 à 180 personnes. La police nationale dote la circonscription d'une demi-compagnie de CRS pendant tout l'été à Royan.
La ville dispose d'une police municipale, composée en 2019 de 20 agents, comprenant une brigade motorisée et offrant une permanence 7 jours sur 7 toute l'année.
Durant la saison estivale, un hélicoptère de la gendarmerie nationale est basé sur l'aérodrome de Royan-Médis.

#### Pompiers
Royan est l'un des quatre centres de secours principaux (CSP) de Charente-Maritime (avec La Rochelle, Rochefort et Saintes).

### Jumelage et coopération
| La ville de Royan est jumelée avec plusieurs villes : - Gosport (Angleterre), depuis 1959 ; - Balingen (Allemagne), depuis 1980 ; - Annapolis Royal (Canada), depuis 2002 ; - Nauplie (Grèce), depuis 2004. | \| Gosport Balingen Annapolis Royal Nauplie \| |
| Gosport Balingen Annapolis Royal Nauplie |                                                |

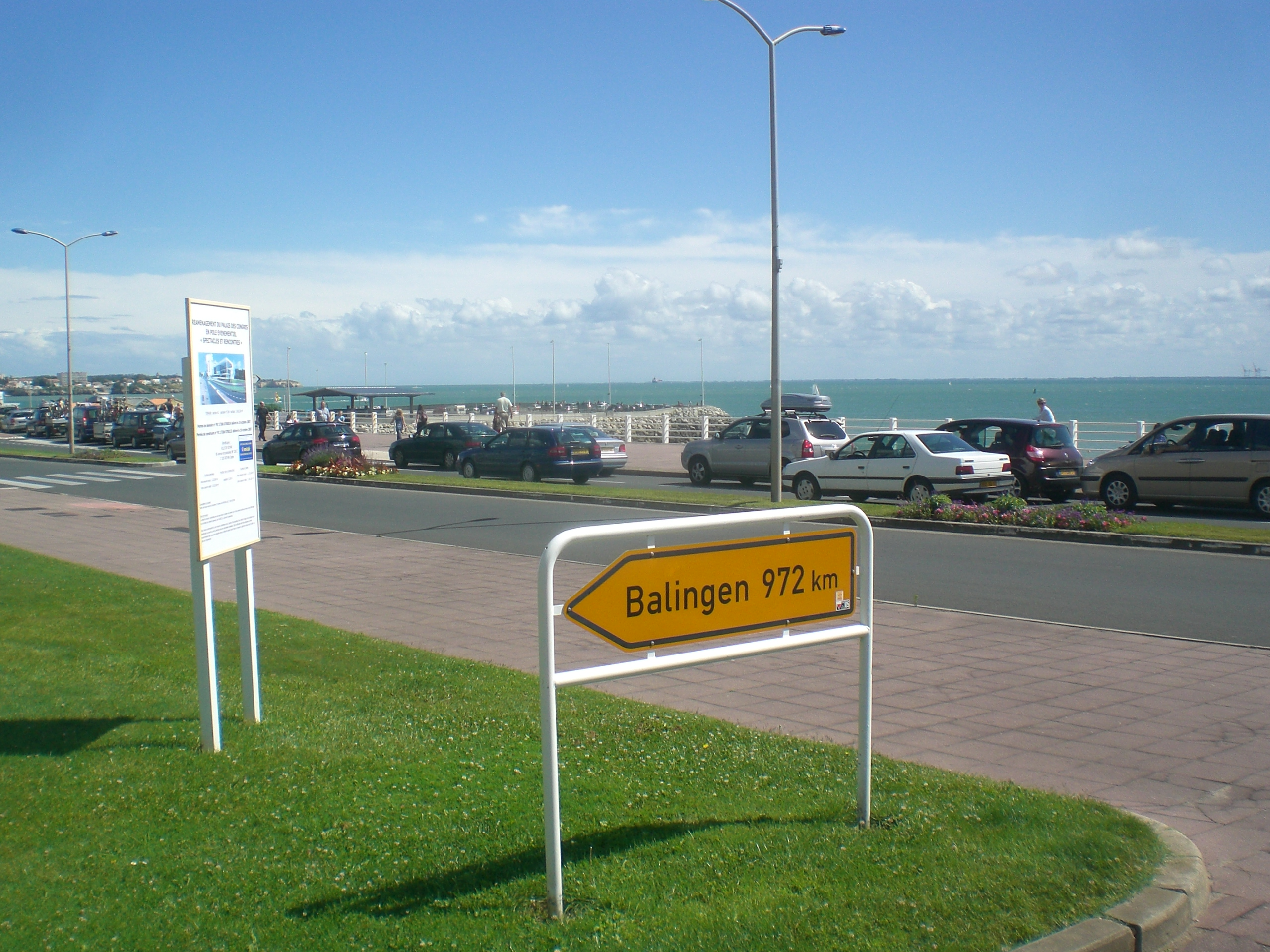
972 km jusqu'à Balingen
avant le Palais de Congrès
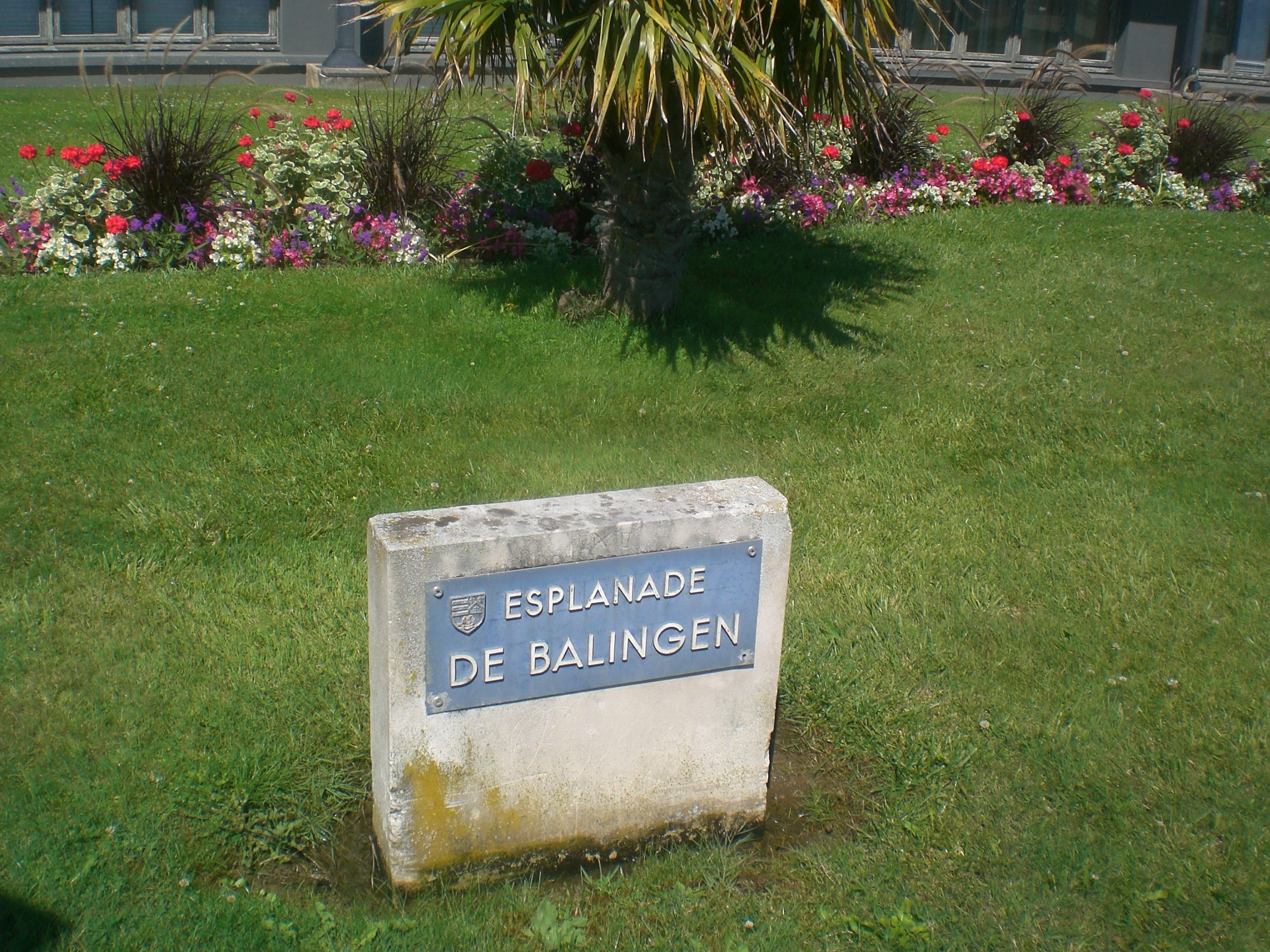
l'esplanade de Balingen.

## Démographie

### Classement démographique
En 2022, Royan intra-muros compte 19 322 habitants, se classant au 4e rang des communes de la Charente-Maritime après La Rochelle, Saintes et Rochefort.
Avec une superficie communale de 1 930 hectares, la densité de population s'élève à 1 001 habitants par km², ce qui en fait la troisième ville la plus densément peuplée de la Charente-Maritime, après La Rochelle et Rochefort.
En 2022, l’unité urbaine de Royan qui englobe sept communes regroupe 40 409 habitants. Son aire d'attraction, qui comprend dix-neuf communes supplémentaires selon la nouvelle délimitation définie par l'Insee en 2020, rassemble 74 288 habitants en 2020.
En 2022, ces différentes données font de Royan la quatrième ville la plus peuplée de la Charente-Maritime, la deuxième unité urbaine du département derrière celle de La Rochelle et la troisième aire d'attraction du département derrière celles de La Rochelle et de Saintes.

### Pyramide des âges
La population de la commune est relativement âgée.
En 2021, le taux de personnes d'un âge inférieur à 30 ans s'élève à 17,9 %, soit en dessous de la moyenne départementale (28,4 %). À l'inverse, le taux de personnes d'âge supérieur à 59 ans est de 55,4 % la même année, alors qu'il est de 35,9 % au niveau départemental.
En 2021, la commune comptait 8 021 hommes pour 10 771 femmes, soit un taux de 56,6 % de femmes, supérieur au taux départemental (52,1 %).
Les pyramides des âges de la commune et du département s'établissent comme suit.
| Hommes | Classe d’âge | Femmes |
| ------ | ------------ | ------ |
| 2,6    | 90 ou +      | 4,9    |
| 18,4   | 75-89 ans    | 22,6   |
| 29,2   | 60-74 ans    | 31,9   |
| 16,8   | 45-59 ans    | 15,5   |
| 11,5   | 30-44 ans    | 9,9    |
| 12,2   | 15-29 ans    | 8,1    |
| 9,3    | 0-14 ans     | 7,0    |

| Hommes | Classe d’âge | Femmes |
| ------ | ------------ | ------ |
| 1,1    | 90 ou +      | 2,6    |
| 10,1   | 75-89 ans    | 12,6   |
| 22     | 60-74 ans    | 23,2   |
| 20,1   | 45-59 ans    | 19,7   |
| 16,1   | 30-44 ans    | 15,6   |
| 15,2   | 15-29 ans    | 12,7   |
| 15,4   | 0-14 ans     | 13,6   |

### Évolution démographique depuis 1793
L'évolution du nombre d'habitants est connue à travers les recensements de la population effectués dans la commune depuis 1793. Pour les communes de plus de 10 000 habitants les recensements ont lieu chaque année à la suite d'une enquête par sondage auprès d'un échantillon d'adresses représentant 8 % de leurs logements, contrairement aux autres communes qui ont un recensement réel tous les cinq ans,.
En 2022, la commune comptait 19 322 habitants, en évolution de +5,17 % par rapport à 2016 (Charente-Maritime : +4,04 %, France hors Mayotte : +2,11 %).
En deux siècles, la population de Royan a été multipliée par plus de 8, soit une augmentation moyenne annuelle de 1,15 %.
| 1793  | 1800  | 1806  | 1821  | 1831  | 1836  | 1841  | 1846  | 1851  |
| ----- | ----- | ----- | ----- | ----- | ----- | ----- | ----- | ----- |
| 2 182 | 2 129 | 2 202 | 2 339 | 2 589 | 2 761 | 2 881 | 3 106 | 3 329 |

| 1856  | 1861  | 1866  | 1872  | 1876  | 1881  | 1886  | 1891  | 1896  |
| ----- | ----- | ----- | ----- | ----- | ----- | ----- | ----- | ----- |
| 3 568 | 4 005 | 4 170 | 4 685 | 5 155 | 5 445 | 6 702 | 7 247 | 8 287 |

| 1901  | 1906  | 1911  | 1921   | 1926   | 1931   | 1936   | 1946  | 1954   |
| ----- | ----- | ----- | ------ | ------ | ------ | ------ | ----- | ------ |
| 8 374 | 8 843 | 9 330 | 10 242 | 10 388 | 11 328 | 12 192 | 6 649 | 12 289 |

| 1962   | 1968   | 1975   | 1982   | 1990   | 1999   | 2006   | 2011   | 2016   |
| ------ | ------ | ------ | ------ | ------ | ------ | ------ | ------ | ------ |
| 16 521 | 17 292 | 18 062 | 17 540 | 16 837 | 17 102 | 18 202 | 17 875 | 18 372 |

| 2021   | 2022   | - | - | - | - | - | - | - |
| ------ | ------ | - | - | - | - | - | - | - |
| 19 029 | 19 322 | - | - | - | - | - | - | - |

L'augmentation constante et croissante au XIXe siècle s'explique par l'arrivée des premiers bateaux à vapeur en provenance de Bordeaux en 1819 (repère A sur le graphique) ainsi que par l'arrivée du train en provenance de Paris en 1875 (repère B). La ville qui se modernise (pavage des rues, éclairage public, casinos…) et voit apparaître la mode des bains de mer, attire une population nouvelle qui s'installe dans les nouveaux lotissements des quartiers de Pontaillac et du Parc. Cet accroissement sera constant jusqu'à la Seconde Guerre mondiale.
La chute importante de la population en 1946 s'explique par la destruction de la ville en 1945 (repère C) : la population de la ville a été évacuée fin 1944,. Après ce bombardement la population fut entièrement évacuée. Guy Binot, La reconstruction de Royan. De l'Occupation à la renaissance, Éditions Alan Sutton, 2002 et la ville est détruite à 85 %. En 1946, date du recensement, près de la moitié de la population n'avait pas encore réintégré la ville. Royan ne retrouvera son niveau démographique d'avant-guerre qu'au recensement de 1954, alors que la reconstruction n'est pas totalement terminée. L'achèvement de la reconstruction de la ville intervient en 1965 (repère D) avec l'inauguration du port, et l'augmentation de population sera dès lors plus irrégulière et modérée.
Après une baisse de 1975 à 1990, la population de la commune croît à nouveau (0,2 % annuel) grâce à un solde migratoire positif (1 289 habitants supplémentaires entre 1990 et 1999) et malgré le vieillissement de celle-ci qui explique un déficit du solde naturel (1 024 habitants de moins sur la même période).
Vieillissement et féminisation de la commune se sont poursuivis en 2005 avec une population désormais constituée à 44 % d’hommes et à 56 % de femmes (contre 45 % et 55 % en 1999).
Celle-ci se compose de 49 % de personnes mariées, 25 % de célibataires, 15 % de veufs et 11 % de divorcés. Parallèlement, le nombre de ménages a connu un fort accroissement (+9,9 % entre 1999 et 2005).
Dans le même temps, la part des moins de 40 ans est passée de 41 % à 34 % entre 1990 et 1999, les catégories les plus jeunes de la population ayant tendance à s'installer dans les communes périphériques du pays royannais. L'âge médian de la population royannaise est ainsi plus élevé que la moyenne départementale : il s'établit à 53 ans, chiffre à mettre en parallèle avec celui de la population du reste du pays royannais (47 ans) et avec la moyenne départementale (42 ans).

### Immigration
La population immigrée de la commune de Royan représentait 536 personnes en 1999 (soit 3,1 % de la population totale). Le taux de personnes de nationalité étrangère était quant à lui de 1,8 %. Les principaux pays de naissance de ces personnes sont le Portugal, suivi du Maroc.

## Économie

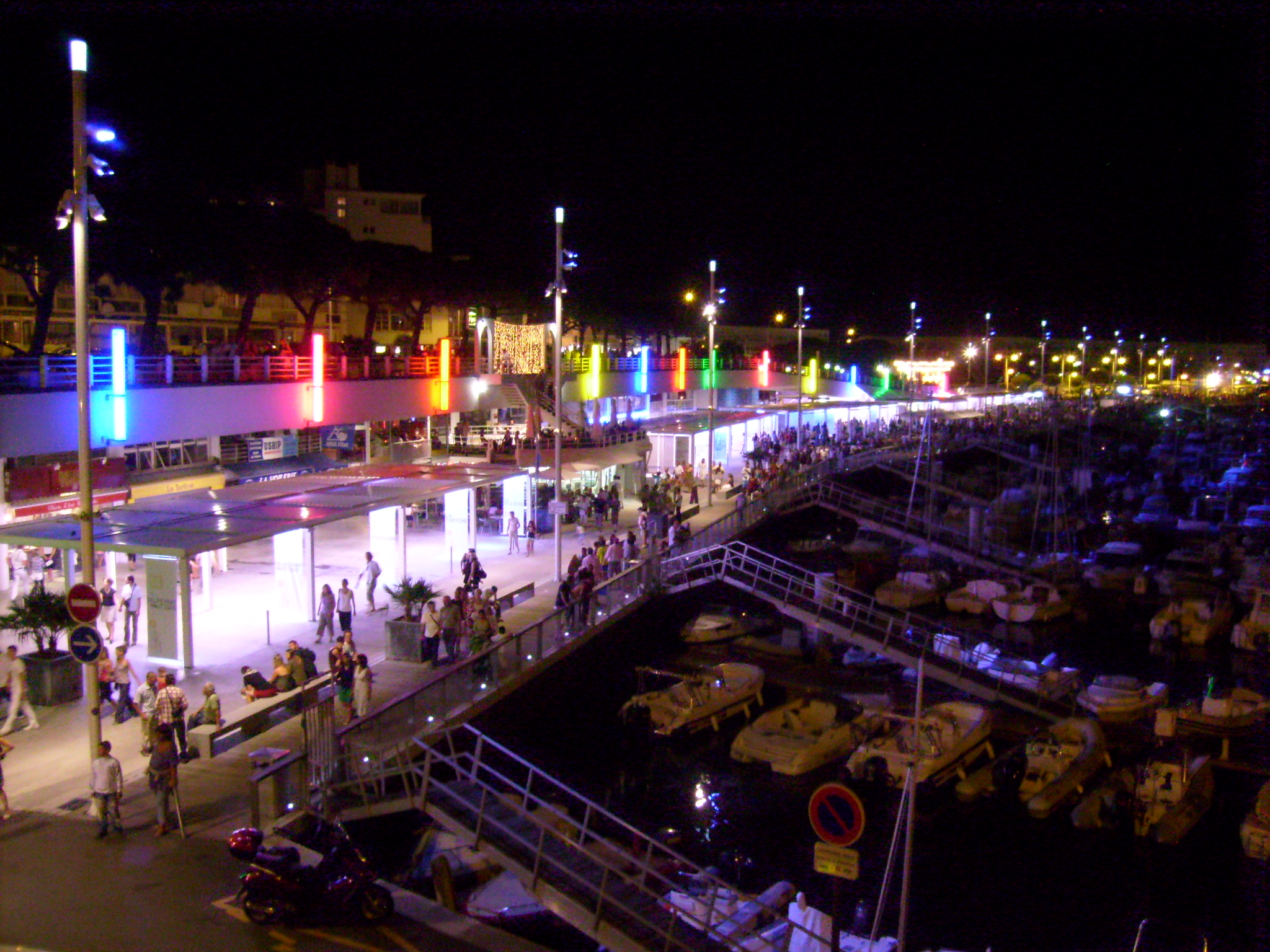
Une vue du port de plaisance de Royan la nuit.

La commune est au cœur d'un bassin d'emploi particulièrement attractif, la zone d'emploi de Royan (issue de la partition de l'ancienne zone d'emploi Saintonge maritime, qui regroupait de nombreuses communes du Pays Rochefortais, du Pays Marennes-Oléron et du Pays Royannais), forte de 27 753 emplois en 2008. La zone d'emploi de Royan est, avec celle de La Rochelle, la plus dynamique de la région Poitou-Charentes, toutes deux profitant « d'un tissu économique et d'une démographie dynamiques » (Insee). La croissance y est particulièrement soutenue, du fait du développement des activités tertiaires
L'économie de la commune est essentiellement tournée vers les activités touristiques estivales, le commerce ou les services. Si 19 % de la population a moins de 25 ans, la commune abrite également une importante population retraitée (37,1 % contre 18,2 % pour l'ensemble de la France). Globalement, la population royannaise est plutôt aisée (revenus moyens par ménage de 16 258 € / an contre 15 027 € / an).
Royan est le siège d'une antenne de la Chambre de commerce et d'industrie de Rochefort et de Saintonge.

### Monnaie locale
La Beunèze, monnaie locale lancée en mai 2015 à Saintes, s'étend à l'agglomération royannaise en mai 2017.

### Revenus de la population
En 2007, le revenu fiscal médian par ménage était en 2007 de 17 711 €, ce qui plaçait Royan au 10 761e rang parmi les 30 714 communes de plus de 50 ménages en métropole.

### Emploi
La station balnéaire abrite une population moins active que la moyenne nationale (35,2 % contre 45,2 %), avec cependant un taux d'activité des 25-59 ans proche de la norme (81 % contre 82,2 %).
La commune de Royan est un pôle d'emploi très attractif, ce qui explique que les habitants de la commune soient peu mobiles : en effet, 72 % d'entre eux travaillent à Royan même et seulement 3 % hors des limites de la Charente-Maritime. Les 8 320 emplois de la commune sont en revanche une source d'attraction pour les habitants des communes périphériques.
| Provenance               | Nombre d'actifs |
| ------------------------ | --------------- |
| Royan                    | 3 512           |
| Saint-Georges-de-Didonne | 484             |
| Vaux-sur-Mer             | 424             |
| Saint-Sulpice-de-Royan   | 408             |
| Médis                    | 376             |
| Saint-Palais-sur-Mer     | 360             |
| Saujon                   | 260             |
| Breuillet                | 240             |
| Meschers-sur-Gironde     | 144             |
| Semussac                 | 120             |
| Saint-Augustin           | 104             |
| Saintes                  | 97              |

| Catégorie                                         | 1999   | 1999     | 1999     | 2009   | 2009     | 2009     |
| ------------------------------------------------- | ------ | -------- | -------- | ------ | -------- | -------- |
| Agriculteurs exploitants                          | 0.3 %  | (2.6 %)  | (1.4 %)  | 0.3 %  | (1.7 %)  | (1.0 %)  |
| Artisans, commerçants, chefs d'entreprise         | 4.8 %  | (4.4 %)  | (3.5 %)  | 3.8 %  | (4.2 %)  | (3.3 %)  |
| Cadres et professions intellectuelles supérieures | 3.7 %  | (3.9 %)  | (6.6 %)  | 4.3 %  | (5.0 %)  | (8.6 %)  |
| Professions intermédiaires                        | 8.1 %  | (9.6 %)  | (12.1 %) | 7.7 %  | (11.3 %) | (13.8 %) |
| Employés                                          | 14.5 % | (16.3 %) | (16.6 %) | 13.8 % | (16.6 %) | (16.7 %) |
| Ouvriers                                          | 7.1 %  | (13,4 %) | (14.9 %) | 6.5 %  | (12,8 %) | (13.5 %) |
| Retraités                                         | 42.1 % | (28,2 %) | (22.2 %) | 51.6 % | (34,0 %) | (22.9 %) |
| Autres personnes sans activité professionnelle    | 19.4 % | (21.6 %) | (22.9 %) | 12.0 % | (14.4 %) | (17.2 %) |

Le recensement de 2009 fait apparaître un taux très élevé de retraités (51,6 % contre 22,9 au niveau national), ce qui induit une sous-représentativité des autres catégories socio-professionnelles, en particulier chez les ouvriers et agriculteurs.
Le taux de chômage reste assez élevé si on le compare à la moyenne nationale (20,2 % en 1999 contre 12,9 %). En 1999, il s'établissait même à 37,3 % chez les moins de 25 ans.
La commune de Royan possède depuis le 20 février 2007 une maison de l'emploi. Spécialisée pour les jeunes, la ville a créé la Mission locale qui accompagne les 16-26 ans dans leur recherche d'emploi, mais également de logement et dans les démarches administratives.
En 2004, une étude de l'Insee estimait à 998 le nombre de bénéficiaires du RMI dans l'ensemble de l'aire urbaine de Royan, soit 1 667 personnes en comptant les ayants droit. Sur le plan communal, le découpage de l'Insee révèle une coupure entre la partie occidentale de la ville (secteurs de Pontaillac, Le Chay-Les Gardes, Centre-Ville, Saint-Pierre), qui totalise entre 1,5 % et 5 % de Rmistes, et la partie orientale (secteurs de Parc-Maisonfort, L'Yeuse, Le Fief-La Garenne, Les Villages) qui concentre une part plus importante de bénéficiaires, soit de 5 % à 11 %.
Cette même étude montre que la plus forte densité de population couverte par les quatre minima sociaux (RMI, API, AAH, ASV) se retrouve dans le secteur de L'Yeuse, plus de 20 % de la population du secteur étant concernée.

### Entreprises

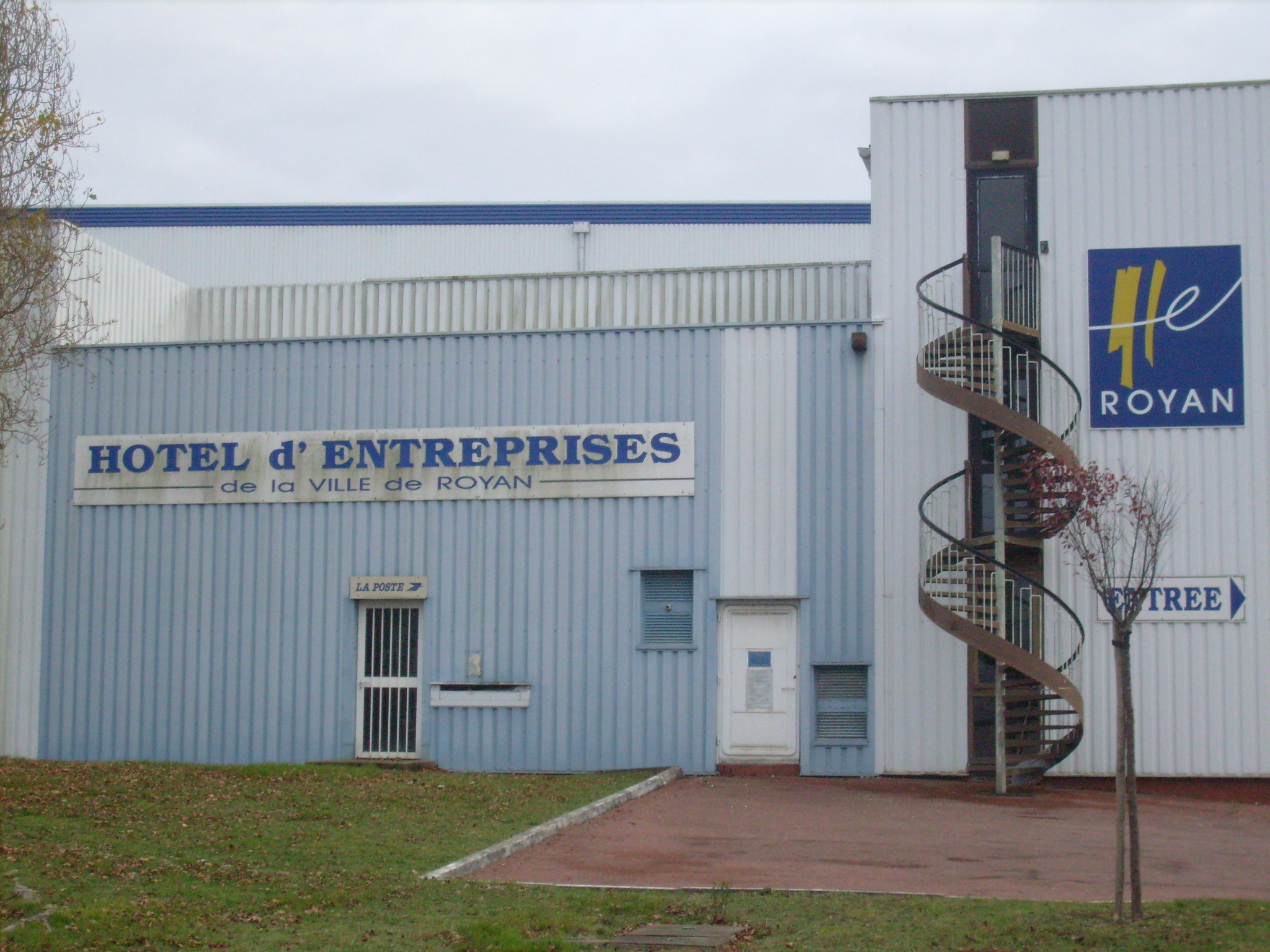
L'Hôtel d'Entreprises de la ville de Royan.

En 1999, les plus gros employeurs privés de la ville étaient le centre commercial Quai 17 (E.Leclerc) avec 280 salariés, la clinique Pasteur (250), la compagnie des eaux de Royan (140), le casino Barrière (100), le centre commercial Intermarché (95), le groupe de nettoyage urbain Nicollin (60) et la maison de retraite « Les Issambres » (50).
En 2007, la commune possédait un tissu économique totalisant 1 826 entreprises, dont dix établissements de 50 salariés ou plus et 582 commerces.
La zone commerciale Royan 2, en sortie d'agglomération sur la route de Saintes, regroupe plusieurs enseignes importantes ainsi qu'un centre commercial. Un second pôle économique regroupe les commerces du centre-ville : Royan Shopping. Constituée en 1999, cette structure rassemble 180 adhérents.
En raison du caractère saisonnier de l'activité, le pays royannais est doté de deux fois plus de commerces que la moyenne observée habituellement pour des villes de cette importance. En novembre 2008, la densité commerciale de l'agglomération est comparable à celle d'une ville de 80 000 habitants.

### Tourisme

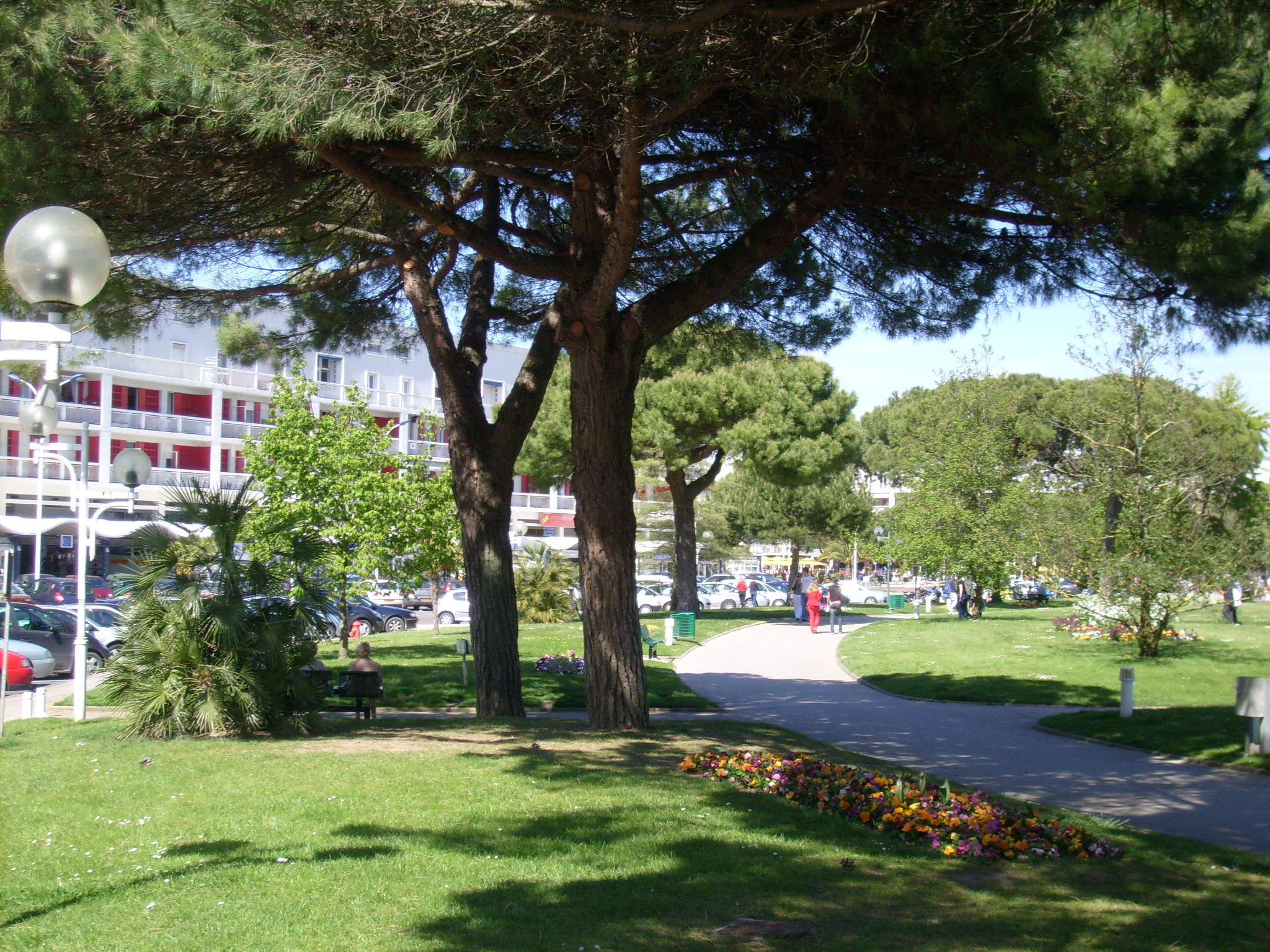
Le parc du front de mer.

Destination touristique de premier plan, station climatique depuis 1922, Royan attire en moyenne près de 700 000 visiteurs chaque année (1,5 million pour l'ensemble du pays royannais), ce qui représente un chiffre d'affaires annuel d'environ 172 millions d'euros (430 millions d'euros pour le pays royannais).
Avec 17 millions de nuitées, Royan et sa proche périphérie occupent une place prépondérante en termes de capacité d'accueil en Charente-Maritime. Le pays royannais comptait 114 campings et 65 hôtels en 2004.
De fait, le tourisme est le principal secteur d'activité économique de la ville. C'est ainsi que l'hôtellerie et la restauration représentent 6 % des emplois de la commune.
Bien que principalement concentrés durant une large période estivale (77 % de visiteurs entre les mois d'avril et de septembre), les séjours ont tendance à s'étaler sur l'année entière.
De plus, on constate l'apparition d'un tourisme culturel (en 2004, les jardins du monde attiraient 93 712 visiteurs et le nouveau musée de Royan 4 539, tandis que les concerts sur la plage d'Un violon sur le sable, festival de musique classique, attirent chaque année, dans la dernière semaine de juillet, de très nombreux spectateurs (entre 30 000 et 50 000 personnes chaque soir).

### Activités portuaires
Le port de pêche de Royan comprend 35 bateaux de 8 à 16 mètres et occupe, toutes activités confondues, 180 personnes. En 2001, 722 tonnes de poissons sont passés par la criée de Royan, réalisant un chiffre d'affaires de 5 640 644,43 €. Elle a été informatisée en 1996. La pêche de Royan propose des espèces nobles (soles, raies, bars, maigres, dorades…) et a une réputation de qualité et de fraîcheur qui se retrouve au travers du prix moyen au kilogramme de 8 €, le plus élevé de France.
La pêche de la raie est interdite par l'Union européenne dans le golfe de Gascogne depuis le 26 janvier 2009. Cette espèce représentait pour la criée de Royan un chiffre d'affaires de 88 000 € en 2008, soit le septième rang en valeur.

### Industries
Le secteur industriel est faiblement représenté dans la commune. La part des actifs travaillant dans ce secteur avoisine les 8 %. La zone industrielle, attenante à la zone commerciale Royan 2, regroupe la plupart des industries de la commune.
La construction représente à elle seule 46 % des industries royannaises. Ce sont essentiellement de petites entreprises de maçonnerie, plombiers, peintres et électriciens.
L'agroalimentaire et le carénage sont les deux autres activités essentiellement représentées dans ce secteur.

### Agriculture
L'agriculture ne représente plus que 2 % des emplois communaux. Seules 23 exploitations en périphérie de Royan subsistent, d'une superficie moyenne de 42 hectares, affectées aux cultures céréalières (paysages d'openfield) et à l'élevage (328 bovins en 2000).

## Culture et patrimoine

### Culture

#### Équipements culturels

Le musée de Royan, aménagé dans les anciennes halles de Pontaillac depuis 2004.

Le centre d'arts plastiques de Royan (CAP), situé sous les arcades des « voûtes du port », accueille toute l'année des expositions d'art contemporain.

L'actuel musée de Royan est installé depuis janvier 2004 dans l'ancien marché réhabilité de Pontaillac. Il présente l'histoire de la ville depuis l'Antiquité jusqu'à la Seconde Guerre mondiale, ainsi que l’architecture des années 1950 qui a sensiblement marqué la ville de son empreinte. Longtemps situé dans les locaux de l'hôtel de ville, il succède au musée municipal de Royan, qui fut créé en 1885. Celui-ci, au premier étage du casino de Foncillon, comprenait des collections de fossiles, des animaux naturalisés, des vestiges archéologiques, ainsi qu'une collection de papillons rassemblée par Fernand Braun. Le musée fut totalement détruit au cours du bombardement du 5 janvier 1945 et la majeure partie des collections qui s'y trouvaient, faute d'avoir été mises à l'abri, furent perdues. La renaissance du musée intervint sous l'impulsion de plusieurs érudits locaux, dont Louis Basalo et Robert Colle, qui réussirent à réunir de nouvelles pièces issues de différentes campagnes de fouilles effectuées dans l'ensemble du pays royannais. Plusieurs dons effectués au musée sont venus enrichir ces collections (sections archéologiques, hall d'exposition, expositions thématiques).
La commune possède deux cinémas (ABC et Lido) sur le Front-de-mer, ainsi que deux salles de spectacle pouvant occasionnellement tenir lieu de théâtre, l'une au palais des Congrès, l'autre à proximité de la rue Gambetta. Cette dernière résulte de la réhabilitation d'un ancien garage et a une capacité d'environ 400 spectateurs. Bien que la salle elle-même soit la propriété d'une société privée, la programmation est gérée par une régie municipale.
Parmi les autres équipements présents dans la commune, une médiathèque rassemblant environ 60 000 ouvrages, une bibliothèque privée, une école de musique, une école d'arts plastiques ainsi qu'un espace public numérique, le cyberatlantys, qui se situe au niveau -1 du Palais des congrès. Royan compte par ailleurs une université inter-âges, située boulevard Franck-Lamy.
La ville accueille plusieurs espaces d'exposition consacrés principalement aux artistes contemporains. Tourné vers l'art moderne et contemporain, le centre d'arts plastiques (CAP Royan) se situe quai Amiral-Meyer, sous les arcades des voûtes du port. Il accueille des artistes de renommée internationale ou plus confidentielle. Les expositions sont renouvelées plusieurs fois par an. La galerie Briand, en centre-ville, ou encore la galerie d'art de Pontaillac, dans le quartier du même nom, exposent également peintures et sculptures modernes.

#### Événements culturels
Entre 1964 et 1977, Royan accueillit un festival d'art contemporain de renommée internationale.
Depuis 1991, les dimanches musicaux proposent chaque hiver six concerts de musique de chambre aux Royannais.
En juillet 2009, le festival international d'art contemporain girondin Les Grandes traversées se délocalisera pour sa huitième édition à Royan, rappelant ainsi l'ancienne vocation culturelle de la capitale de la Côte de Beauté.
Depuis 1987, le festival Un violon sur le sable accueille chaque été de grands artistes internationaux de musique classique, accompagnés d'un orchestre symphonique sur la plage devant 30 000 à 50 000 spectateurs pour chacun de ses trois concerts. Le festival off « Un violon sur la ville » propose des concerts en mode plus intimiste dans des lieux insolites du Pays Royannais (Garden tennis, golf, falaise, phare de Cordouan, etc.).

### Langue saintongeaise

Aire linguistique du Saintongeais.

Par sa situation géographique, Royan est en bordure des aires linguistiques gasco-occitane et saintongeaise, la Gironde marquant approximativement la « frontière » entre langue d'oc et langues d'oïl.
La langue vernaculaire de la Saintonge est le saintongeais, également appelé parlanjhe. Il s'agit d'une langue d'oïl spécifique, bien que teintée de quelques tournures et de vocabulaire occitan, tout comme le poitevin.
Elle présente de nombreuses similarités avec des langues telles que le français acadien ou le français cadien, ce qui s'explique par les origines saintongeaises d'une partie des émigrants vers la Nouvelle-France au XVIIe siècle.
La langue saintongeaise se retrouve dans la toponymie de plusieurs quartiers et lieux-dits de la commune, et reste vivace à travers des expressions locales. En saintongeais, le nom de la commune est Roeyan[réf. nécessaire].

### Gastronomie

Zone de production du cognac et du pineau.

La gastronomie locale est principalement axée sur trois sortes de produits :
- Les produits de la mer : les huîtres de Marennes-Oléron, les moules de bouchot, la sardine de Royan, les langoustines, le maigre, le bar de ligne, le céteau (petite sole).
- Les produits de la terre : le melon charentais, les asperges du Blayais, l'aillet, et même les kiwis.
- Les produits de la vigne : vin de pays charentais, pineau des Charentes, cognac.

Parmi les spécialités culinaires locales les plus réputées, il convient de noter : l'éclade de moule, la mouclade (moules préparées à la crème et au vin blanc), les cailles au pineau, la chaudrée (soupe de poissons au beurre et au vin blanc), les cagouilles (escargots de l'espèce Petit-gris), les piballes (alevins d'anguille pêchés dans la Gironde), la galette charentaise mais aussi les merveilles (beignets).
Plusieurs spécialités chocolatières ont été développées par des artisans locaux, telles la cabosse de Tanzanie, l’orchidée de Royan, le rocher de Cordouan ou encore la Royannette (sardine en chocolat).

### Patrimoine civil

Les galeries du front de mer épousent la courbe du littoral. Elles accueillent commerces et restaurants sur près de 600 mètres.

L'anéantissement d'une grande partie de la ville lors des bombardements de 1945 explique le peu de monuments antérieurs à cette période subsistant à Royan. Faisant presque figure de miraculé, le château de Mons est l'un des quatre monuments de la ville bâtis sous l'ancien régime à être parvenu jusqu'à nous. Propriété au XVIe siècle de Pierre Dugua de Mons, l'un des premiers colonisateurs de la Nouvelle-France, ce dernier le vend en 1599 afin de financer ses expéditions. Largement remanié au cours du XVIIIe siècle, le château subit de lourds dégâts lors des bombardements de 1945. Une campagne de restauration menée par l'architecte Marc Quentin lui rend son apparence d'origine ultérieurement.
Autre édifice à avoir survécu à l'épreuve des bombes, le logis de Belmont appartient au XVIIe siècle au procureur du marquisat de Royan. Cet édifice composé d'un corps de logis précédé d'une cour quadrangulaire est sévèrement endommagé durant les bombardements.

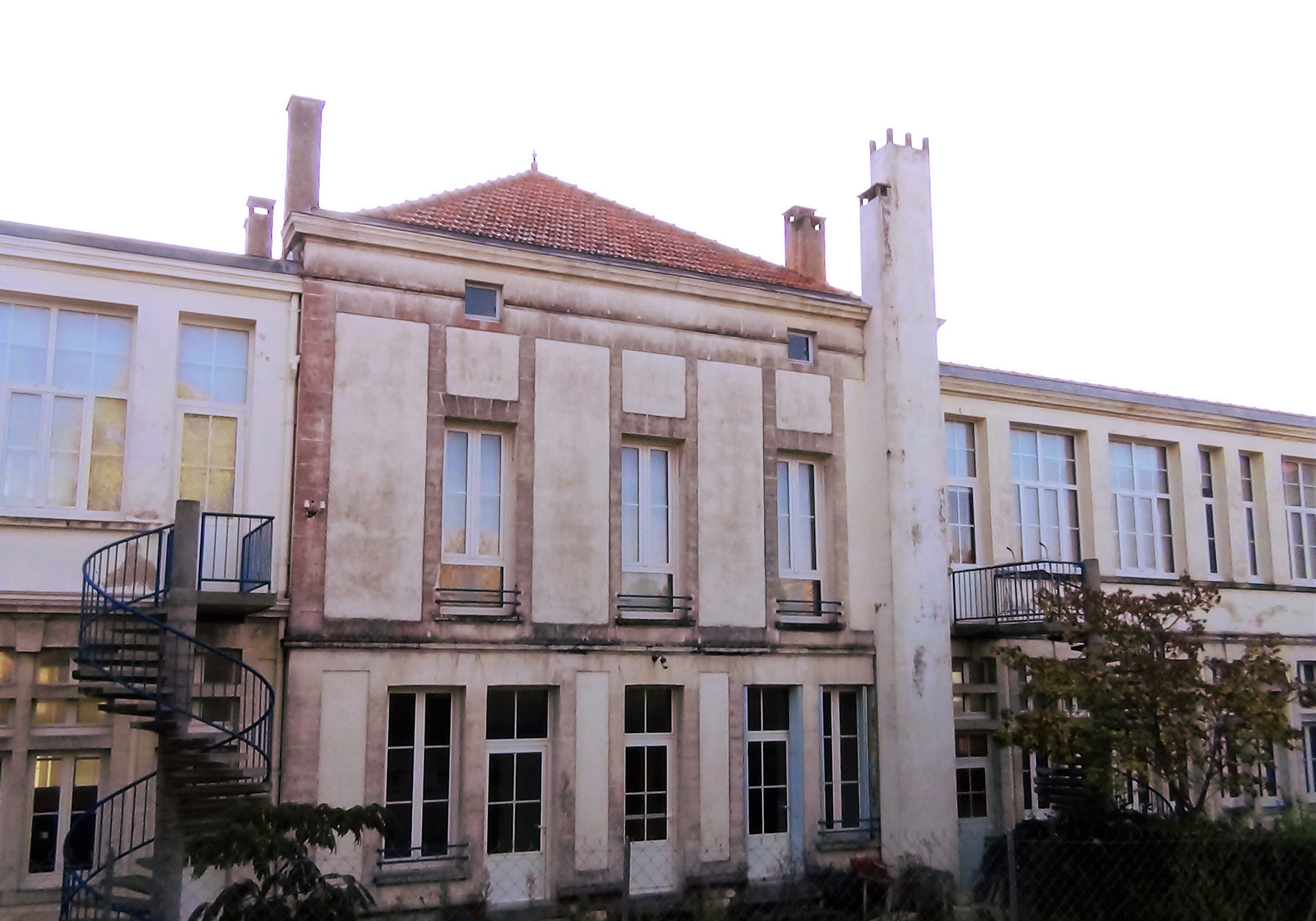
L'école Jules-Ferry.

L'école Jules-Ferry fait également partie de ces rares bâtiments d'avant-guerre, rescapés des bombardements de 1945. Construite au tout début du XXe siècle, entre 1905 et 1907 par l'entrepreneur Michel Ricoux, les travaux sont supervisés par l'architecte de la ville de Royan, Jules Bureau. Elle est lors de son inauguration une école de garçons. Aux bâtiments d'origine viendront s'ajouter des extensions au fil des ans. En 1909, le maire Auguste Rateau confie à l'architecte Albert Gaillard, la conception de la première crèche municipale de Royan, qui sera construite par le même entrepreneur, entre 1912 et 1913, qui prendra place juste à l'entrée du portail de l'école des filles. De certaines évolutions ultérieures comme la construction d'un bâtiment abritant les cantines en 1926, il ne reste rien. Ayant survécu aux désastres de 1945 qui détruisit 85 % du centre-ville, dans les années 1960, alors que la reconstruction va bon train, une rotonde, très en vogue parmi les architectes alors, sera ajoutée à l'entrée de l'école maternelle. Symbole fort de la Troisième République par sa vocation et sa modernité d'alors, sans compter son architecture et son nom, après avoir formé des générations de petits Royannais pendant 109 ans, l'école Jules-Ferry a définitivement fermé ses portes en juin 2016.

Le Palais des congrès, œuvre de l'architecte Claude Ferret.

Des grands édifices publics qui caractérisaient la station balnéaire du XIXe siècle, aucun n'a survécu. L'ampleur des destructions explique ainsi la prédominance du style moderniste à Royan. Néanmoins, la reconstruction de la ville s'effectue en deux vagues distinctes, que l'on retrouve dans l'architecture locale : un style académique, héritier des conceptions d'avant-guerre (1946-1950), et un style moderniste plus prononcé, influencé par le courant tropical alors en vogue outre-Atlantique (1950-1960). Royan doit au premier courant les immeubles du boulevard Briand (1946-1947), aux longues façades issues de la tradition classique, le front de mer (1949-1953) ou encore la gare (1946). Cependant, ces premières réalisations sont bientôt suivies par des compositions plus avant-gardistes telles que le marché central (1954), considéré comme l'un des prototypes du palais du CNIT de la Défense, le palais des congrès (1954-1957), l'ancienne gare routière (1953) et l'auditorium (1961). Œuvre caractéristique de cette période, le casino-rotonde (1960) de l'architecte Claude Ferret est finalement démoli en 1985 pour des raisons de sécurité.

### Patrimoine balnéaire

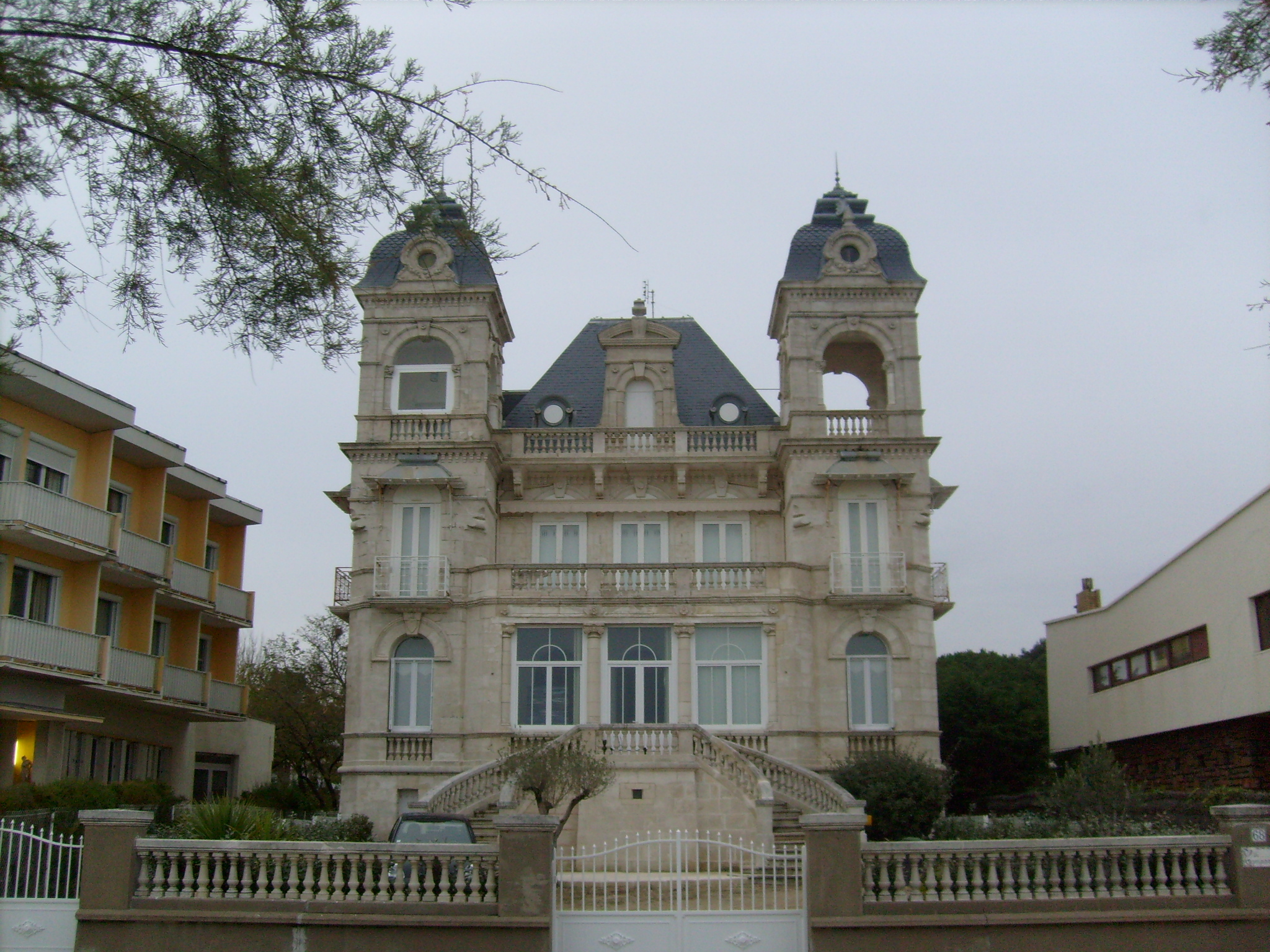
La villa « Les Campaniles » s'inspire largement de l'ancien casino de Foncillon, détruit en 1945.

De nombreuses villas balnéaires construites entre 1890 et 1930 subsistent dans les quartiers du Parc et de Pontaillac. Le boulevard Garnier, qui longe la plage de la Grande-Conche, compte de nombreux exemples de ce type d'édifices souvent très originaux.
Parmi ceux-ci, la villa « Les Campaniles », au no 68, datant de la fin du XIXe siècle, est encadrée par deux tours de style néo-baroque, s'inspirant largement de l'ancien casino de Foncillon, détruit durant les bombardements du 5 janvier 1945. Au no 100, la villa Aigue-Marine, de 1910, puise quant à elle dans l'architecture castrale, notamment par sa tour d'angle évoquant un donjon. Construite pour Léon Lehmann, l'un des fondateurs des Nouvelles Galeries, elle présente un registre faisant largement référence au classicisme français. Un peu en retrait du boulevard Garnier, dans le quartier du Parc, la villa Kosiki, construite en 1886, est l'œuvre de l'architecte Eugène Gervais. Les conquêtes coloniales et la découverte de l'art de l'Extrême-Orient inspirèrent à l'architecte des formes singulières, comme les toits rappelant des pagodes ou les descentes d'eau terminées par des têtes de dragons.

La villa « Ombre Blanche », archétype de l'architecture moderniste des années 1950.

La ville de Royan compte de nombreux autres exemples d'architecture balnéaire, mélangeant tous les styles architecturaux, depuis les castels gothiques aux formes brutes de l'architecture contemporaine, en passant par des chalets plus conventionnels, tels la villa Addis-Abeba rescapée du centre-ville. Une maison industrialisée de l'architecte Jean Prouvé, construite en 1952, est toujours visible en bord de côte[Où ?], à proximité du palais des Congrès.
Plusieurs de ces villas balnéaires sont inscrites au titre des monuments historiques, parmi lesquelles la villa Tanagra, située dans le quartier du Parc. Édifiée en 1910 pour le négociant Jules Bernery, elle est entièrement bâtie en pierre de taille. Frises et guirlandes de feuilles sculptées ornent la façade, qui s'inspire de l'architecture Louis XVI. Elles sont dues au ciseau de l'artiste Cougrand. Une série de vitraux, œuvre du maître-verrier Maurice-René Bordereau, a été posée entre 1948 et 1953.

La villa « Hélianthe » fut bâtie dans les années 1950 par l'architecte Yves Salier.

Dans un autre registre architectural, la villa Ombre Blanche, construite en 1958 en pierre et béton armé, s'inspire du cubisme. Elle est issue d'une collaboration entre l'architecte Claude Bonnefoy et l'entrepreneur Robert Taunay, à qui la maison était destinée. Sa structure est constituée d'un soubassement en grès rouge sur lequel repose le bloc du premier étage, qui constitue l'espace habitable, largement ouvert sur l'océan. Celui-ci déborde largement à l'est et à l'ouest, reposant sur une série de poteaux en fonte.
La villa Hélianthe constitue un autre exemple d'architecture contemporaine originale. Bâtie dans les années 1950 par l'architecte Yves Salier, elle forme un arc de cercle épousant la parcelle d'angle qu'elle occupe. Les structures porteuses se réduisent à une série de piliers soutenant trois dalles de béton, permettant de dégager un important volume intérieur, tandis que les façades écrans présentent une alternance de murs pleins et ajourés, de claustras et de larges baies. L'ensemble est surmonté d'un toit-terrasse gravillonné.
À proximité du palais des congrès, la résidence Foncillon est un ensemble de taille moyenne édifié entre 1950 et 1959 par l'architecte Louis Simon. Elle s'articule autour d'un auvent trapézoïdal faisant la liaison entre deux blocs symétriques.

### Patrimoine religieux

L'église Notre-Dame de Royan, œuvre majeure de l'architecte Guillaume Gillet.

Le patrimoine religieux de la commune témoigne de quatre époques différentes de l'histoire royannaise : le Moyen Âge, les persécutions religieuses, la Belle Époque et la reconstruction d'après-guerre. Fondée au XIe siècle, l'église Saint-Pierre est le plus ancien édifice de la ville. Au Moyen Âge, elle était le siège de la paroisse du même nom, distincte du bourg fortifié de Royan alors cantonné à la falaise de Foncillon. Celui-ci avait alors sa propre église ; consacrée à saint Nicolas, cette dernière fut détruite en même temps que la citadelle, sans jamais être relevée. L'église Saint-Pierre forme un ensemble composite dominé par le style roman. Gravement endommagée durant les bombardements de 1945, des raisons économiques expliquent la présence d'un portail en béton armé et des voûtes aux formes irrégulières.
Témoignage de l'époque des persécutions religieuses et de ce que l'histoire a retenu sous le nom d'« église du désert », le temple de Maine-Geoffroy est l'une des rares maisons d'oraisons de Saintonge à ne pas avoir été démolie. Son édification intervint à l'initiative du pasteur Louis Gibert, figure éminente du protestantisme local.

Le centre protestant de Royan, édifice moderniste à l'architecture épurée, œuvre des architectes Hébrard, Baraton et Bauhain.

Au XIXe siècle, le développement de la station balnéaire explique la construction d'une première église dédiée à Notre-Dame. Localisée à proximité de l'actuelle place Charles-de-Gaulle, elle disparut entièrement lors des bombardements. Autre témoignage de l'architecture religieuse du XIXe siècle, l'église Notre-Dame-des-Anges est caractéristique du style néogothique alors en vigueur. Située dans le quartier périphérique de Pontaillac, sa position excentrée explique qu'elle n'ait pas souffert des bombardements.
Cependant, dans le domaine de l'architecture religieuse comme dans le domaine de l'architecture civile, Royan est principalement marquée par les influences modernistes.
Le principal édifice de la ville est l'église Notre-Dame, édifiée en trois ans par les architectes Guillaume Gillet et Marc Hébrard, en collaboration avec les ingénieurs Bernard Laffaille, René Sarger et Ou Tseng. S'inspirant de l'esthétique des cathédrales gothiques, elle est souvent considérée comme un monument emblématique de l'architecture de l'après-guerre.
Parmi les autres édifices religieux de la ville témoignant du courant moderniste figure le temple protestant, dont les lignes épurées sont l'œuvre des architectes Marc Hébrard, René Baraton et Jean Bauhain. De même, l'église Notre-Dame-de-l'Assomption porte la marque d'un courant architectural teinté d'académisme qui caractérisa les premières années de la reconstruction. S'élevant dans le quartier du Parc, elle se distingue par un tympan formé de céramiques polychromes.
Enfin, la chapelle Saint-Jean est le lieu de culte du quartier de Marne-Yeuse, dans la partie orientale de l'agglomération.

### Aux alentours

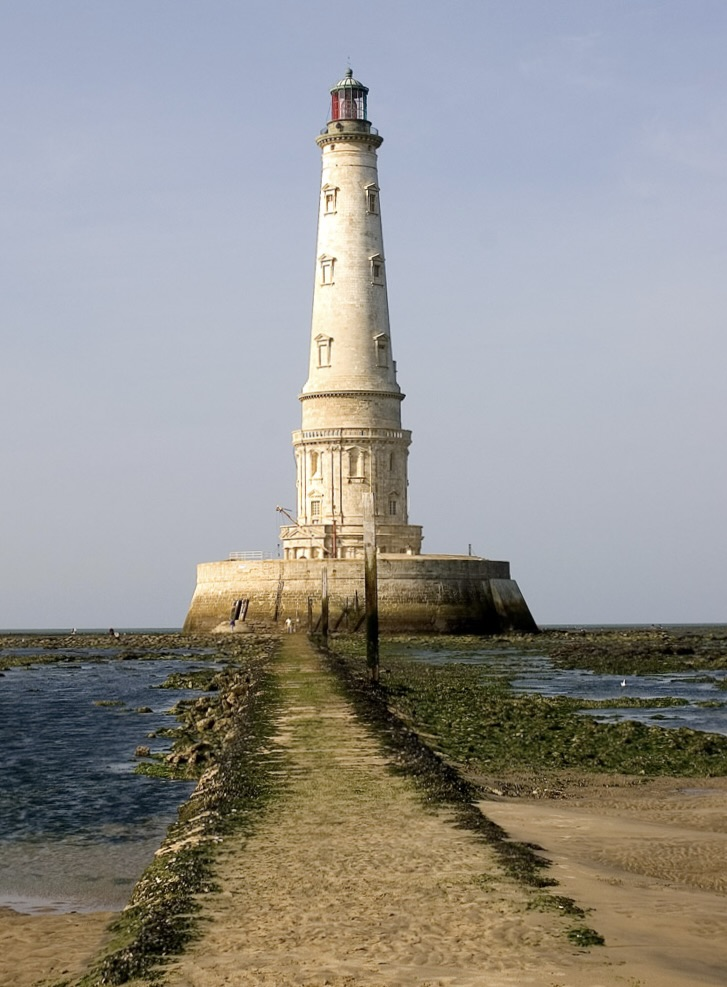
Le phare de Cordouan, plus ancien phare de France, est situé au large de Royan.

La Charente-Maritime, deuxième destination touristique française, possède de nombreux monuments et sites naturels touristiques au sein du pays royannais ou à proximité immédiate.
Parmi les plus connus, citons notamment le zoo de la Palmyre, l'un des parcs zoologiques les plus fréquentés de France. Situé à une dizaine de kilomètres de Royan, il s'étend sur près de 14 hectares.
Au large de Royan s'élève le phare de Cordouan. Situé sur un îlot rocheux bordé par l'estuaire de la Gironde, cet édifice du XVIIe siècle est le plus ancien phare de France. Il est l'un des premiers monuments à être classé monument historique en 1862.
Le pays royannais accueille également deux villages labellisés comme « Plus Beaux Villages de France » : Talmont-sur-Gironde et Mornac-sur-Seudre. Ces derniers sont tous deux des villages médiévaux fréquentés.
De même, plusieurs villages de la périphérie royannaise sont inclus dans le « Circuit des églises romanes ». Cet itinéraire met à l'honneur plusieurs églises considérées comme des fleurons du patrimoine local.
Enfin, le site archéologique du Fâ abrite les ruines de la cité antique de Novioregum.

## Équipements et services

### Transports urbains

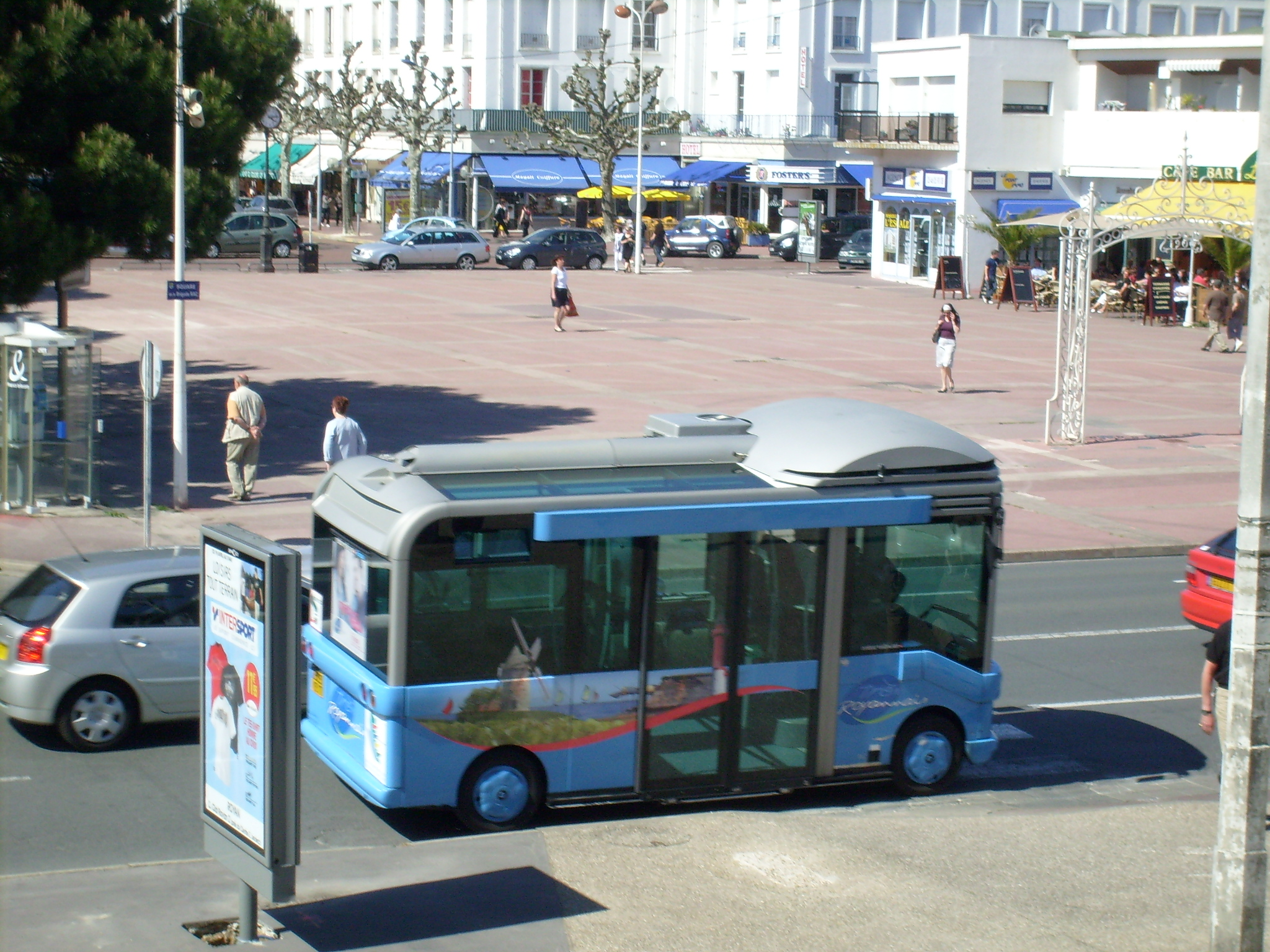
Bus et minibus constituent la base d'un réseau de transports urbains rebaptisé « Cara'Bus » en 2008.

La ville inaugure son premier réseau de transports urbains en 1890, sous l'impulsion du maire Frédéric Garnier. De 1890 à 1945, le tramway de Royan permet de relier le centre-ville aux principales communes de l'agglomération via un réseau de près de 16 kilomètres géré par deux compagnies : la société Decauville d'une part, la société du tramway de la Grande-Côte à Royan d'autre part. Ce réseau n'est pas épargné par les bombardements de 1945 et est totalement abandonné lors de la reconstruction de la ville, à une époque où ce mode de transport apparaissait comme dépourvu d'avenir.
Les transports urbains de la ville sont aujourd'hui principalement composés de navettes de bus desservant l'ensemble de la communauté d'agglomération. Auparavant géré partiellement par la société Aunis & Saintonge, puis par la société Keolis littoral, le réseau est exploité depuis septembre 2008 par la société Veolia Transport qui a rebaptisé le service « Très Royannais » en « Cara'Bus » en septembre 2008.
Le 2 janvier 2006, la municipalité met en service un réseau de minibus se voulant innovant de par leur caractère écologique. Ces navettes de type « hybride » (électrique et diesel) ou diesel tirent parti de leur petite taille pour circuler plus aisément au milieu d'une circulation parfois dense, mais leur petite taille, présentée comme un avantage, est parfois source de saturation du réseau, particulièrement en période estivale. Ces véhicules sont tous équipés de planchers bas et de rampes dépliantes, afin de faciliter l'accès aux personnes à mobilité réduite.
Il est possible, sur certaines parties de l'itinéraire, de monter ou descendre à la demande.
Le nouveau réseau de transports urbains de l'agglomération royannaise a été mis en service le 5 janvier 2009. Auparavant limité à trois lignes desservant quelque cinquante stations, le réseau Cara'Bus totalise dès sa création dix lignes de bus régulières reliant quelque 130 stations, auxquelles s'ajoutent trois lignes supplémentaires en période estivale. L'extension du réseau, conçue pour offrir une meilleure couverture du territoire, permet de relier seize communes de la grande périphérie royannaise.

### Établissements scolaires

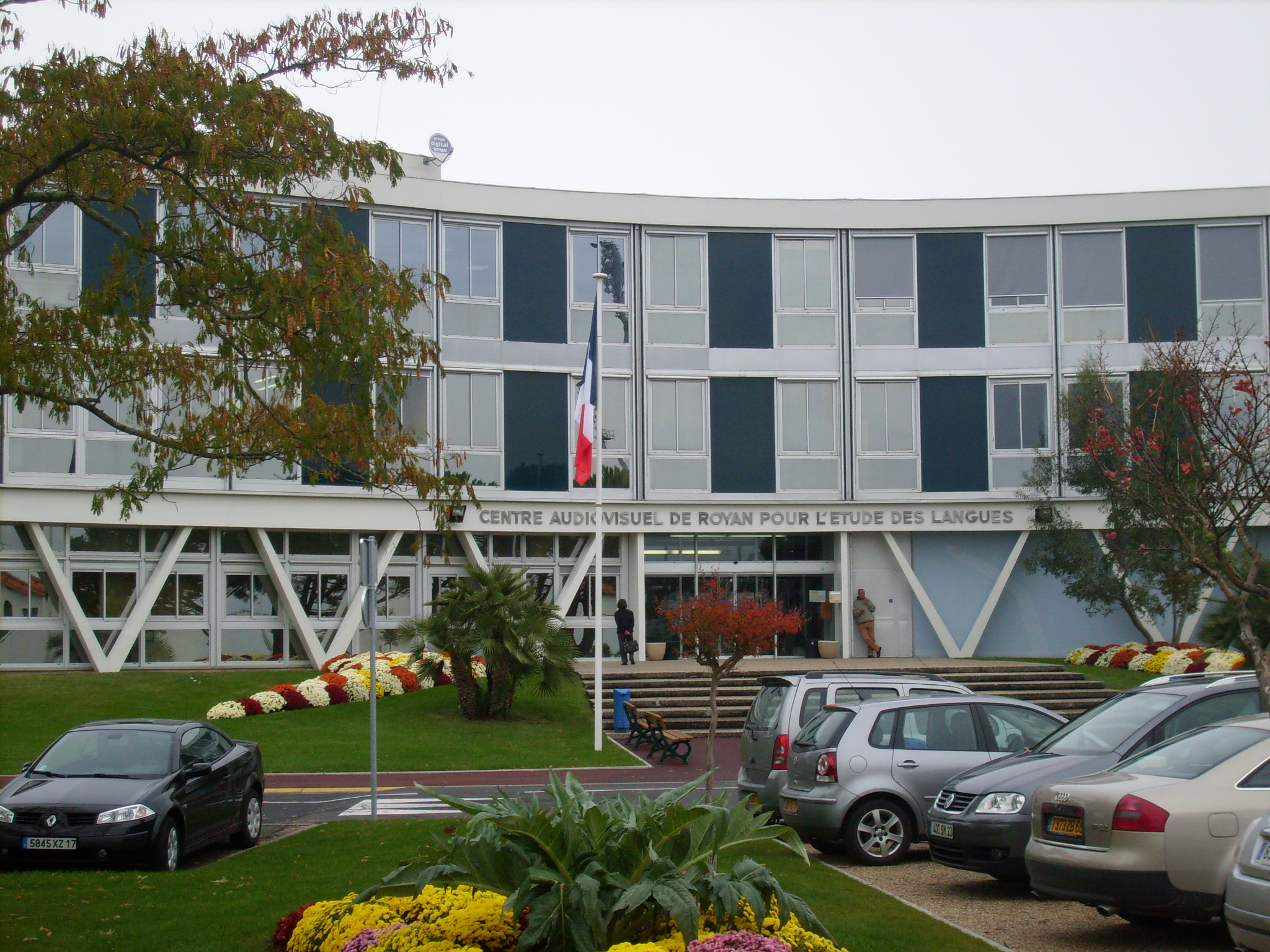
Le CAREL, centre pionnier dans l'étude des langues, est le seul établissement d'enseignement supérieur de la ville.

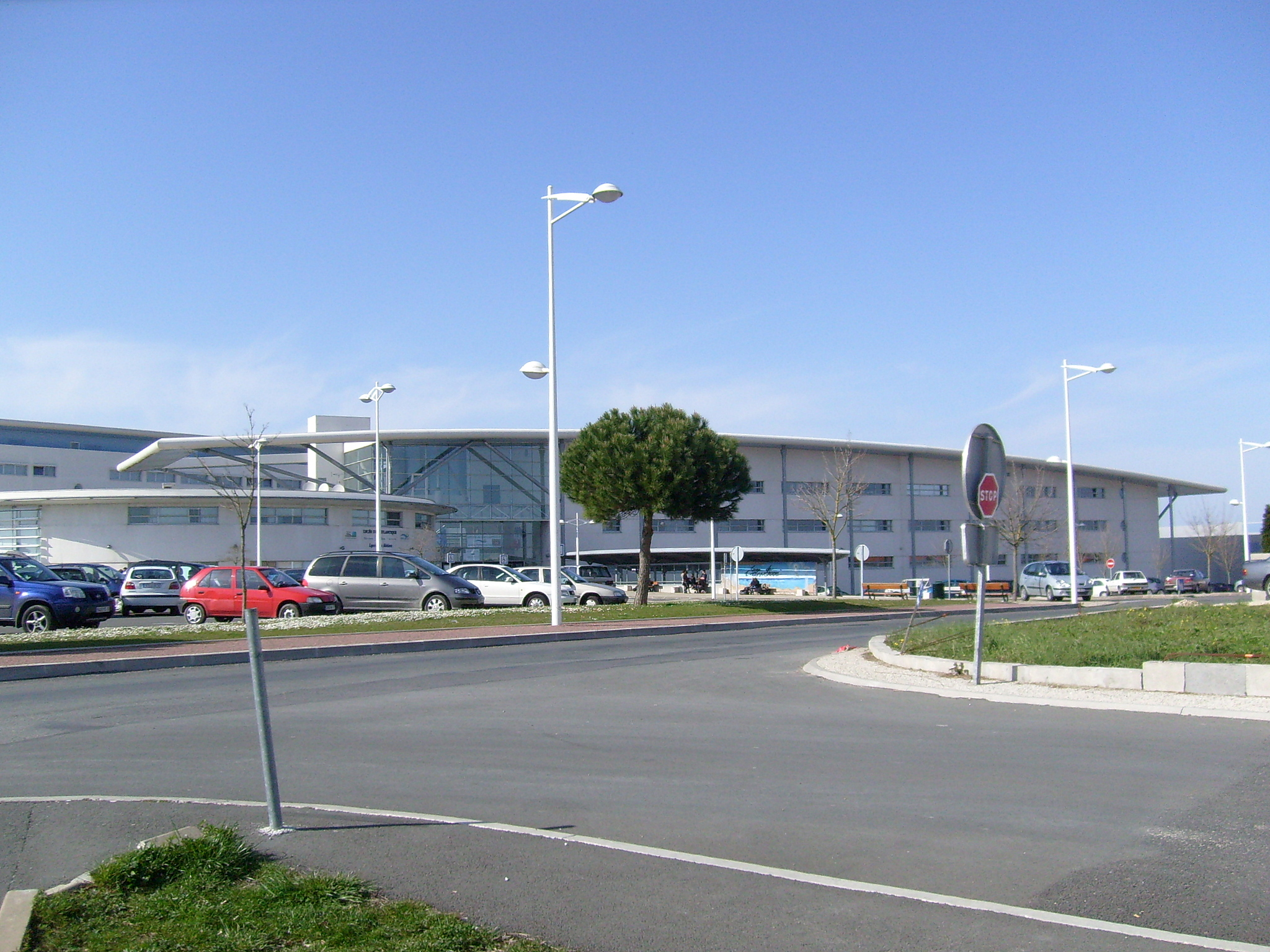
Le lycée de l'Atlantique.

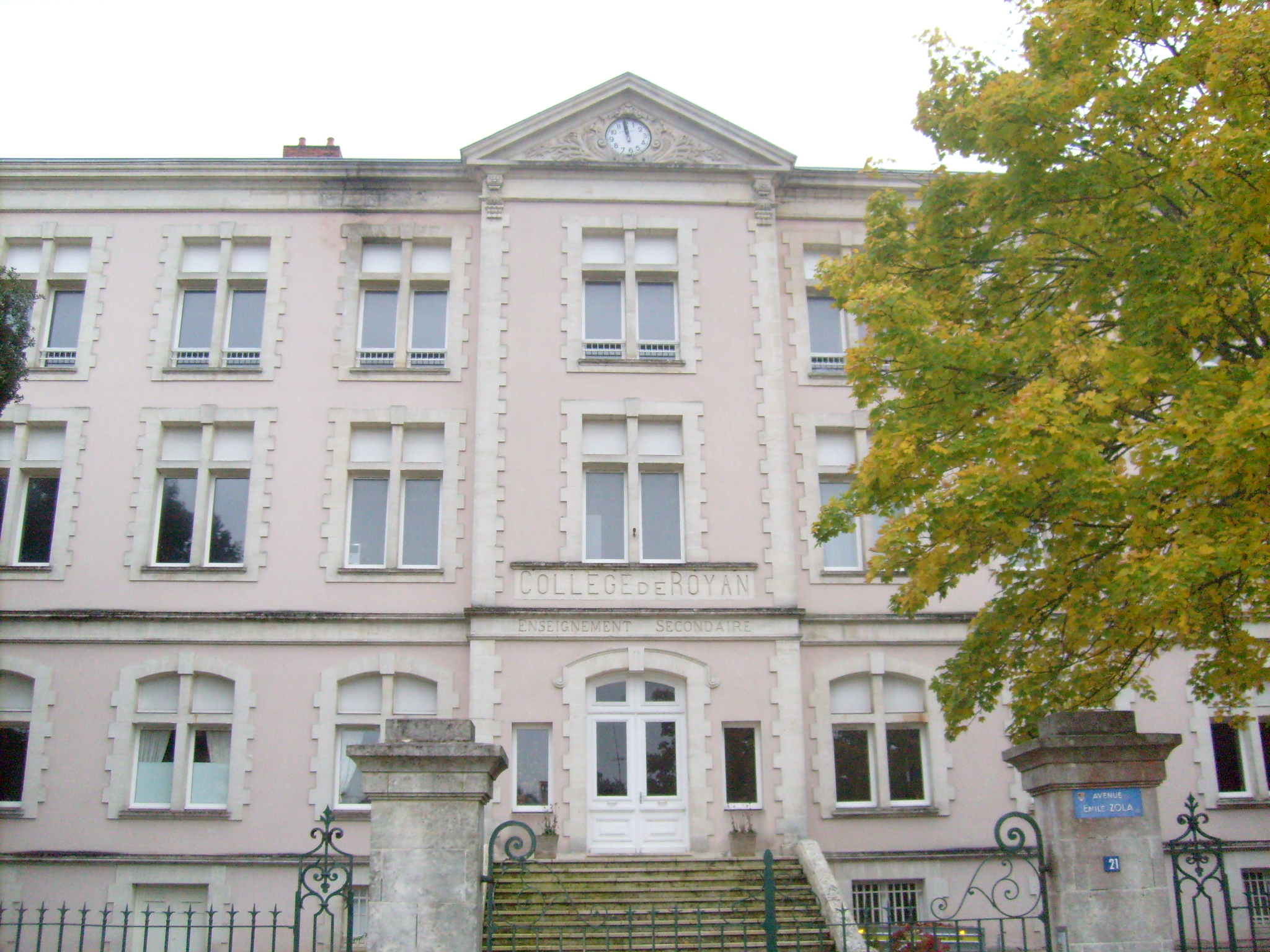
Le collège Émile-Zola, plus ancien établissement d'enseignement secondaire de Royan.

Royan est située dans l'académie de Poitiers.

#### Enseignement primaire
La commune possède quatre groupes scolaires, regroupant les élèves des écoles maternelles et élémentaires.
L'école Louis-Bouchet, située à proximité de l'église Notre-Dame, porte le nom de l'un des principaux organisateurs de la Résistance durant l'occupation allemande de la ville.
Au cœur du quartier du Parc, se trouve l'école de la Clairière, tandis que le quartier voisin de Marne-Yeuse abrite l'école de l'Yeuse. Ce nom désigne le chêne vert en langue saintongeaise, un arbre que l'on retrouve souvent dans le tapis végétal de la Saintonge littorale.
Enfin, à l'écart du centre-ville, l'école de Maine-Geoffroy (rebaptisée le 25 octobre 2008 groupe scolaire Jean-Papeau) se trouve dans un des anciens faubourgs de Royan. Une école élémentaire privée est située dans le quartier de Belmont : l'école Sainte-Marie Saint-Jean-Baptiste. Celle-ci fonctionne en étroite relation avec le collège Sainte-Marie Saint-Jean-Baptiste qui lui est attenant.
Une cinquième école, L'école Jules-Ferry, l'une des plus anciennes de la commune avec des bâtiments typiques de l'architecture du XIXe siècle, qui ont échappé aux bombardements dévastateurs de 1945, a été fermée en juin 2016.

#### Enseignement secondaire
L'agglomération compte trois collèges. Deux d'entre eux sont publics : le collège Émile-Zola et le collège Henri-Dunant.
Le collège Émile-Zola, situé dans le quartier du Parc, est le plus ancien établissement d'enseignement secondaire de la ville. Occupant un emplacement prévu originellement pour abriter un casino, ses parties les plus anciennes furent construites entre 1905 et 1907. Il conserve une façade monumentale dotée d'un avant-corps central surmonté d'un fronton triangulaire, œuvre de l'architecte Jules Bureau. La structure originale, composée d'un bâtiment en équerre, a été complétée par diverses extensions dans les années 1920, puis dans les années 1960 et 1990.
Le collège Henri-Dunant fut construit au moment de la grande campagne de reconstruction de la ville sur un site à proximité des marais de La Triloterie. Ce bâtiment à structure métallique de type « Pailleron » fut dévasté par un incendie criminel le 25 avril 1999. Un nouveau bâtiment fut édifié sur un terrain à l'ouest de la commune, à plusieurs kilomètres du site initial : il accueille les élèves depuis 2002. Enfin, le collège Sainte-Marie Saint-Jean-Baptiste est un établissement secondaire catholique situé dans le quartier de Belmont.
La ville de Royan est également équipée de deux lycées : le lycée Cordouan et le lycée de l'Atlantique. Le premier est un établissement d'enseignement général et technologique situé dans le quartier de La Triloterie. Si ses parties les plus anciennes remontent à l'immédiat après-guerre (notamment l'internat, œuvre de l'architecte Guillaume Gillet), une partie du bâtiment a été rénovée à la fin des années 1990. Son patrimoine compte deux toiles importantes d'Olivier Debré. En plus de l'enseignement général, il est possible d'y préparer un BTS animation et gestion touristiques locales.
Le lycée de l'Atlantique est quant à lui consacré à l'enseignement professionnel. Il se compose d'une structure complexe mêlant béton, verre et acier. Construit à la fin des années 1990 pour regrouper les anciens lycées Champlain et Curie, il domine les marais de Pousseau et constitue l'une des principales infrastructures du nouveau lotissement des Rullas. Il est possible d'y préparer des formations allant du CAP au BTS ; les locaux du lycée abritent par ailleurs l'antenne locale du GRETA.

#### Enseignement supérieur
La ville abrite également un établissement d'enseignement supérieur : le centre audiovisuel de Royan pour l'étude des langues (CAREL), qui est un centre pionnier dans l'enseignement des langues par les technologies audiovisuelles de pointe, ouvert en 1966.
Il est fréquenté par des milliers d'étudiants[évasif] issus de près de 80 pays, et se compose de 20 salles audiovisuelles insonorisées, de 4 laboratoires de langue, d'un auditorium, d'une bibliothèque, d'un studio de télévision et d'un self-service pour les étudiants. Il prépare aux examens du DALF, DELF, TCF et TFI.

### Sports

La piscine couverte de Royan appartient au complexe sportif du Stade d'honneur.

Les tribunes du Stade d'honneur, réalisation moderniste en béton armé, œuvre de l'architecte Claude Bonnefoy. La relative austérité de ses lignes s'explique par le fait qu'il demeure inachevé.

#### Équipements sportifs
Le principal stade de la ville est le Stade d'honneur, situé à proximité de la gare. Dessiné par l'architecte Claude Bonnefoy, ce complexe sportif demeure inachevé, les plans d'origine comprenant un vélodrome et plusieurs salles annexes prévues pour faire le lien avec la piscine municipale.
Ce stade est souvent le lieu choisi par les Girondins de Bordeaux pour leurs matchs amicaux estivaux (contre l'OGC Nice en 2007 ou Villarreal en 2009). Royan compte de nombreux autres équipements sportifs, parmi lesquels une piscine couverte, plusieurs gymnases, une salle omnisports, plusieurs courts de tennis (le garden tennis, en bord d'océan, propose 14 courts en terre battue dont 3 couverts et le tennis de l'Orangerie, dans le quartier du Parc, propose quant à lui huit courts), un fronton de pelote basque, un terrain de rugby et un golf.
Une halle aux sports, s'inscrivant dans le périmètre du « campus » du lycée Cordouan, a été édifiée entre 2009 et 2011. Inauguré le 21 juin 2011, ce complexe sportif, d'une capacité de 500 places, devrait permettre l'accueil de compétitions et de manifestations sportives de niveau régional et national.
Un circuit de karting (KFM - Circuit de la Côte de Beauté) se trouve rue d'Arsonval. Un hippodrome, un centre équestre et un golf de 18 trous, se trouvent en périphérie de la ville, à La Palmyre, sur la commune des Mathes.

#### Les clubs
Depuis le 14 avril 2000, le Royan océan club omnisports est devenu l'Union Royan océan club omnisports, généralement abrégé en ROC. Elle regroupe 34 associations sportives qui ont leurs statuts propres et sont juridiquement et financièrement indépendantes. Elles proposent aïkido, athlétisme, basket-ball, boxe, cyclisme, escrime, football, golf, gymnastique, haltérophilie, handball, handisport, judo, karaté, natation, pelote basque, plongée, roller, rugby, squash, tennis, tir sportif, tir à l'arc, volley-ball et enfin VTT.
Le club de football de la ville est de niveau régional et se nomme le Royan Vaux Atlantique FC ou Royan Vaux AFC.
Le bâtiment de la station nautique est implanté à proximité du parc du front de mer. Ses locaux abritent la société des régates de Royan, gestionnaire du club de voile local. Ce dernier est devenu en 2007 le deuxième club de voile de la région Poitou-Charentes en nombre d'adhérents.
Un club de surf est également implanté dans la commune, au niveau de la plage de Pontaillac.

#### Événements
Le club de tir les Mouettes a un licencié célèbre : Franck Dumoulin, champion olympique à Sydney en 2000 et multiple champion du monde.
Le tour de France à la voile a fait escale à plusieurs reprises à Royan : en 2005, 2007, 2008 et 2010. Le lycée Cordouan est par ailleurs le seul en France à proposer une option voile au baccalauréat.
L'espace squash de Royan, et ses sept courts, a accueilli en 2007 les championnats d'Europe de la discipline.
Le tour de France cycliste a fait étape de nombreuses fois à Royan : en 1937, 1938, 1939, 1958, 1966, 1968 et 1972 avant de traverser la Ville en 2020.
Depuis 1977 a lieu chaque année en pays royannais, le rallye Dunes et Marais, comptant pour le championnat de France tout-terrain. Le départ de la première étape a lieu traditionnellement au mois d'octobre sur la place Charles-de-Gaulle.
La ville accueille, depuis 2008, les 48 heures de Royan, course d'ultra-endurance sur plusieurs jours. L'événement se déroule dans le stade d'honneur et réunit chaque automne une centaine de compétiteurs.

#### Loisirs
Le port de Royan est le point de départ du sentier de grande randonnée GR 4 qui traverse toute la France pour rejoindre Grasse dans les Alpes-Maritimes.
La commune possède trois clubs de bridge dont celui du Garden dont Jean-Christophe Quantin est en 2008 en tête du classement établi par la Fédération française de bridge (FFB).

### Espaces verts

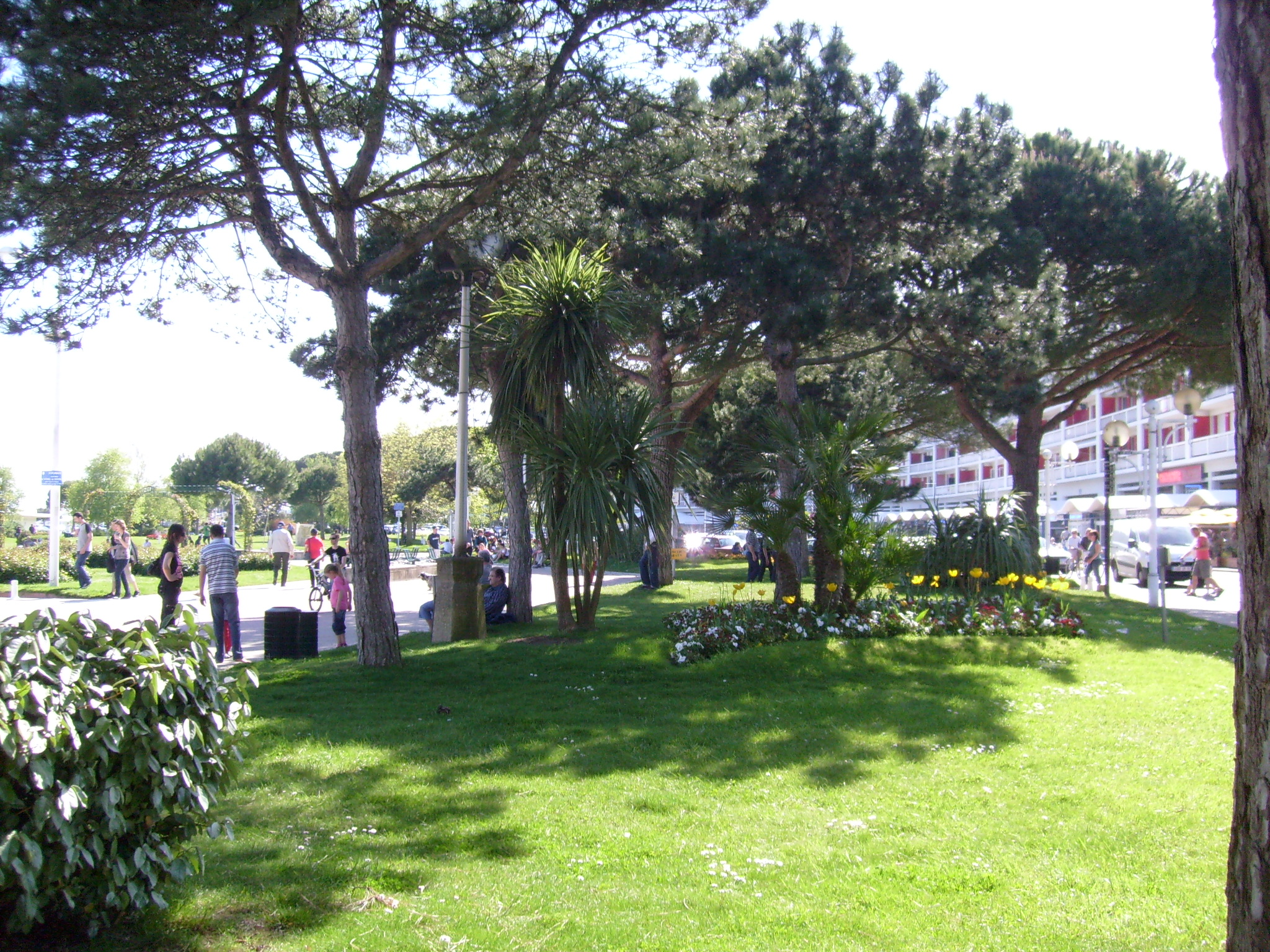
Promenade du front de mer à Royan.

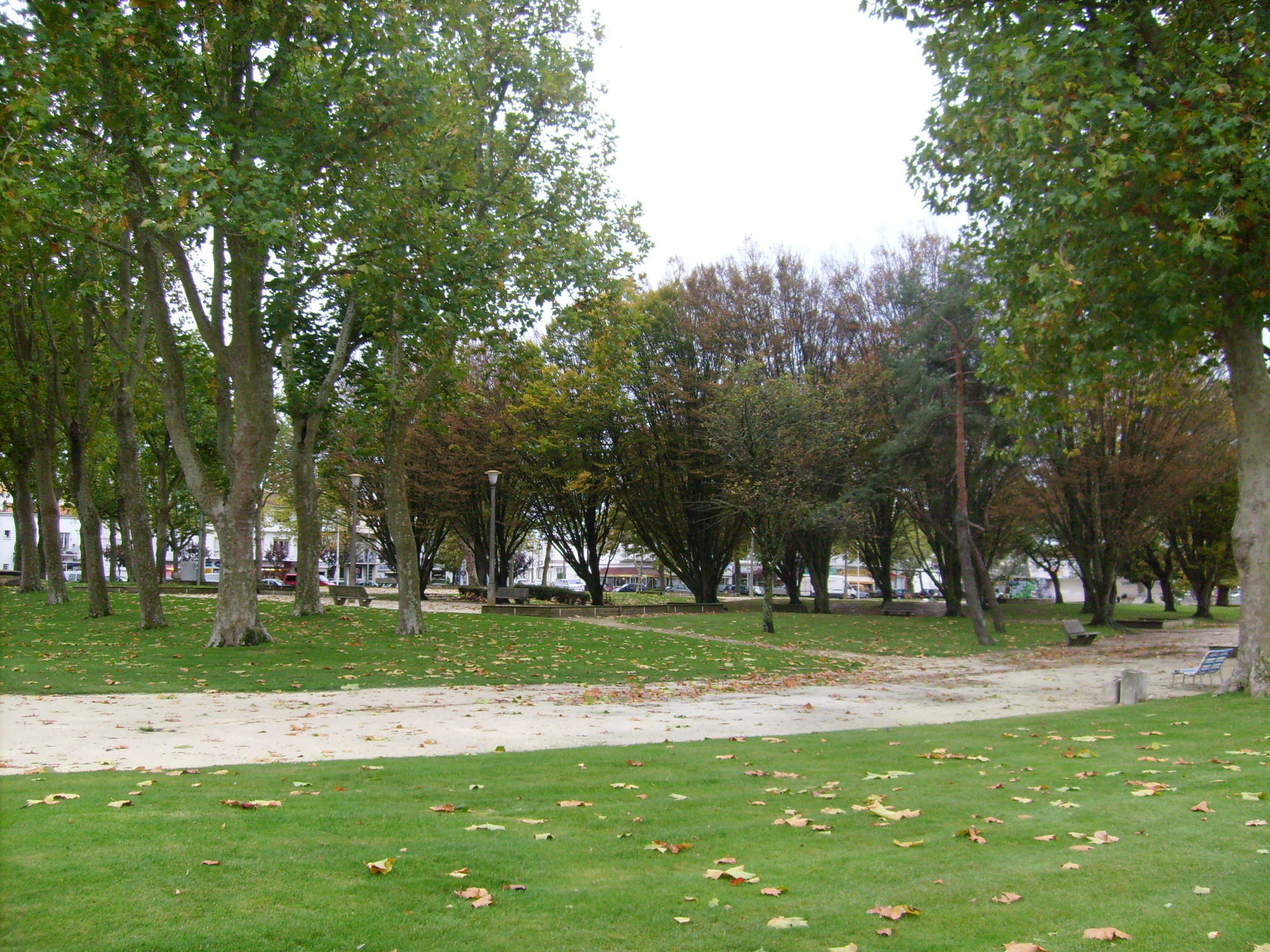
Le jardin public de la « Tache verte ».

Le service des espaces verts de la municipalité de Royan, créé en 1960, est dirigé par Bernard Gauché, chevalier de l'ordre du Mérite agricole et meilleur ouvrier de France. Le service gère 86 hectares d'espaces communaux (surfaces sportives comprises), auxquels il faut ajouter 61,5 hectares d’aérodrome. Parmi les espaces verts se trouvent de nombreux squares répartis sur toute la commune.
Un portique en fer forgé marque l'entrée du jardin public du quartier du Parc, un espace planté de pins maritimes et de palmiers. Autre poumon vert de la ville, la promenade du Front de mer est située à l'emplacement de l'ancien casino (démoli en 1986), non loin du port de plaisance. Cet espace vert planté de pins parasols et agrémenté de massifs, abrite également le centre de voile.
Dans son prolongement se trouve le square du 8 mai 1945 où se dresse un mémorial dédié aux victimes de la shoah.
Au centre de l'agglomération, le jardin public de la « Tache verte » s'inscrit dans le prolongement du marais de Pousseau. Conçu pour être le poumon vert de Royan lors de l'établissement des plans de reconstruction de la ville, il est en attente de réaménagement. Un skatepark a rejoint le boulodrome qui y était implanté de longue date.
Le parc de la Métairie, situé à proximité du boulevard de la Perche, est également un lieu de promenade très apprécié pour sa fraîcheur, due à la présence d'un lac, héritage des anciens marais de Pontaillac.
Royan fait partie des villes et villages fleuris quatre fleurs depuis 1991. La ville a remporté le « Grand prix national de fleurissement » en 1997.

### Santé

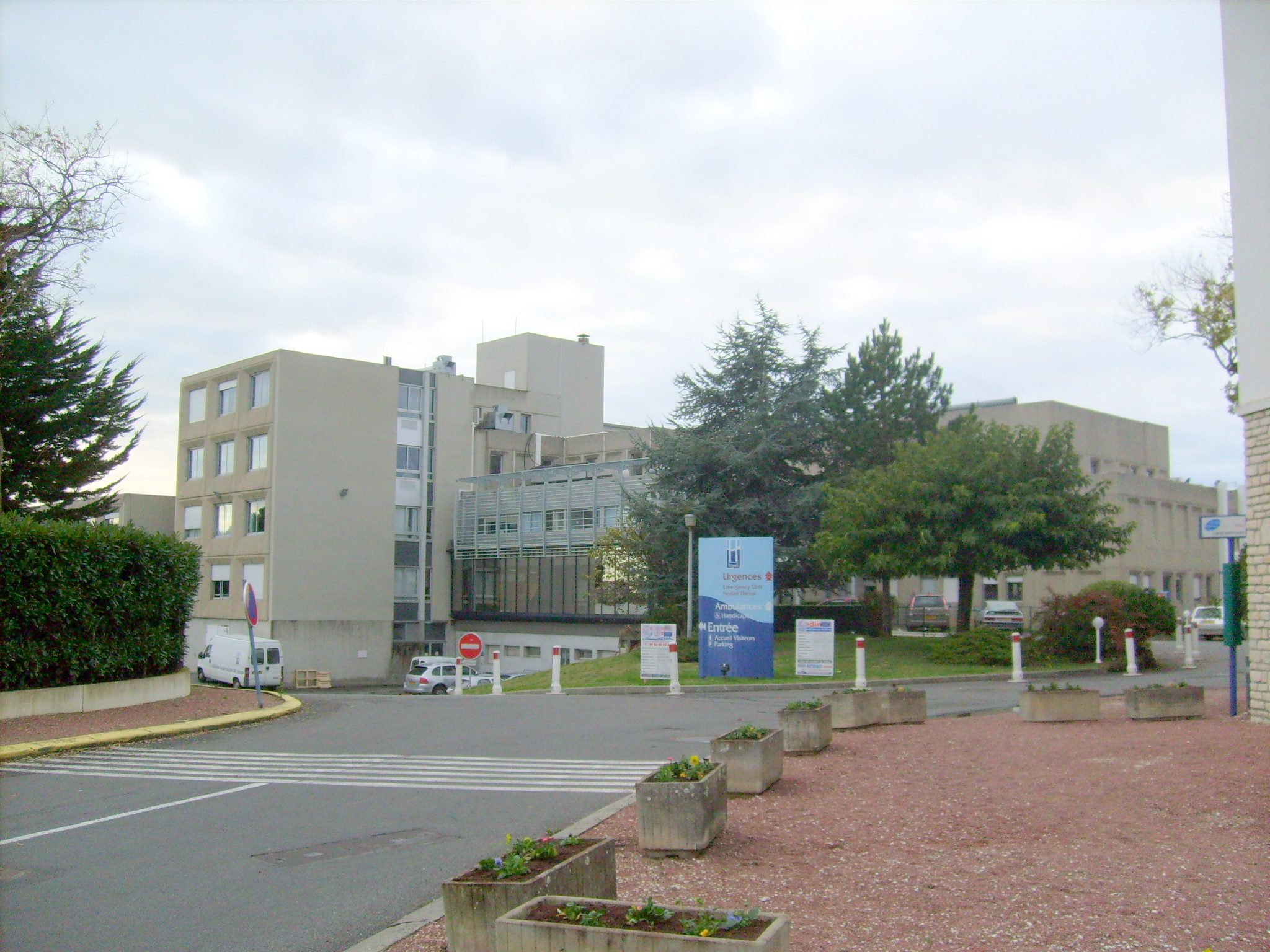
L'entrée principale du centre hospitalier de Royan.

Royan possède un centre hospitalier comprenant 171 lits répartis dans les différents services (urgences, réanimation, cardiologie, médecine interne, longs séjours, maison de retraite, centre de dépistage anonyme, soins de jour). En 2008, l'équipe médicale du centre hospitalier était composée de 54 médecins et de 617 agents, dont 137 infirmières.
Une extension du centre hospitalier a été validée dans le cadre du plan hôpital 2012. Une nouvelle aile consacrée aux soins de suite et de réadaptation (SSR) est toujours en cours d'étude.
La ville est également équipée d'une clinique privée. Celle-ci est équipée d'un bloc opératoire formé de neuf salles et d'une maternité. La clinique fera l'acquisition début 2009 d'un scanner.
Royan compte aussi un établissement hospitalier de type soins de suite et de réadaptation (SSR) spécialisé en addictologie. Il s'agit d'un lieu de travail psychothérapeutique où séjournent durant six semaines 50 patients décidés à régler leurs problèmes d’addictologie.
Un centre de thalassothérapie est également implanté en bordure de mer.
La plupart des spécialités médicales sont représentées.

### Équipements touristiques

#### Le parc Planet Exotica

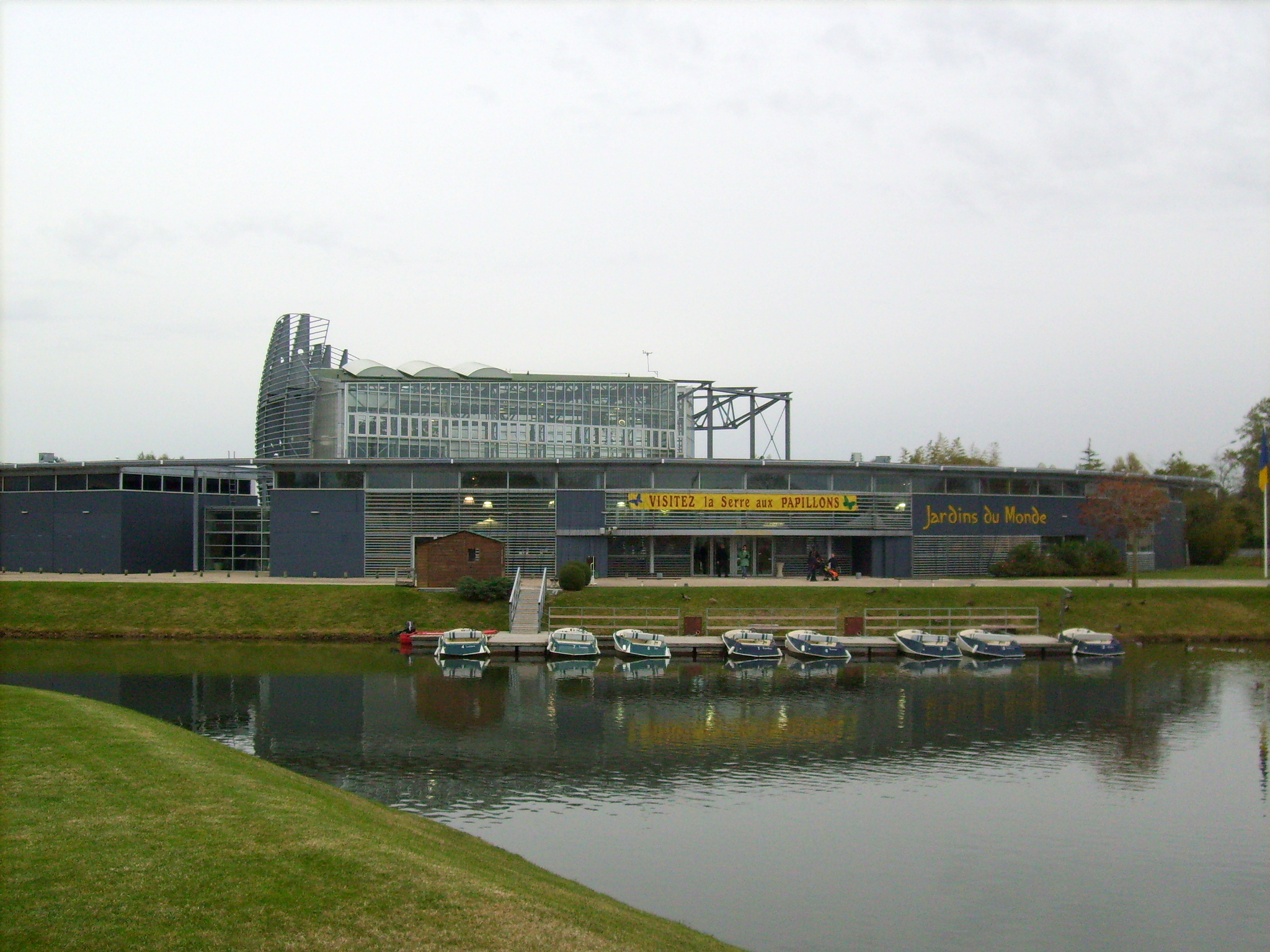
L'entrée du parc Planet Exotica, fréquenté annuellement par près de 100000 personnes.

Le parc Planet Exotica est un vaste ensemble de 7,5 hectares situé en bordure du marais de Pousseau, au nord de la ville. Différents écosystèmes y ont été reconstitués, depuis le jardin japonais, inspiré par les traditions bouddhistes et shintoïstes, au parc méditerranéen où se côtoient lavande, palmiers et autres lauriers-roses, autour d'un imposant olivier âgé de près de 1 800 ans originaire de la région de Valence, en Espagne. Celui-ci, nommé Calig, du nom de son village d'origine, pèse presque 15 tonnes pour une circonférence de 7 mètres.
Au centre du parc, plusieurs serres abritent, sur environ 700 mètres carrés, une magnifique collection de bonsaïs et d'orchidées issues du monde entier, tandis que les marais environnants ont été partiellement aménagés en promenade qu'il est possible de parcourir à pied ou en barque, afin de pouvoir mieux appréhender la faune et la flore du marais.
La fréquentation des jardins du monde atteint environ 100 000 personnes par an (97 130 visiteurs en 2007). Pour autant, handicapé par un important déficit, le parc voit son avenir sérieusement remis en question au printemps 2011, lorsque la régie chargée de sa gestion n'est plus en mesure de payer les salaires du personnel. En dépit de cette situation alarmante, la société Flore sciences nature décide de se porter au secours du parc botanique. Le 26 mars 2012, elle signe avec la ville de Royan une convention d'occupation temporaire du domaine public portant sur une durée de 25 ans.

#### Le casino de Royan

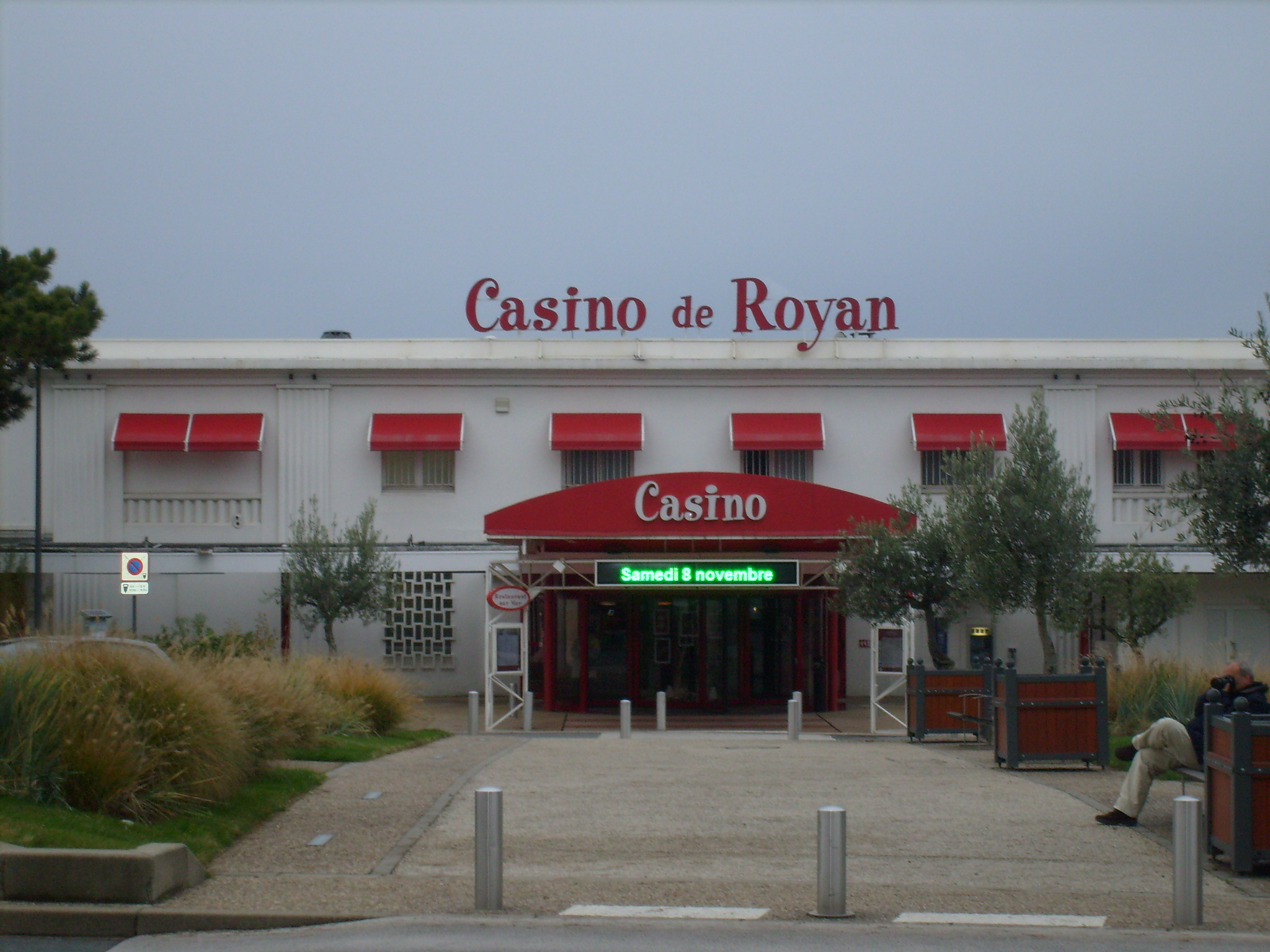
Le casino de Royan est situé dans le quartier de Pontaillac.

Succédant à un premier café-restaurant édifié en 1880, un nouvel établissement de loisirs est implanté sur la plage de Pontaillac dès 1902. Connu sous le nom de « La Restauration », il est le rendez-vous de la « haute société » qui vient y prendre le thé à la sortie des bains. Au cours des années 1930, le bâtiment en bois est reconstruit en béton, tout en conservant une structure sur pilotis et des verrières donnant sur le large. Prenant dès lors le nom de « Sporting », il est tout à la fois un casino et un débit de boissons. Échappant aux bombardements de 1945, il devient un lieu très prisé de la ville, accueillant de grandes vedettes de la chanson dans les années 1960 : ainsi se produiront sur sa scène des artistes tels que Jacques Brel, Yves Montand, Sacha Distel, Georges Brassens, Henri Salvador ou encore Line Renaud. Devenu l'unique casino de l'agglomération après la destruction du casino de Claude Ferret en 1986, il est repris par le groupe Lucien Barrière cette même année.
Employant une centaine de personnes, le casino de Royan accueille un bar, deux restaurants, une discothèque, une salle de machines à sous et un salon de jeux.
Le casino était 44e au classement du produit brut des jeux en 2007.

## Vie locale

### Lieux de culte
La commune est équipée de lieux de culte catholiques, protestant (réformé, baptiste, évangélique) et bouddhique.
Royan appartient au diocèse catholique de La Rochelle et Saintes, lui-même rattaché à la province ecclésiastique de Poitiers depuis 2002. Elle est le siège d'un doyenné qui regroupe quatre secteurs pastoraux : Sainte-Marie en Saintonge, Saint-Hilaire en pays Royannais, Notre-Dame de l'Estuaire et Notre-Dame-L'Assomption. Ce dernier regroupe les cinq paroisses catholiques de Royan intra-muros (Notre-Dame, Saint-Pierre, Notre-Dame-de-l'Assomption, Notre-Dame-des-Anges, Saint-Jean) ainsi que quatre paroisses de communes environnantes.
Depuis quelques années, les paroisses Saint-Jean de Royan et Saint-Pierre-ès-Liens de Médis ont fusionné en une seule entité, les offices étant célébrés en alternance à la chapelle Saint-Jean et à l'église Saint-Pierre-ès-Liens de Médis.
- Église Notre-Dame, avenue des Congrès ;
- Église Notre-Dame-de-l'Assomption, avenue Émile-Zola ;
- Chapelle Notre-Dame-des-Anges, avenue de Paris de Pontaillac ;
- Église Saint-Pierre, rue du Clouzit ;
- Chapelle Saint-Jean, boulevard de la Marne ;
- Temple protestant, rue d'Aunis, accueille chaque dimanche les offices de l'Église réformée ;
- Église baptiste célèbre ses offices dominicaux au temple de Maine-Geoffroy, rue des Coquelicots[220].
- Église évangélique, boulevard Georges-Clemenceau ;

L'association bouddhique Kadam Tcheuling Royan de tradition Gelugpa propose également des réunions hebdomadaires à la Maison des associations.

### Associations
La Maison des associations est un complexe inauguré en 1991 afin de regrouper une partie des associations locales. Ses locaux accueillent ainsi les antennes de plusieurs associations à vocation humanitaire ou caritative telles qu'Amnesty International et l'Unicef, mais aussi des associations culturelles, patriotiques ou consacrées aux loisirs.
La franc-maçonnerie est présente à Royan depuis 1822. Un temple maçonnique accueille en centre-ville trois obédiences, celle du Grand Orient de France, du Droit humain et de la Grande Loge de France.
Royan compte également un club du Rotary, deux Club 41 Français et depuis 1956, une section du Lions Club à l'origine du jumelage avec la ville anglaise de Gosport.
Association Radio CB « Groupe Radio Francophone International » créé le 17 juillet 1991, voir rubrique Radio.
Association Royan Front de Mer enregistrée en février 2016 (patrimoine, environnement, cadre de vie).

### Marché
Le principal marché de Royan est le marché central, situé en centre-ville et accessible par le boulevard Aristide-Briand ou l'avenue Daniel-Hedde. Il est ouvert du mardi au dimanche de 7 h à 13 h, y compris les jours fériés. Durant la haute saison, il est ouvert sept jours sur sept.
L'autre marché de la ville est situé dans le quartier du Parc, accessible depuis le centre-ville par le boulevard Frédéric-Garnier. Il est ouvert aux mêmes horaires.

### Festivals et événements touristiques

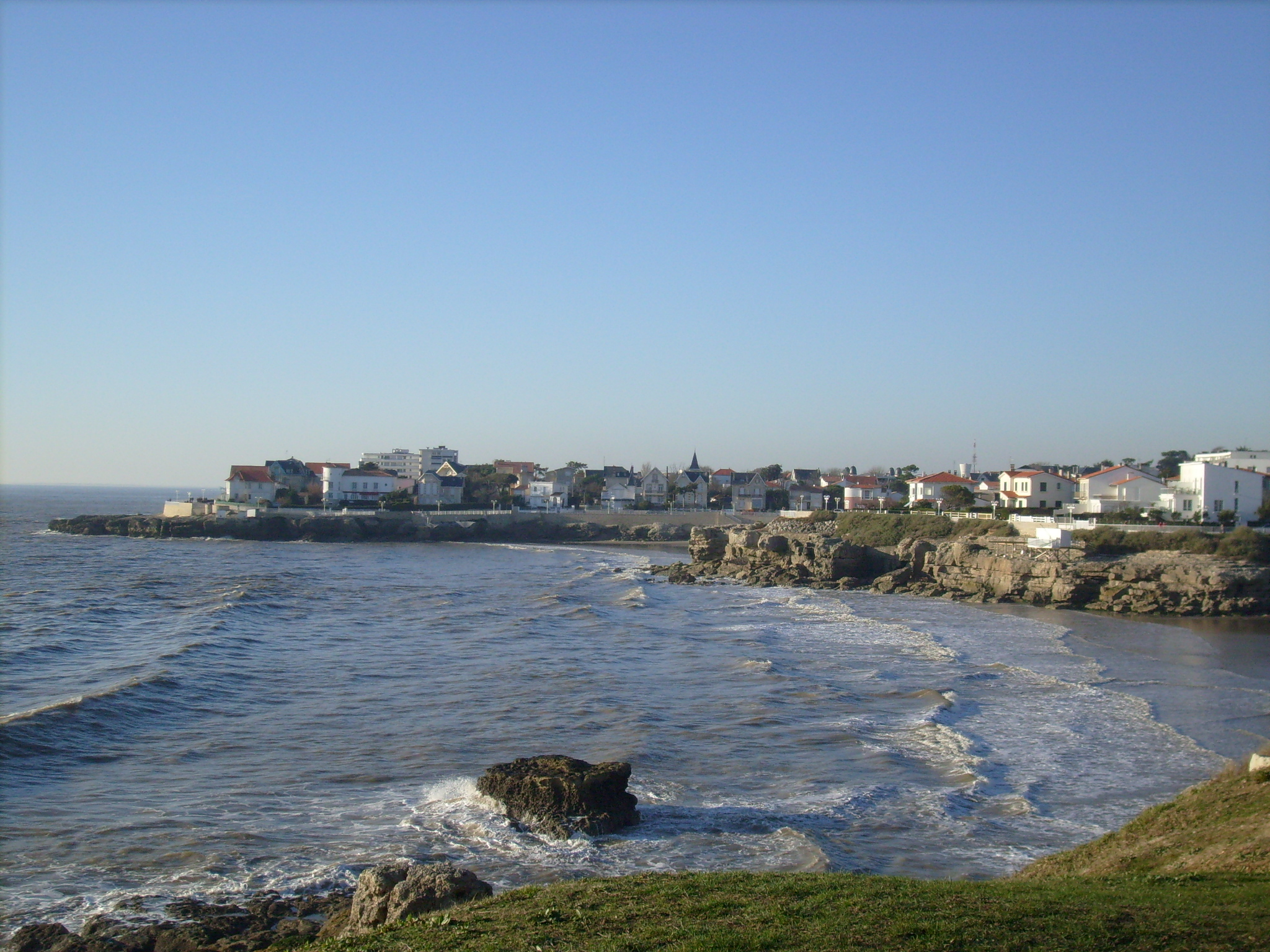
La plage du Chay en hiver

- Un violon sur le sable[227] est un important festival de musique classique et lyrique en plein-air, se déroulant chaque année durant la saison estivale sur la plage de la Grande-Conche. Le festival a fêté ses trente ans en 2017. Il attire en moyenne de 30 000 à 50 000 spectateurs tous les soirs de la dernière semaine de juillet[170].
- Le FIDEM, festival de l'Image à la découverte du Monde se déroulait chaque printemps dans les années 1980-1990. Initié par Yves Lundi puis Bernadette Virassamy pour la Ville de Royan, la 14e et dernière édition a eu lieu en 1990.
- Le jumping international de Royan[228] est une course hippique rassemblant des champions de haut niveau qui se déroule chaque année à la fin du mois de juillet, au centre-équestre de Maine-Gaudin. En 2002 et 2003, cette manifestation a attiré en moyenne chaque année 15 000 spectateurs[229].
- Le spectacle pyrosymphonique du 15 août, très réputé, tiré depuis la plage de la Grande-Conche, attire environ 100 000 spectateurs chaque année.
- Le mondial de billes sur sable, championnat du monde de billes sur sable, a été créé à Royan en 1982 et propose aujourd'hui des étapes dans le monde entier. Des circuits décorés sont créés sur le sable sur lequel les concurrents doivent faire avancer des cyclistes miniatures à l'aide de jets d'une bille de 16 mm[230].

La première finale en 1982 avait pour présentateur Thierry Roland et pour parrain Michel Hidalgo, alors sélectionneur des Bleus, tous les deux amis de l'organisateur. En août 2009, après six ans d'absence, la finale du championnat du monde reviendra épisodiquement à Royan, avant de disparaitre.
- La fête de la Belle Époque est organisée chaque été par l'association Royan capitale de la Belle Époque[231] qui propose un spectacle de défilés de mode, une parade sur front de mer, et diverses animations musicales sur le thème de la Belle Époque.
- Le rêve d'Icare, chaque mois de juin, propose des spectacles aériens d'avions, hélicoptères, parachutisme ou de montgolfières[232].
- Mille bateaux pour l'estuaire est une fête nautique organisée pour la première fois entre le 11 et le 14 juillet 2009. Conçue pour « renouer avec les grandes fêtes de la mer au bord de l'estuaire » selon le mot de son organisateur Bernard Giraud, elle a rassemblé plusieurs vieux gréements autour du trois-mâts le Belem et a été l'occasion de spectacles pyrotechniques. Cette manifestation devrait préfigurer un « festival de l'arc atlantique » qui pourrait voir le jour en 2011, à l'occasion du 400e anniversaire du phare de Cordouan[233].
- Le salon Oceanis : mer, santé et nutrition, a lieu chaque mois de mai.
- La patinoire sur la plage est une structure temporaire montée directement sur la plage de la Grande-Conche, à proximité immédiate du centre-ville. Montée sous un chapiteau, elle vit le jour en 1994 à l'initiative du maire de l'époque, Philippe Most. À l'origine, trois sites furent envisagés pour son implantation : la place Charles-de-Gaulle, le stade d'honneur ou la plage. C'est ce dernier emplacement qui fut finalement retenu pour des raisons de commodité. 
Ouverte au public depuis la fin novembre jusqu'au début du mois de mars[234], c'est l'une des principales attractions de la station balnéaire durant la saison hivernale. Elle est composée d'une piste de 800 mètres carrés sous laquelle se trouve un système de refroidissement au glycol, maintenant la température de la glace à −20 °C. L'ensemble est protégé des intempéries par un chapiteau en toile à armature métallique. La patinoire sert également ponctuellement de cadre à des « soirées DJ » au cours desquelles elle est convertie en piste de danse. Le projet de « patinoire sur la plage » fut au départ entièrement financé par le département animation de la ville de Royan. Depuis 2003, la région Poitou-Charentes et la communauté d'agglomération Royan Atlantique contribuent également à son financement[235].

### Médias

#### Presse écrite
La presse écrite est principalement représentée par l'important quotidien régional Sud Ouest, dont le siège est à Bordeaux, mais qui possède une agence locale à proximité du front de mer. Cette agence diffuse une version spécifique du journal, comprenant les informations de l'agglomération royannaise. Depuis 2007, le magazine local Vidici fait partie intégrante de la vie quotidienne des royannais : reportages, agendas, vie politique, sports et culture, le tout sur un ton badin, souvent humoristique, parfois satirique. Parmi les publications au tirage plus discret figure également le bimestriel La Côte de Beauté, fondé en 1992. Traitant essentiellement d'information de proximité, il s'adresse en priorité aux résidents secondaires abonnés mais est également diffusé en kiosque dans la région. Différentes publications de moindre importance sont également diffusées dans la commune, dont le trimestriel Royan le mag, lancé par la municipalité à l'automne 2008, ou encore le mensuel Bravo Royan, chargé de promouvoir les manifestations culturelles de la ville. Le journal Grain de sable est une publication gratuite concernant l'actualité et les initiatives du quartier de Marne-Yeuse.
Les premiers journaux locaux firent leur apparition à Royan sous le Second Empire : dès 1857, un premier hebdomadaire, La Vigie, est lancé, mais ne rencontre que peu de succès. Il cesse de paraître en 1860. Une nouvelle tentative lancée en 1867 se révèle tout aussi infructueuse : Le Royannais, devenu La Tribune de Royan en 1870, cesse de paraître en 1871. Il faudra attendre 1878 pour qu'une publication, lancée par Victor Billaud, rencontre un certain succès : La Gazette des bains de mer. Paraissant jusqu'en 1914, cet hebdomadaire constitue une source de premier plan sur la vie à Royan durant la « Belle Époque » du fait de la destruction des archives communales durant les bombardements de 1945.

#### Radios
Quatre radios émettent des décrochages à destination de l'agglomération royannaise : Virgin Royan (89.2 FM), RTL 2 (100.4 FM), Demoiselle FM (102.2 FM) et MFM Royan (98.4 FM). Il existait auparavant une importante radio locale, Royan fréquence (créé en 1981) qui a cessé d'émettre en 1995. Depuis 2019, création de Hits 1 Royan, webradio associative.

#### Télévision
Il existe trois moyens de recevoir la télévision à Royan.

##### En réception aérienne
Par sa situation géographique, proche du niveau de la mer, la commune se trouve dans une zone où la réception n'est pas homogène. Suivant sa position géographique, il est possible de recevoir trois émetteurs de télévision, dont deux de forte puissance :
- l'émetteur de télévision de Niort Maisonnay, diffusant les programmes en numérique (TNT et TNT HD), dont le décrochage local de France 3 Poitou-Charentes : France 3 Atlantique ;
- l'émetteur de télévision de Bordeaux-Bouliac, diffusant les programmes nationaux de la TNT, le décrochage régional de France 3 Aquitaine et la chaîne TV7 Bordeaux ;
- un émetteur de confort, installé à Vaux-sur-Mer, diffusant les programmes nationaux en numérique (TNT et TNT HD pour Arte) dont le décrochage local de France 3 Poitou-Charentes : France 3 Atlantique. La diffusion des programmes en numérique y a débuté le 30 juin 2008[238],[239],[240],[241],[242] sur les reseau R1,R2,R3,R4 et R6[243].

La diffusion en haute définition des autres chaines (TF1 HD, France2 HD et M6 HD) sur le réseau R5 est prévue pour le 30 juin 2012. La principale raison de cet émetteur est de pallier les zones d'ombres des autres émetteurs.

##### En réception ADSL
Deux centraux téléphoniques ont été équipés pour l'ADSL en janvier 2001 (ROP17, 13 000 lignes et ROR17, 8 000 lignes). Quatre opérateurs proposent la télévision par ce biais : Orange (courant 2008), SFR (août 2008), Free (novembre 2010) et Bouygues (avril 2011),.

## Royan dans les arts et la culture

### Peinture

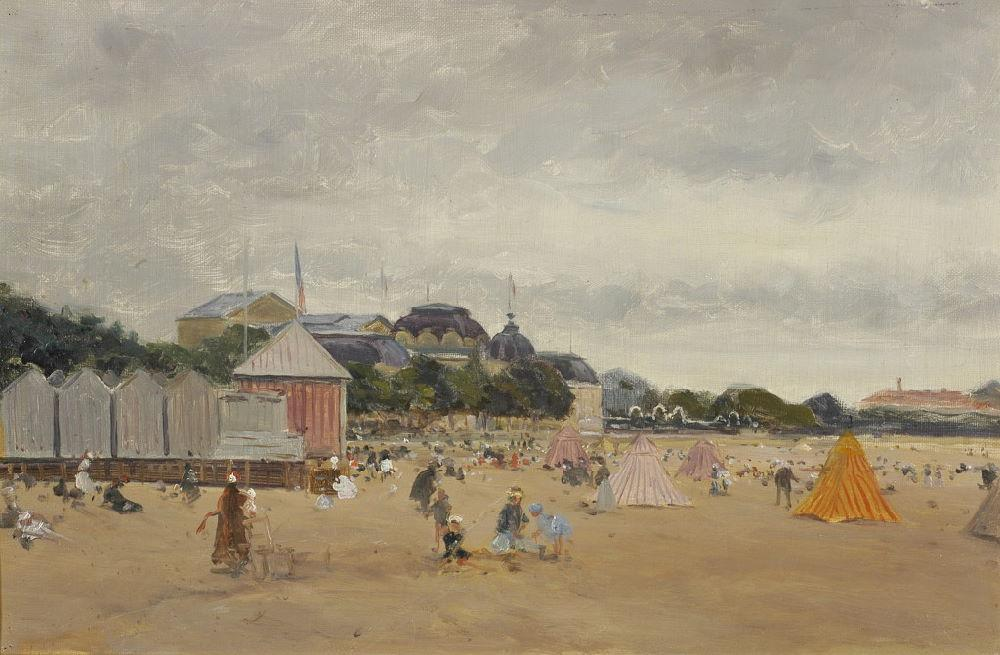
Royan, plage de la Grande-Conche, peinture d'Arthur Gué, 1880

De nombreux peintres, parfois célèbres, ont représenté la Côte de Beauté sur leurs toiles.
Au cours de l'été 1910, les peintres fauvistes écossais Samuel Peploe et John Duncan Fergusson séjournent à Royan. Ils y peignent plusieurs toiles, aujourd'hui exposées dans des musées britanniques ou australiens. Parmi celles-ci, Bateaux à Royan, Royan et People and sails at Royan de Peploe et Royan de Fergusson.
Gustave Courbet peint au moins deux œuvres sur Royan : La Roche isolée (visible au Brooklyn Museum) et Marine au bord de la mer.
Odilon Redon réalisera plusieurs toiles sur Royan, par exemple Les Rochers de Vallières près de Royan, visible au musée d'Orsay, Rochers de Royan, Colline près de Royan, Yachts à Royan ou Le Bateau aux voiles rouges.
Pablo Picasso immortalisa le café des bains lors de son séjour en 1940, visible au musée Picasso.
Arthur Gué peindra quant à lui la plage de la Grande-Conche et le casino municipal dans une toile intitulée Royan, plage de la Grande Conche.
Maurice Utrillo peint en 1936 les églises de Royan : Notre-Dame de Royan et Saint-Pierre de Royan mais aussi un Port de Royan.

### Poésie
Le poète Robert Desnos, habitué de la station balnéaire, en fera le sujet d'un de ses poèmes :
Une sardine de Royan

Nageait dans l'eau de la Gironde

Le ciel est grand, la terre est ronde, 

J'irai me baigner à Royan.

Avec la sardine, 

Avec la Gironde, 

Vive la marine !

Et salut au monde !

### Cinéma
L'histoire de Royan croise pour la première fois celle du septième art en 1930, tandis que se développe le cinéma populaire français. Cette année-là, le cinéaste Émile Couzinet choisit la ville pour y implanter les premiers studios de cinéma de la côte Atlantique : les « Studios Royan Côte de Beauté ». Royan est alors la quatrième ville de France - après Paris, Marseille et Nice - à accueillir des infrastructures cinématographiques.
Les studios sont aménagés à l'emplacement des anciens entrepôts du casino, non loin de l'emplacement de l'actuel CAREL. Entre 1930 et 1940, ce ne sont pas moins d'une cinquantaine de films qui y sont tournés, certains mettant en scène des grands noms de l'époque, tels les acteurs Robert Vattier ou Alida Rouffe. Parmi les films à succès réalisés au cours de cette décennie, Le Club des Fadas avec Fernand Charpin, Fièvres avec Tino Rossi, ou L'Intrigante avec Germaine Aussey, occupent une place prépondérante.
L'occupation allemande, puis l'anéantissement de la ville par les bombes américaines à la fin de la Seconde Guerre mondiale mettent un terme définitif à la vocation hollywoodienne de la ville. Les studios Couzinet sont délocalisés après-guerre à Bordeaux où ils prennent le nom de « Studios de la Côte d'Argent ». C'est depuis ces nouveaux studios qu'Émile Couzinet réalise, en forme d'hommage, le film documentaire Royan, cité martyre. En 1947 est également tourné Les Maudits de René Clément avec pour toile de fond les ruines de Royan bombardée.
La disparition des studios de Royan ne va pourtant pas mettre un terme à la vocation cinématographique du lieu. Plusieurs films et téléfilms y sont tournés : ainsi, en 1970, Johnny Hallyday joue à Royan dans Point de chute de Robert Hossein. Quelques années plus tard, quelques scènes du film Les Noces barbares, de Marion Hänsel, sont tournées à Royan et en d'autres lieux de la Côte de Beauté. Christian Vincent réalise Beau fixe en 1992 où l'on reconnaît l'intérieur du centre commercial Intermarché de Royan. Catherine Breillat tourne en 2000 À ma sœur ! dont l'action se déroule principalement à La Palmyre mais dont une scène est tournée dans un magasin royannais.
En 2003, Jean-Paul Civeyrac réalise Toutes ces belles promesses à Fouras et Royan.
En été 2009, Benoît Delépine et Gustave Kervern réalisent plusieurs scènes de Mammuth à Royan et en Charente-Maritime.

### Télévision
En 1999, Thierry Redler réalise La Traversée du phare, puis sa suite, Les Inséparables, en 2001 dont l'action se déroule au sein d'une famille royannaise.
En 2003, Line Renaud vient tourner des séquences du téléfilm Suzie Berton réalisé par Bernard Stora.

### Chanson
Le chanteur Philippe Katerine chante en 1991 le titre Le bel aimé de Royan sur son premier album Les Mariages chinois.
Royan est le titre d'une chanson de Frànçois and The Atlas Mountains présente sur l'album Her River Raves Recollections sorti en 2009. Ce titre est présent dans l'épisode 3 de la quatrième saison de la série télévisée Skins.

### Bande dessinée
Plusieurs bandes dessinées évoquent l'histoire mouvementée de la ville de Royan. Sortie en 1988, L'Histoire de Royan et de la Côte de Beauté est issue d'une collaboration entre l'historien Robert Colle et le dessinateur Philippe Moinet.
Quelques années plus tard, deux livres relatant deux épisodes majeurs de l'histoire de la ville en bande dessinée sont sortis des presses de l'imprimerie Gatignol : le premier tome, Royan à la Belle Époque, évoque la vie mondaine dans la station balnéaire avant la Première Guerre mondiale ; le second, Royan, occupée, bombardée, libérée montre, anecdotes à l'appui, ce que fut la vie des habitants de la ville durant le second conflit mondial. Ces deux ouvrages sont issus de la collaboration de l'historien Yves Delmas avec le dessinateur Giro.
Giro est également l'auteur d'une bande dessinée évoquant le parcours de l'un des fondateurs de la Nouvelle-France, le Royannais Pierre Dugua de Mons. Ce dernier ouvrage est issu d'une collaboration avec Yves Delmas et Marie-Claude Bouchet.
Patrice Guillon et Benjamin Bouchet ont fait paraître fin 2008 aux éditions La Boîte à Bulles une bande dessinée intitulée Mes Copains d'autrefois dont l'action se déroule à l'occasion du centième anniversaire du collège Émile-Zola. Outre le collège, les lecteurs reconnaîtront la Grande-Conche, le marché central, le front de mer mais aussi le Pont du Diable à Saint-Palais-sur-Mer.

### Littérature
Howard Zinn, historien et politologue américain, professeur au département de science politique de l'université de Boston, a participé aux bombardements de la ville en avril 1945 et a écrit en 2011 un livre intitulé en français La bombe. De l’inutilité des bombardements aériens, paru chez Lux Éditeur en 2011. Il y décrit sa participation à l'une des premières utilisations militaires massives du napalm, appelé alors « feu gluant », et en a conçu une horreur rétrospective pour ce type d'action et pour toute forme de guerre. Ces bombardements visaient des soldats allemands, qui, aux dires de Zinn, s'étaient repliés en attendant l'abdication de l'Allemagne et ne représentaient donc plus un quelconque danger militaire. Ces attaques tuèrent non seulement des soldats mais aussi des civils français. Neuf ans plus tard, Zinn retourna à Royan pour consulter des documents ayant trait à ces opérations et interviewer des habitants. De plus, dans ses livres The politics of history et The Zinn reader, il décrit comment le bombardement fut décidé par la hiérarchie militaire pour des raisons qui tenaient plus à des considérations carriéristes qu'à des objectifs militaires légitimes.

### Philatélie
Trois timbres évoquant la ville de Royan ont été émis par la poste française :
- en 1954, timbre de 10 francs représentant la plage de la Grande-Conche[265] ;
- en 1968, timbre de 0,40 franc émis pour la 5e conférence de coopération mondiale pour l'enseignement audiovisuel des langues vivantes à Royan et représentant le palais des congrès[266] ;
- en 2011, timbre de 0,60 euro représentant l'église Notre-Dame[267].

## Personnalités liées à la commune

### Ayant vécu à Royan

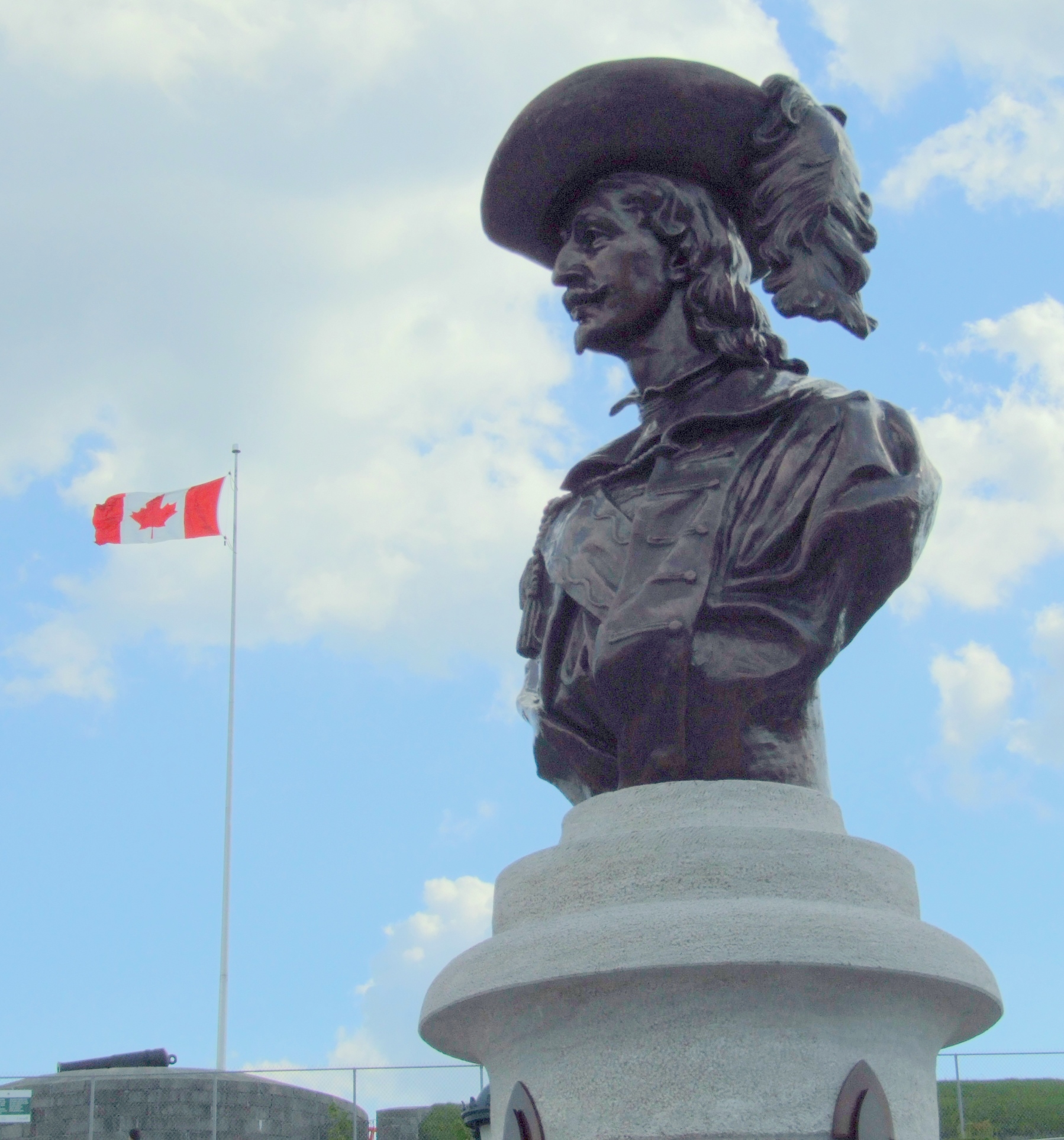
Pierre Dugua de Mons.

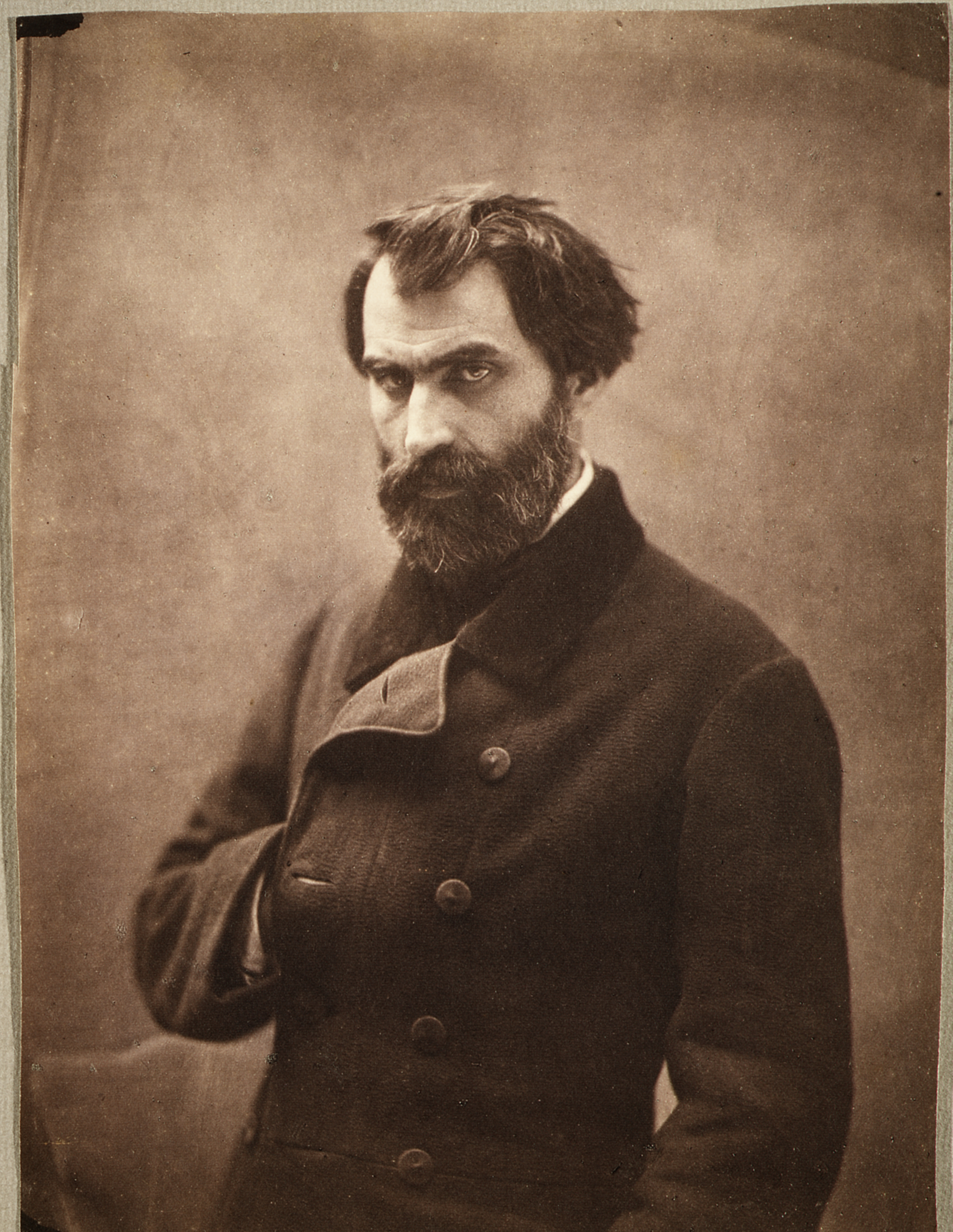
Eugène Pelletan.

- Pierre Dugua de Mons (1540~1563-1628) - Né au château de Mons à Royan, premier colonisateur de Nouvelle-France ;
- Jacques Fontaine III : né en 1658 à Genouillé près de Chatelard, dans la paroisse de Royan. Pasteur comme son père, il essaie sans succès d’organiser la résistance à Royan, à l’époque des dragonnades. En 1685, il émigre vers l’Angleterre. En 1715, il achète une plantation en Virginie où il meurt en 1728 ;
- Eugène Pelletan (1813-1884) - Écrivain, journaliste et homme politique français. Il grandit à Royan, où son père était notaire et juge de paix. Il est l'auteur du livre Naissance d'une ville, qui retrace la transformation d'une petite ville provinciale en fringante station balnéaire ;
- Léon Perrault (1832-1908) - Peintre académique, mort à Royan ;
- Sébastien Faure (1858-1942) - Anarchiste français, mort à Royan ;
- Auguste Rateau (1863-1930) - Né à Royan, ingénieur et membre de l’Académie des sciences ;
- Albert Roussel (1869-1937) - Compositeur français, mort à Royan ;
- Georges Loizeau (1869-1945) - Amiral et écrivain maritime, mort à Royan ;
- Jacques Robert (1875-1892) - Poète français, lauréat de l'Académie française, auteur de sept ouvrages, mort à Royan à l'âge de 16 ans ;
- Jean A. Roché (1894-1981) - Né à Royan, cet ingénieur aéronautique franco-américain conçut entre autres l'Aeronca C ;
- Hubert Jules Deschamps (1900-1979) - Né à Royan, administrateur colonial français ;
- Simone Louise des Forest (1910-2004) - Née à Royan, l'une des premières femmes à embrasser la carrière de pilote automobile dont le nom est associé à une expression populaire française : « En voiture Simone ! » ;
- Robert Chamboulan (1903-1959) - Écrivain et flûtiste, résistant, mari de Germaine Pelletan, mort à Royan ;
- Edmond Jouhaud (1905-1995) - Résistant puis général d'armée avant de participer en 1961 au putsch d'Alger, mort à Royan ;
- Odette Comandon (1913-1996) - Auteur de comédies et de contes, actrice et conteuse en saintongeais, morte à Royan ;
- Cécile Rol-Tanguy (1919-2020) - Née Marguerite Le Bihan à Royan, résistante française ;
- Jean de Lipkowski (1920-1997) - Secrétaire d'État aux Affaires étrangères puis ministre de la Coopération, maire de Royan de 1965 à 1977 et de 1983 à 1989 ;
- Georges Touroude (1925-2001) - Résistant et romancier français, mort à Royan ;
- Sonia de Borodesky (1926-1999) - Première femme marin-pêcheur de France, écrivain et résistante ;
- Pierre-Rémy Houssin (1931) - Né à Royan, homme politique, ancien président du conseil général et ancien député de la Charente ;
- Virgil Brill (1940) - Né à Royan, photographe d'art ;
- André Berland (1940) - Historien et biographe français, trésorier de la société des Amis du musée de Royan de 1986 à 1999 ;
- Christian Mousset (1944) - né à Royan, créateur du festival des Musiques Métisses ;
- Jean Gaumy (1948) - Né à Royan, membre de l'Institut de France, membre de l'agence Magnum Photos, peintre officiel de la Marine en tant que photographe et cinéaste ;
- Cathy Stewart (1956-1994) - Née à Royan, actrice pornographique ;
- Pascale Got (1961) - Née à Royan, femme politique française, députée de Gironde ;
- Philippe Malgouyres (1965) - Né à Royan, historien de l'art, conservateur au musée du Louvre.
- Jérôme Vallée (1976) - Né à Royan, joueur de rugby à XV, troisième ligne aile au sein de l'effectif du Montpellier RC ;
- Antony Lopez-Peralta (1981) - Né à Royan, capitaine en 2008 de l'équipe de football du Tours FC ;
- Charline Picon (1984) - Née à Royan, championne olympique 2016, championne du monde 2014 et championne d'Europe en 2013, 2014 et 2016 de planche à voile ;
- La Briochée (1991) - Née à Royan, drag queen, comédienne de doublage, chanteuse et militante pour les droits des personnes trans.
- Trévor Clévenot (1994) - Né à Royan, volleyeur international français.
- Hadrien David (2004) - Né à Royan, champion de France de Formule 4 (2019), Membre Renault Sporty Acadamy (Formule 3).

### Ayant séjourné à Royan

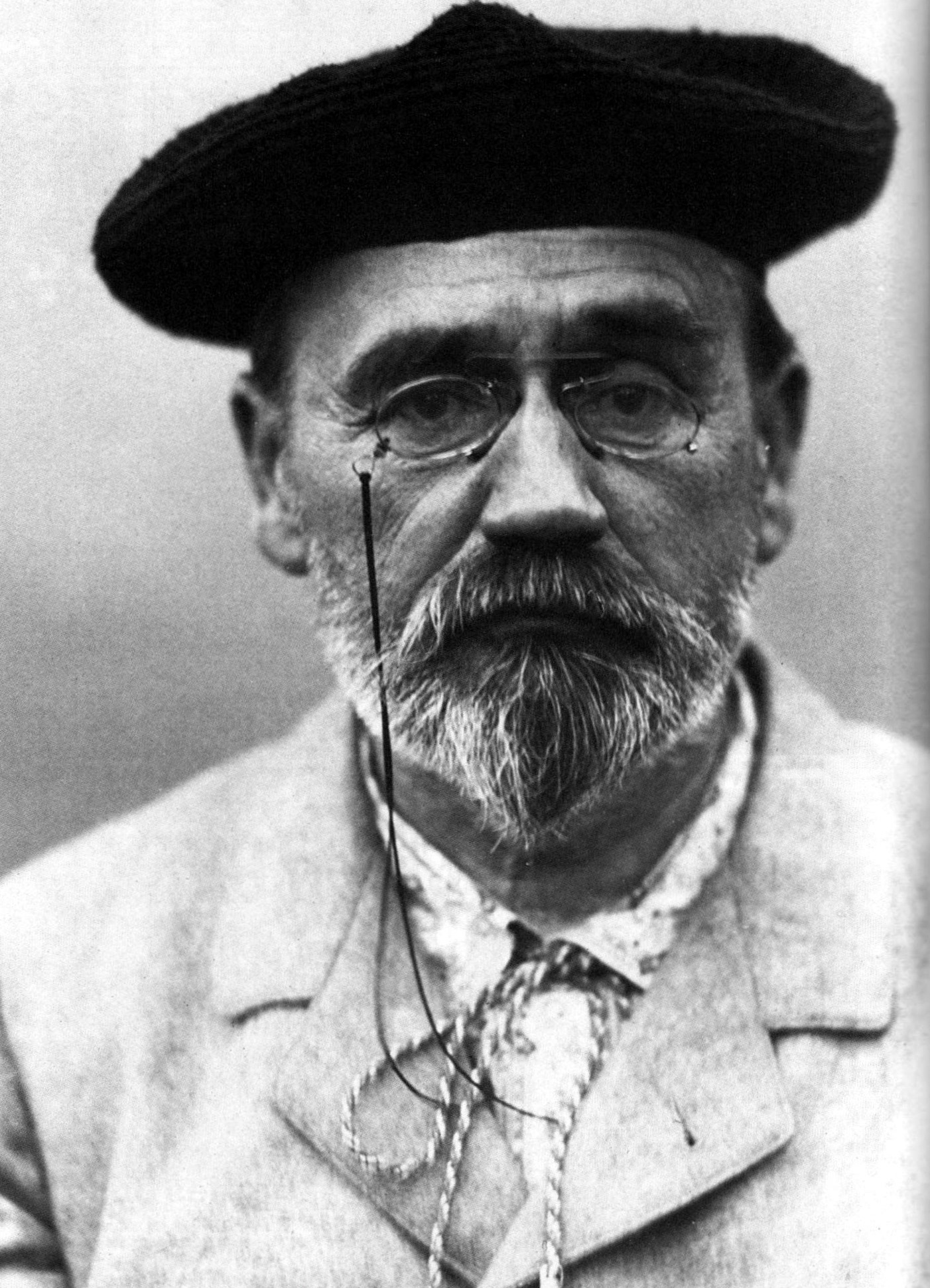
Émile Zola.

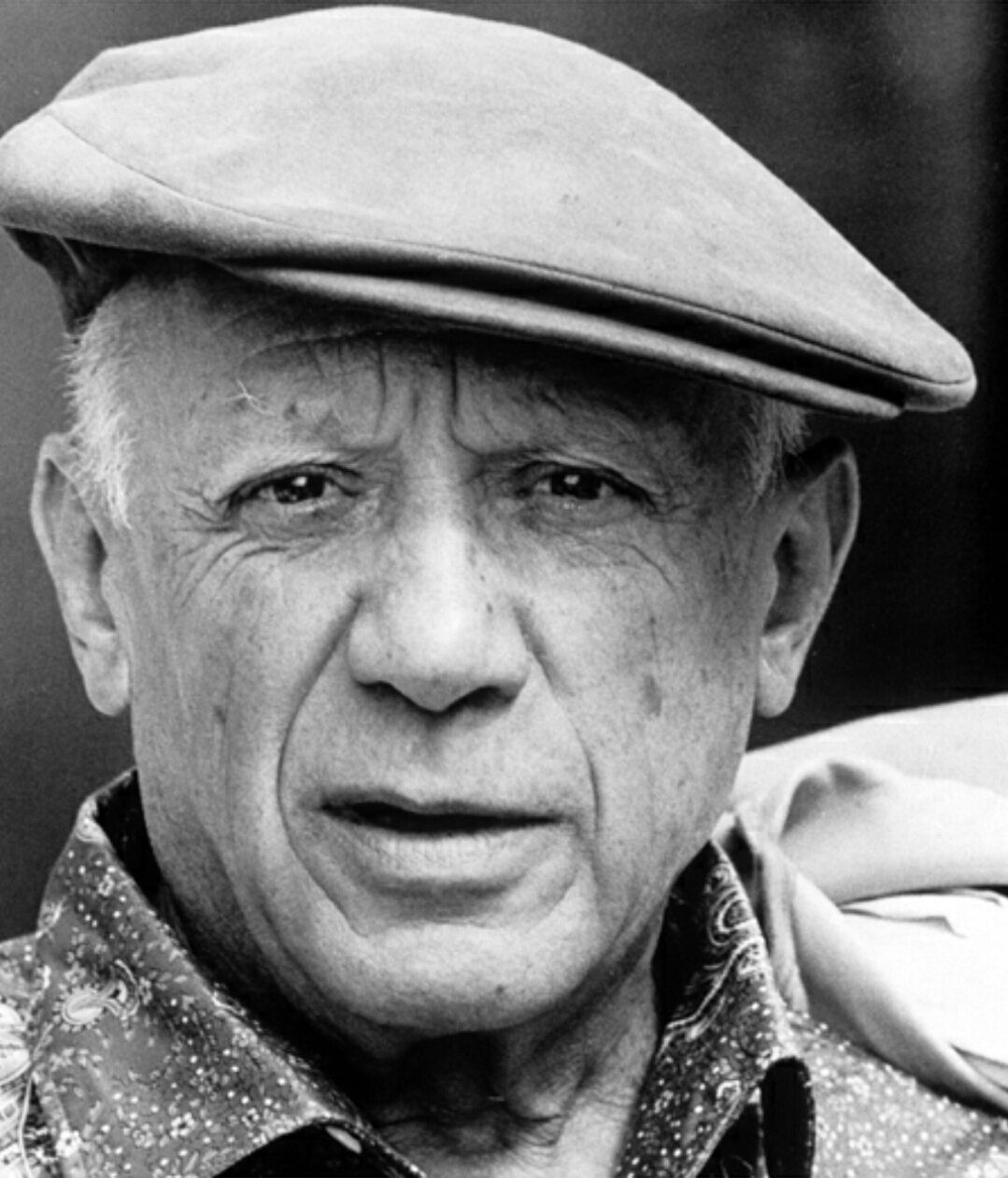
Pablo Picasso.

Plusieurs personnalités du monde des lettres et des arts fréquentent la commune à la fin du XIXe siècle. Ainsi, en 1886, un éditeur parisien du nom de Georges Charpentier fait bâtir une villa dans le nouveau quartier résidentiel du Parc. Il invite dans sa nouvelle demeure, baptisée « Le Paradou », certaines des personnalités les plus en vue du monde littéraire et artistique de l'époque, dont Émile Zola, l'un de ses principaux auteurs et amis. Quelques années plus tard, ce dernier loue les villas « Chalet Albert » et « Les œillets » pour la saison, profitant de sa villégiature pour débuter l'intrigue de son roman « Le rêve ». Autour de Georges Charpentier s'organise ce que d'aucuns désignent sous le nom de « Colonie parisienne » : un cercle de personnalités du monde littéraire telles qu'Alphonse Daudet, Arsène Houssaye, André Lemoyne, François Coppée, Victor Koning ; mais également de grands noms de la musique dont Albert Roussel, Camille Saint-Saëns, Jean-Baptiste Arban ou Jules Massenet. Tous fréquentent, régulièrement ou plus ponctuellement, la station balnéaire alors en plein essor.
Durant la période dite des « années folles » succédant à la Première Guerre mondiale, la ville est de nouveau fréquentée par plusieurs célébrités de l'époque. Parmi celles-ci, le compositeur Paul Dukas, lequel visite la station pendant l'été 1923. Il envoie à sa famille une carte postale représentant la plage de Saint-Georges-de-Didonne. C'est également le cas de la comédienne Sarah Bernhardt, qui se produit sur la scène du casino municipal (interprétant notamment « l'Aiglon » et « Cyrano de Bergerac », d'Edmond Rostand), ou encore de Ève Curie. Le peintre Fernand Pinal y effectue plusieurs séjours entre 1925 et 1939.
Au début des années 1930, Royan devient le lieu de villégiature privilégié de Sacha Guitry et de son épouse Yvonne Printemps, ainsi que de leur ami, le photographe Jacques-Henri Lartigue. Ce dernier relate ses séjours dans la station balnéaire dans son récit autobiographique L'émerveillé. Dans le même temps, la ville accueille la jeune actrice Danielle Darrieux, tandis que plusieurs autres personnalités du cinéma français de l'époque fréquentent les studios de cinéma « Couzinet », implantés dans la commune.
À la veille du second conflit mondial, Royan accueille le peintre Pablo Picasso. Celui-ci installe son atelier dans une villa du centre-ville. Chassé par l'occupant allemand en 1940, il a néanmoins le temps de peindre plusieurs toiles à Royan, dont son célèbre « Café des bains », du nom d'un débit de boisson populaire avant-guerre.
Sous l'Occupation, le pasteur Samuel Besançon se distingue comme le chef de la résistance royannaise.
Parmi les autres résidents célèbres durant la période de l'après-guerre, citons le footballeur Dominique Rocheteau, originaire de la commune voisine d'Étaules. Ce dernier se consacre désormais à l'encadrement des jeunes sportifs de la ville à travers des stages baptisés « Footatlantique ». Enfin, l'ancien président de la République Nicolas Sarkozy passe plusieurs étés en vacances à Royan. Il fréquente le quartier de Pontaillac et le Garden Tennis dans les années 1960, et possède toujours une résidence dans la station balnéaire.

## Héraldique
| Blason de Royan | Blason  | Coupé : au 1er parti, au I fascé d'or et de sable de six pièces qui est de Coëtivy, au II d'or au chevron de gueules accompagné de trois aiglettes d'azur, becquées et membrées de gueules qui est de La Trémoille, au 2e d'azur au galion d'or équipé et gréé du même voguant sur une mer d'argent, mouvant de la pointe. Devise / CriNe m’oubliez. |
| Blason de Royan | Détails | Ces armoiries combinent celles de la famille de Coëtivy, seigneurs de la ville au XVe siècle, et de la famille La Trémoïlle, à partir du XVIe siècle. Le drapeau de la ville de Royan est constitué de deux bandes verticales égales, bleue sur la partie gauche et jaune sur la partie droite, surmontées du blason de la commune au centre. Le conseil municipal officialise les armoiries de la ville le 19 février 1952. Le conseil municipal du 16 octobre 1964 modifie légèrement le blason pour le conformer aux lois héraldiques. |